# Bundesautobahn 1
Die Bundesautobahn 1 (Abkürzung: BAB 1) – Kurzform: Autobahn 1 (Abkürzung: A 1) – ist eine deutsche Bundesautobahn, die von Heiligenhafen an der Ostsee über Lübeck, Hamburg, Bremen, Osnabrück, Münster, Dortmund, Köln und Trier nach Saarbrücken führt. Mit einer Länge von 748 Kilometern ist sie nach der Bundesautobahn 7 und Bundesautobahn 3 die drittlängste Autobahn in Deutschland sowie diejenige, die durch die meisten (nämlich sieben) Bundesländer führt.
Pläne für diese Autobahn stammen aus der Zeit des Nationalsozialismus, während der einige Teilstücke (Lübeck–Hamburg, Hamburg–Bremen, Dortmund–Köln) zumindest in Teilen fertiggestellt wurden. In den 1960er Jahren kam es unter dem Namen Hansalinie zu einer durchgehenden Verbindung zwischen Bremen und Dortmund sowie der Vollendung des Kölner Autobahnrings. Die bis heute unvollständige Weiterführung von Köln bis Saarbrücken sowie von Lübeck nach Dänemark begann in den 1970er Jahren.
Der Streckenabschnitt zwischen Heiligenhafen und Hamburg wird auch als Vogelfluglinie bezeichnet, von Lübeck bis ins Ruhrgebiet auch als Hansalinie. Zwischen Köln und Trier ist der Name Eifelautobahn verbreitet. In diesem Abschnitt besteht bis heute noch eine Baulücke. Darüber hinaus ist sie Bestandteil der Europastraßen E 22, E 29, E 31, E 37, E 42, E 44, E 47 und E 422.

## Verlauf
Die Bundesautobahn 1 beginnt in Schleswig-Holstein, östlich von Heiligenhafen auf der Halbinsel Wagrien, wo sie die Fortsetzung der vom Fährhafen Puttgarden kommenden B 207 bildet. Zunächst in unmittelbarer Nähe zur Ostseeküste nach Westen, schwenkt die vierstreifige Autobahn hinter Heiligenhafen nach Südwesten bis Oldenburg in Holstein. Halbkreisförmig wird die Stadt umfahren, danach führt sie weiter nach Süden. Auf einigen Kilometern zwischen Oldenburg i. H. und Lensahn hat die Autobahn keinen Standstreifen. Von Lensahn aus geht es, am Ostrand der Holsteinischen Schweiz entlang, nach Neustadt in Holstein. Über das Neustädter Binnenwasser führt sie wieder nach Südwesten, um bei Sierksdorf auf einem kurzen Abschnitt unmittelbar an der Ostseeküste entlang zu verlaufen. Bei Scharbeutz geht es wieder nach Süden und nach einigen weiteren Kilometern im Hinterland der Küste wird mit Bad Schwartau der erste Vorort von Lübeck erreicht. Am gleichnamigen Autobahndreieck, das als Gabelung nur von und in 9 Süden erreichbar ist, zweigt die kurze BAB 226 ab, ein wichtiger Zubringer zu den Ostseehäfen der Stadt.
Ab hier nun sechsstreifig, geht es von Bad Schwartau durch das nördliche und westliche Stadtgebiet von Lübeck. Das Kreuz Lübeck bindet die auch Ostseeautobahn genannte BAB 20 an. Danach folgt eine Streckenführung durch die holsteinische Endmoränenlandschaft, über die Trave an Reinfeld und Bad Oldesloe vorbei. Am Kreuz Bargteheide endet die von Norden her kommende BAB 21 und führt als B 404 weiter nach Süden. Die ersten Vorstädte von Hamburg sind erreicht und die Autobahn läuft geradewegs auf das Kreuz Hamburg-Ost zu. Dieses Autobahnkreuz, das die BAB 1 mit der BAB 24 verbindet, hat einen ungewöhnlichen, langgestreckten Aufbau und keine Verbindungsrampen aus nördliche in östliche Richtung und umgekehrt. Diese Aufgabe übernimmt stattdessen die östlich verlaufende B 404.

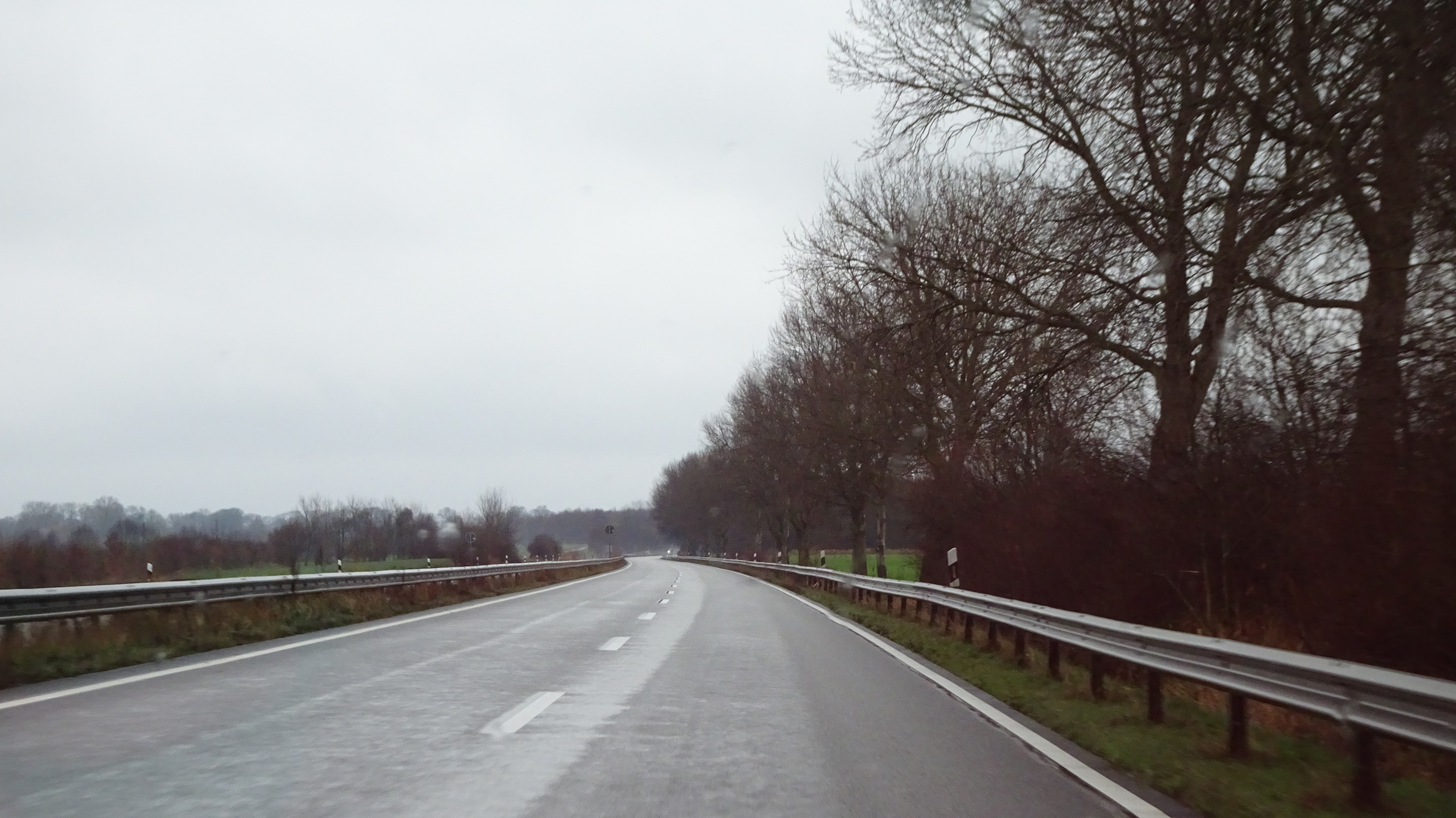
Zwischen Neustadt in Holstein und Lensahn - ohne Standstreifen
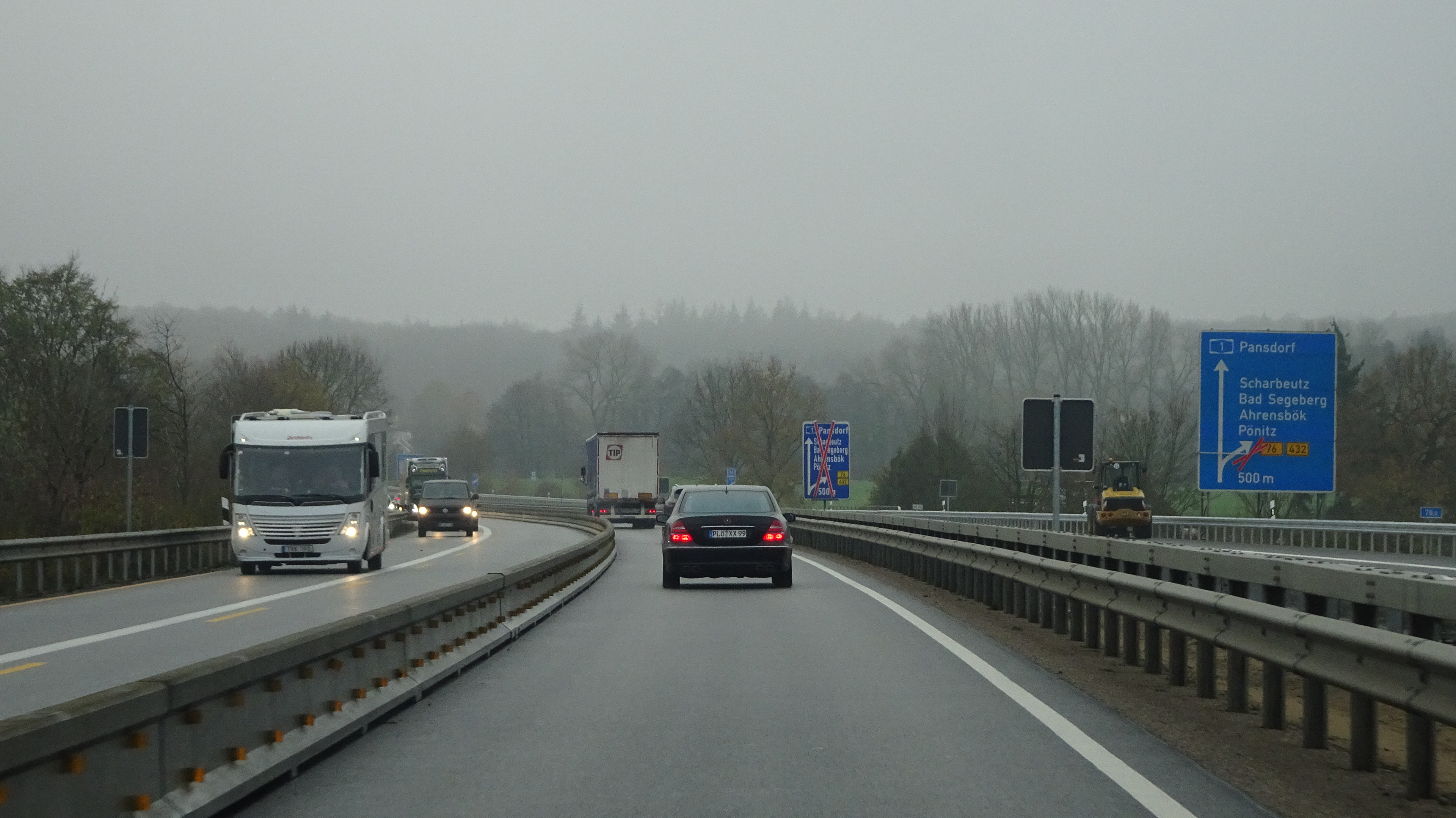
Baustelle kurz vor der Anschlussstelle Scharbeutz
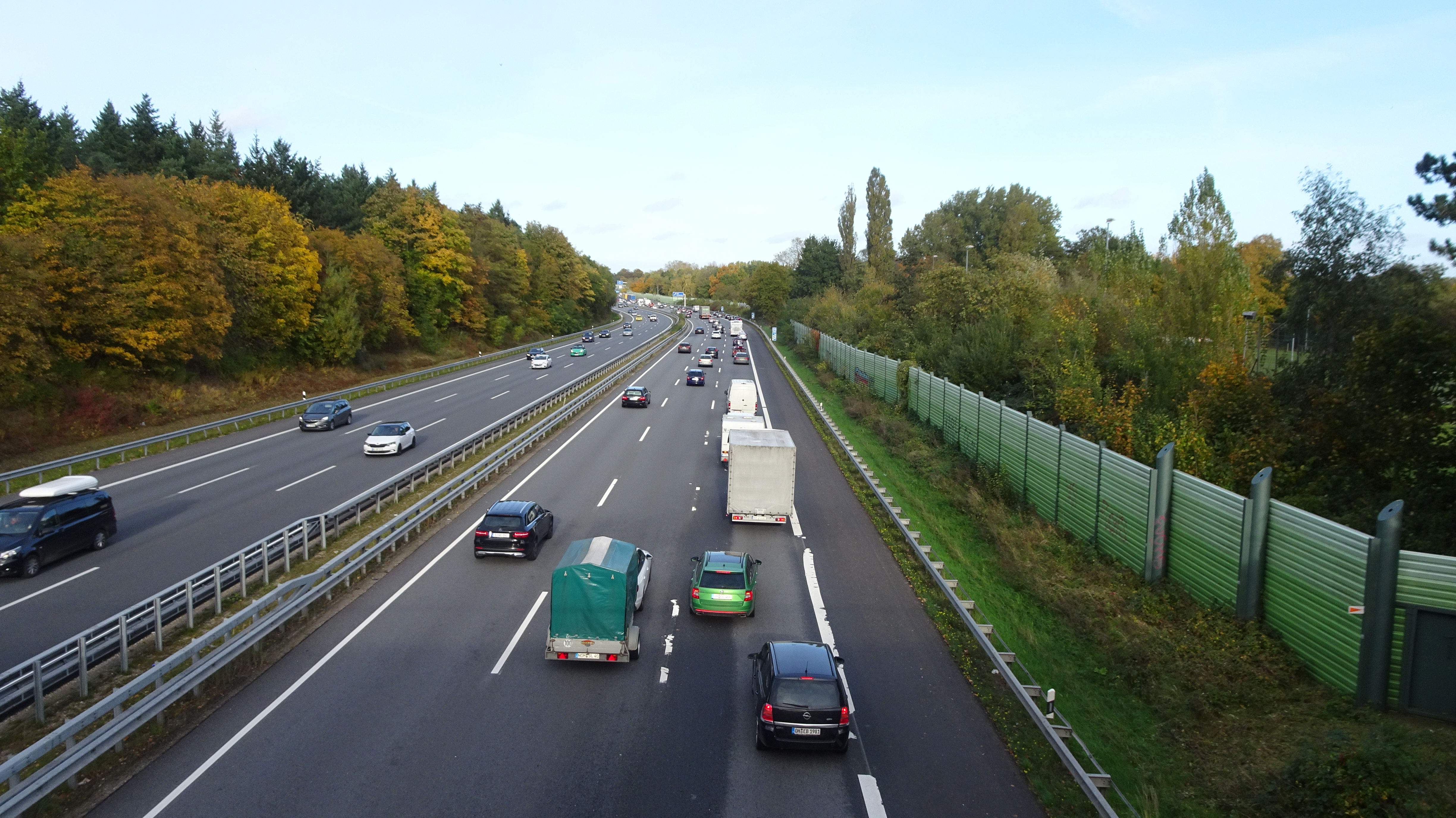
Sechsstreifige BAB 1 bei Bad Schwartau
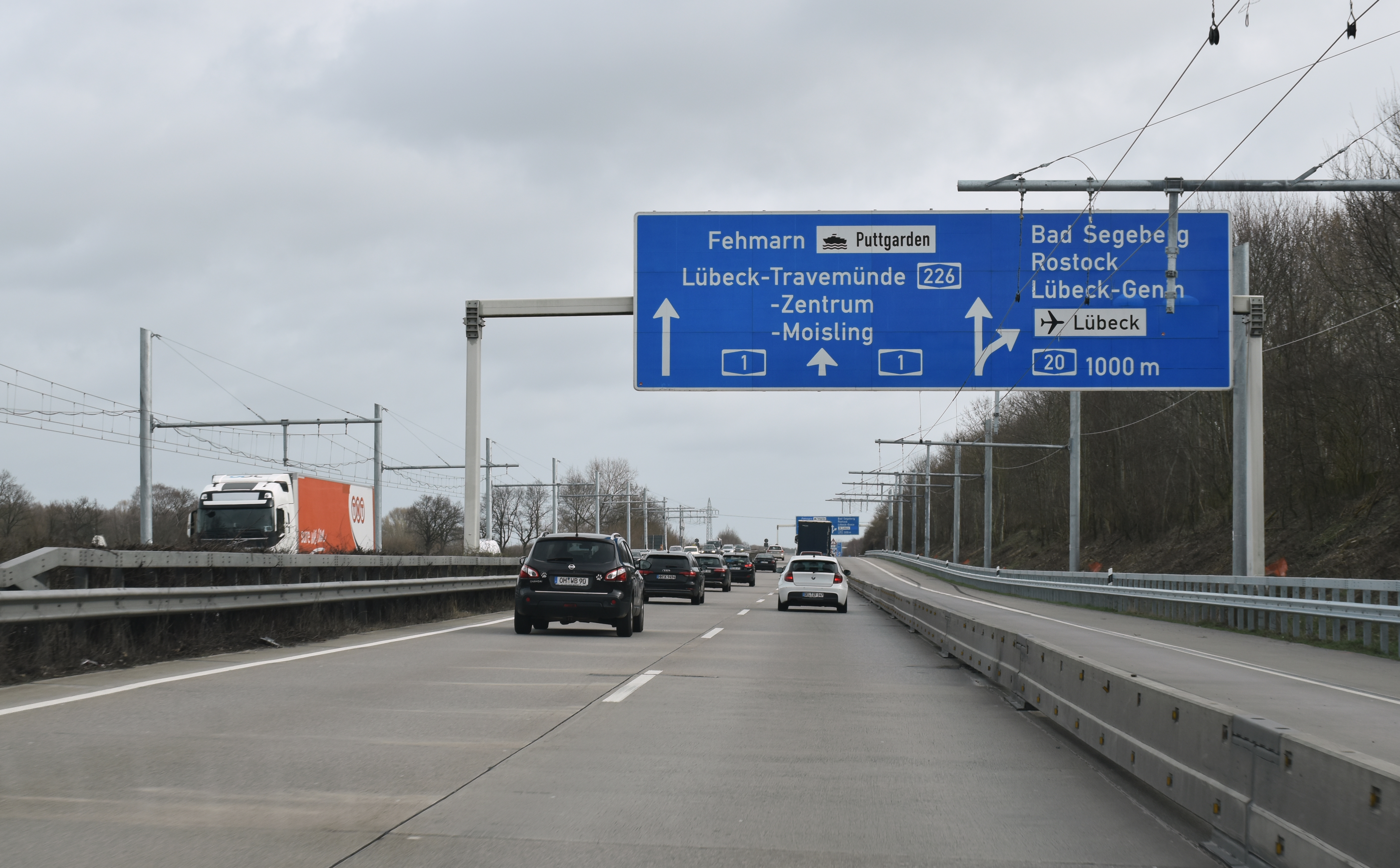
Bau der eHighway-Teststrecke südwestlich von Lübeck
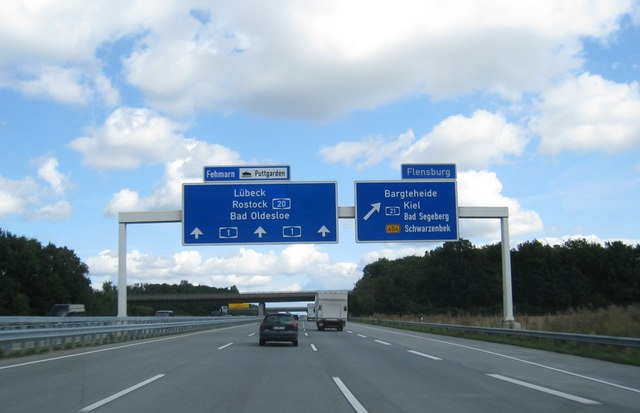
Am Kreuz Bargteheide
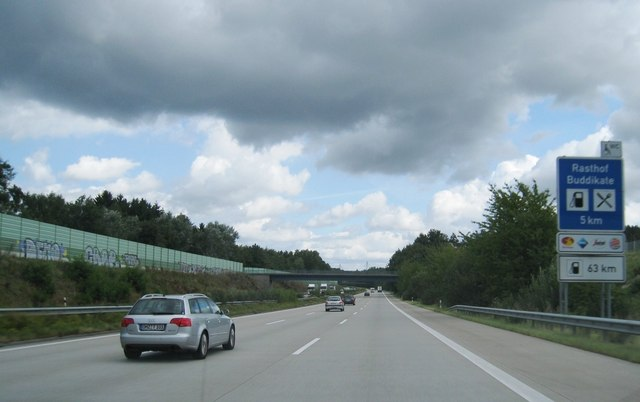
Zwischen Bargteheide und Hamburg

Nach Passieren des Kreuzes ist hamburgisches Stadtgebiet erreicht. Am Stadtteil Billstedt vorbei unterquert sie den Umschlagbahnhof Hamburg-Billwerder in einem 240 m langen Tunnelbauwerk. Am danach folgenden Dreieck Hamburg-Südost zweigt die BAB 25 nach Osten ab. Die Norderelbe, der nördliche Hauptarm der sich in Hamburg ein Binnendelta bildenden Elbe, wird mit einer Schrägseilbrücke überquert. Unmittelbar nach der Flussquerung mündet die Hauptfahrbahn der BAB 1 am Dreieck Norderelbe in die der von Norden kommenden BAB 255 und führt auf dieser weiter nach Süden. Zwischen den Stadtteilen Wilhelmsburg und Harburg folgt die Querung der Süderelbe und schließlich die Landesgrenze zu Niedersachsen. Sie führt aus den flachen Elbmarschen hinaus zu einem komplexen Autobahnknoten, der aus mehreren ineinander übergehenden Teilbauwerken besteht. Erst trifft sie am Maschener Kreuz die BAB 39, direkt dahinter am Horster Dreieck, das eigentlich aus drei Knotenpunkten besteht, die BAB 7. Die BAB 1 zweigt dort von der weiter auf die BAB 7 nach Süden führenden Hauptbahnbahn nach Westen ab und unterquert die von Norden her kommende Fahrbahn selbiger. Zwischen diesen beiden Fahrbahnen besteht lediglich eine Verbindung aus südlicher Richtung nach Westen.

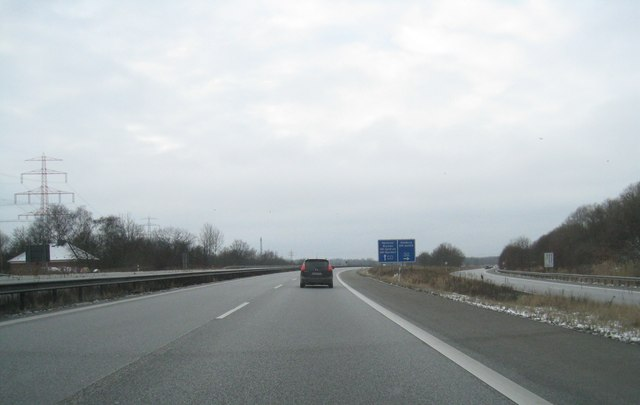
Am Kreuz Hamburg-Ost erreicht die BAB 1 das Gebiet der Hansestadt
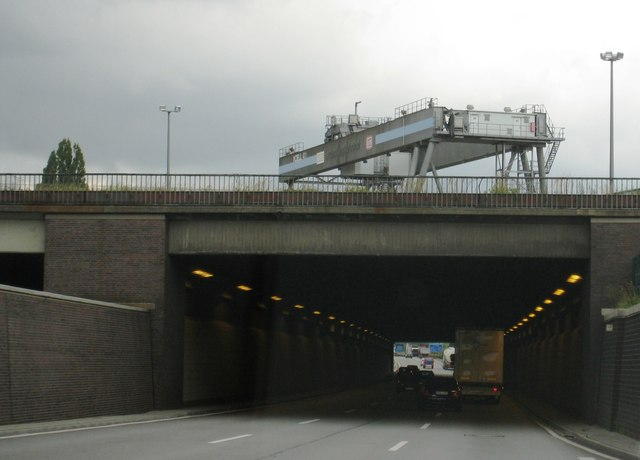
Unterquerung des Güterbahnhofs Hamburg-Billwerder
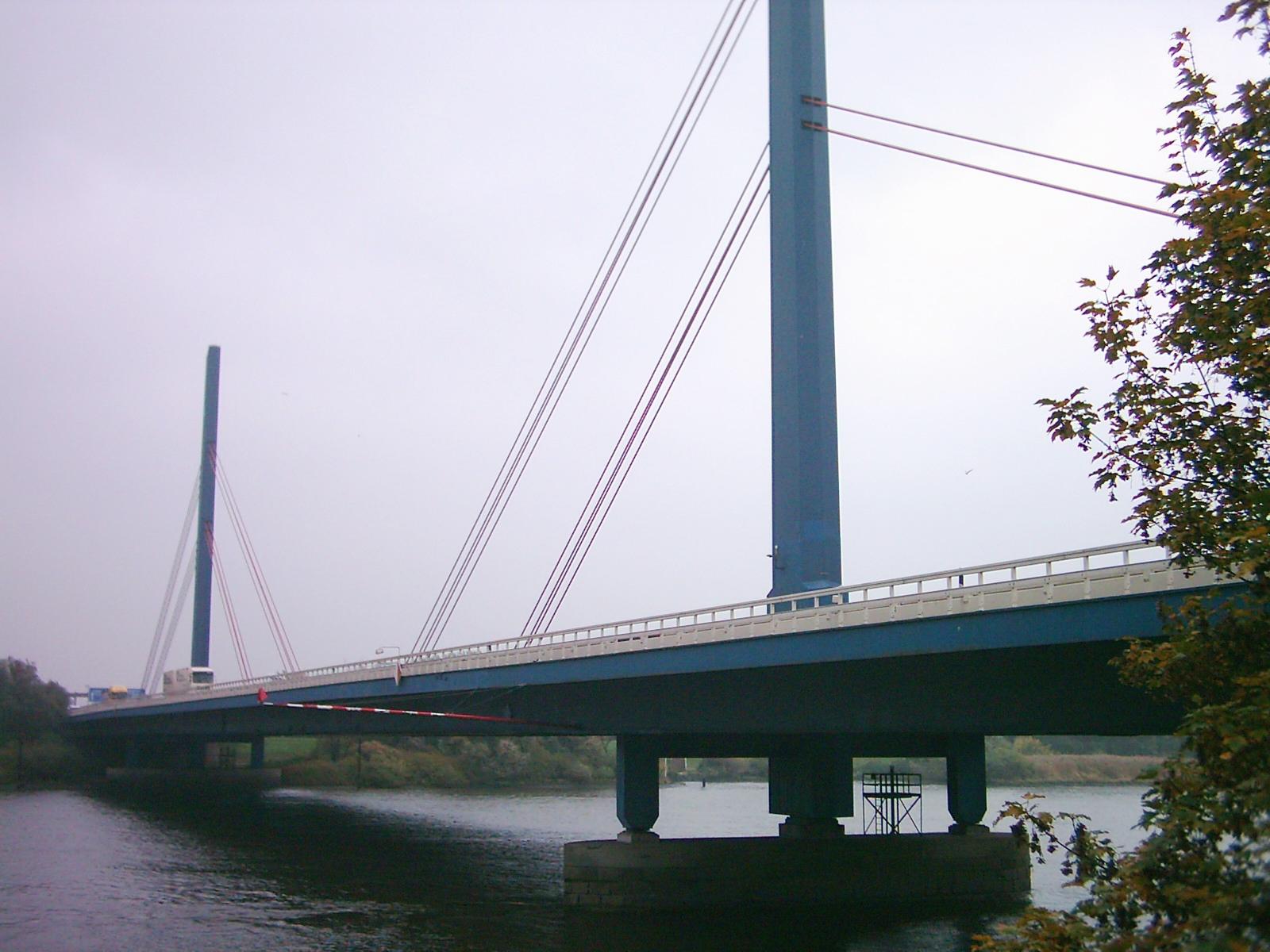
Norderelbbrücke bei Moorfleet
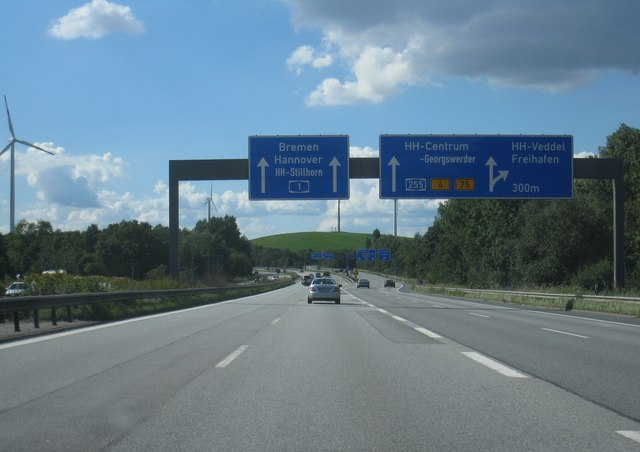
Dreieck Norderelbe mit Abzweigen bzw. Einmündung der Hauptfahrbahn
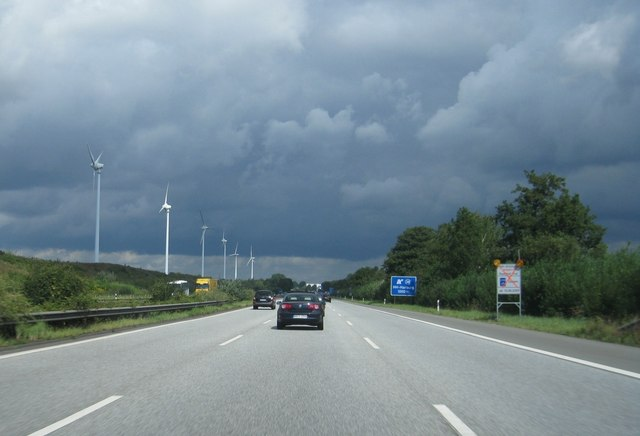
Bei Hamburg-Harburg

Nach Verlassen des Horster Dreiecks nach Westen ist die BAB 1 nur noch vierstreifig und führt auf den Höhenzug der Harburger Berge, dem nördlichsten Ausläufer der Lüneburger Heide. Ab dem Buchholzer Dreieck, wo die von Norden kommende BAB 261 einmündet, stehen wieder sechs Fahrstreifen zur Verfügung. Nach Verlassen der Harburger Berge geht es zunächst westlich, dann südwestlich über die Este und dann quer durch die weitläufige und dünn besiedelte Geestlandschaft zwischen Elbe und Weser. Nach Durchquerung der Wümmeniederung kreuzt bei Oyten am Bremer Kreuz die BAB 27.
Der folgende Abschnitt umfährt die Stadt Bremen südlich. Nur einige wenige Kilometer liegen dabei auch tatsächlich auf dem Gebiet der Freien Hansestadt Bremen. Zwischen den Stadtteilen Hemelingen und Arsten wird die Weser überquert. Die Anschlussstelle Bremen-Arsten, die die autobahnähnlich ausgebaute B 6n anbindet, soll in Zukunft das südliche Ende der BAB 281 bilden, wodurch ein geschlossener Autobahnring um das zentrale Stadtgebiet von Bremen entstehen soll.

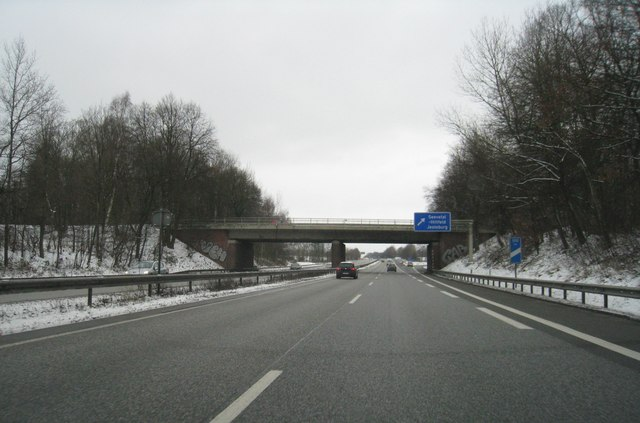
Vierstreifige Autobahn bei Seevetal-Hittfeld
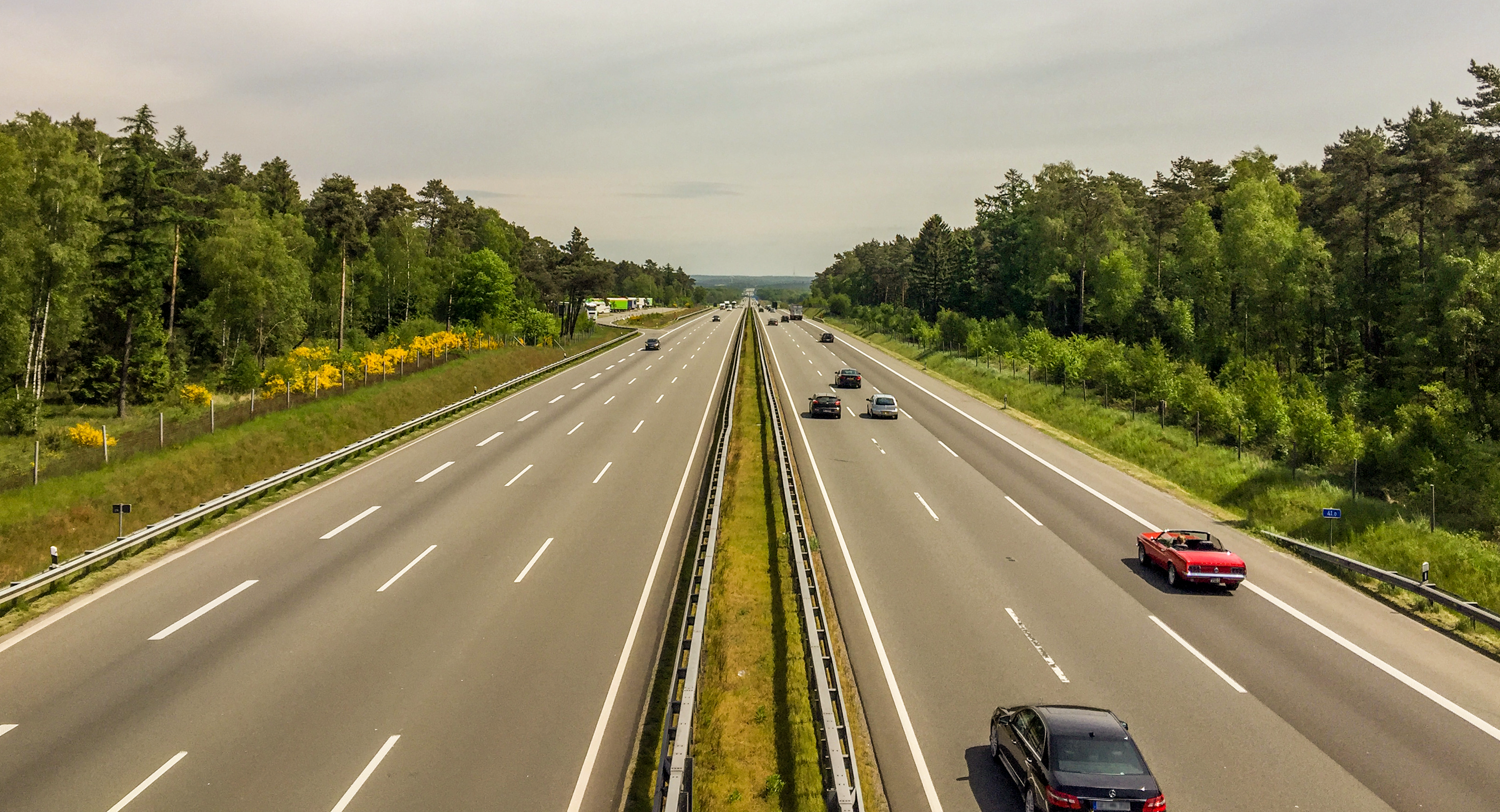
Sechsstreifige Autobahn bei Hollenstedt mit Harburger Bergen im Hintergrund
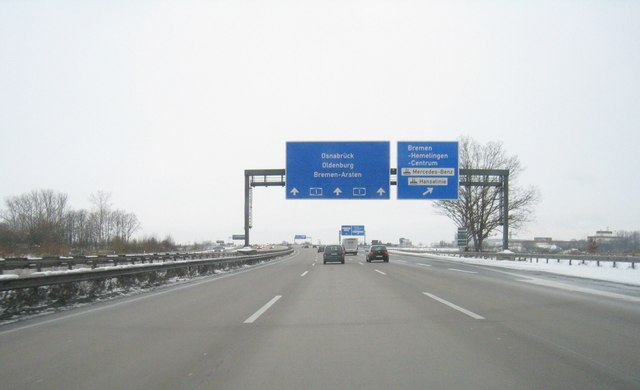
Kurz vor der Weserquerung in Bremen

Mit Querung der Ochtum ist wieder niedersächsisches Gebiet erreicht. Am Dreieck Stuhr endet die BAB 28, zusätzlich besteht eine Anschlussstelle mit der B 322. Von dort aus geht es, nun wieder nur vierstreifig, aus der flachen Weserniederung hinaus in die waldreiche Wildeshauser Geest. Durchs Delme- und Huntetal, an Wildeshausen nördlich vorbei, ist nach einigen weiteren Kilometern das Dreieck Ahlhorner Heide erreicht. Dort mündet die von Norden kommende BAB 29 in die BAB 1, welche ihre Verlaufsrichtung von Südwesten nach Süden ändert. Gleichzeitig beginnt hier wieder ein sechsstreifig ausgebautes Teilstück.
Durch das flache und stark landwirtschaftlich geprägte Oldenburger Münsterland geht es an Cloppenburg und Vechta vorbei. Von Holdorf bis Neuenkirchen-Vörden wird der Höhenzug der Dammer Berge an seiner westlichen Flanke durchquert. Dort befindet sich eine von nur zwei Autobahnraststätten mit Brückenrestaurant in Deutschland. Nach Verlassen des Höhenzugs erreicht sie das Einzugsgebiet von Osnabrück und führt bei Bramsche über den Mittellandkanal. Direkt danach durchquert sie den westlichsten Ausläufer des Wiehengebirges am Osthang der Schleptruper Egge mit ihrem markanten Sendeturm und erreicht das von zahlreichen Hügeln geprägte Osnabrücker Land. Bei Wallenhorst besteht über die B 68 eine Anbindung ins Osnabrücker Stadtzentrum. Nach Überquerung des Zweigkanals Osnabrück und der parallel verlaufenden Hase wechselt sie dreimal das Bundesland, ehe kurz vor Lotte endgültig Nordrhein-Westfalen erreicht ist. Das Kreuz Lotte/Osnabrück mit der BAB 30 bildet einen der wichtigsten Straßenknotenpunkte Nordwestdeutschlands, da hier eine Nord-Süd- und eine Ost-West-Hauptverbindung aufeinander treffen.

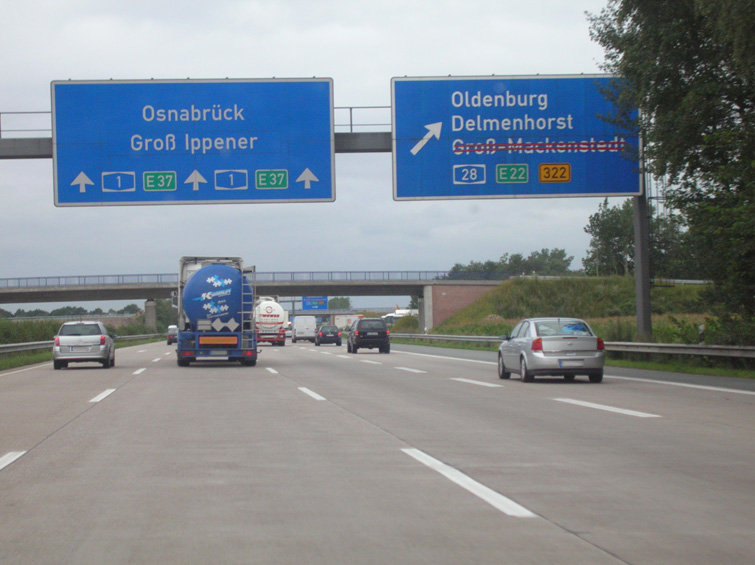
Am Dreieck Stuhr
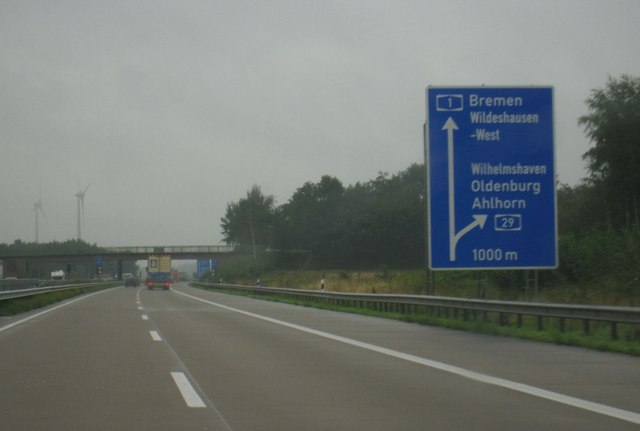
Am Dreieck Ahlhorner Heide vor dem sechsstreifigen Ausbau
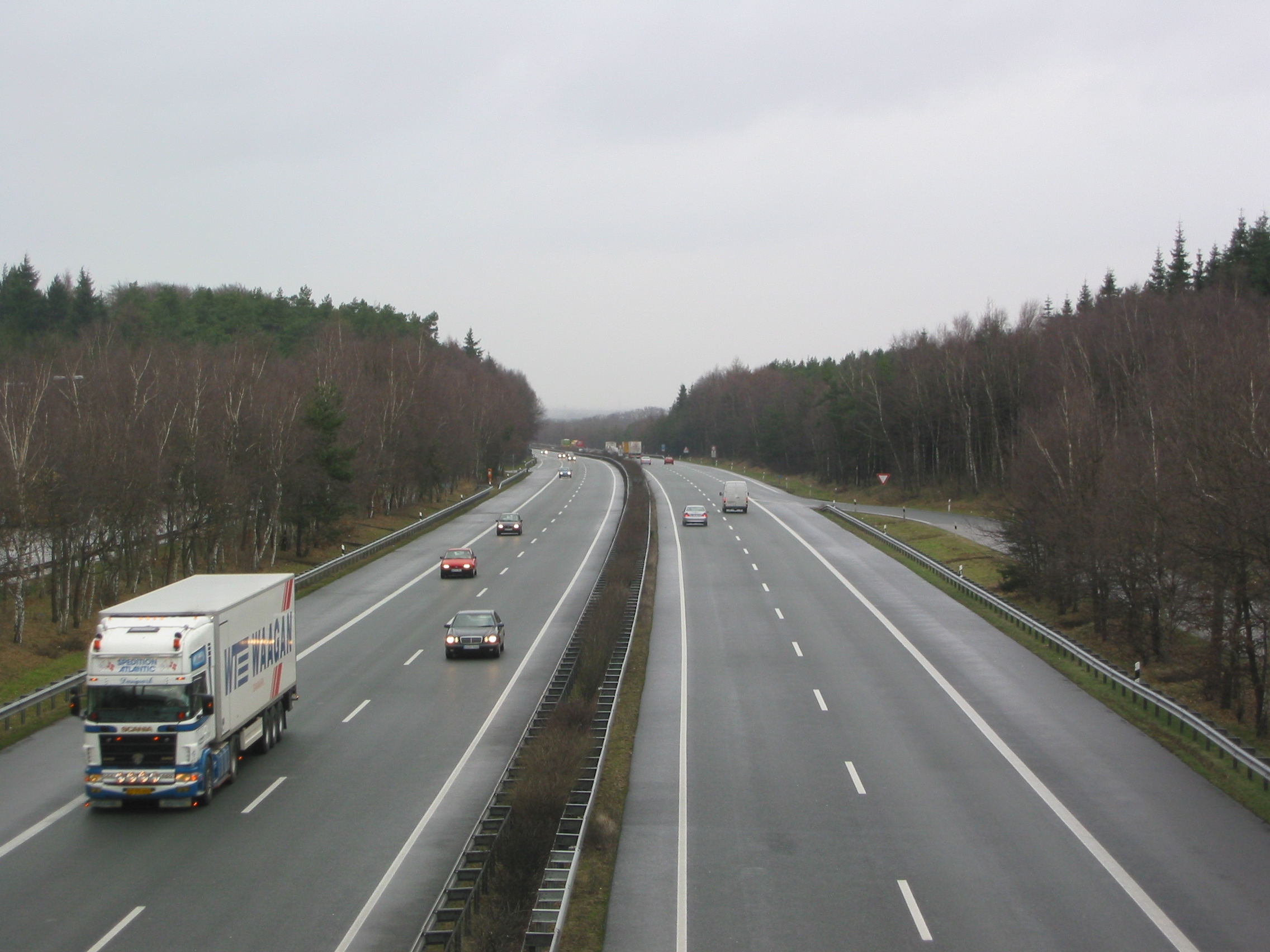
Blick vom Brückenrestaurant der Raststätte Dammer Berge vor dem sechsstreifigen Ausbau
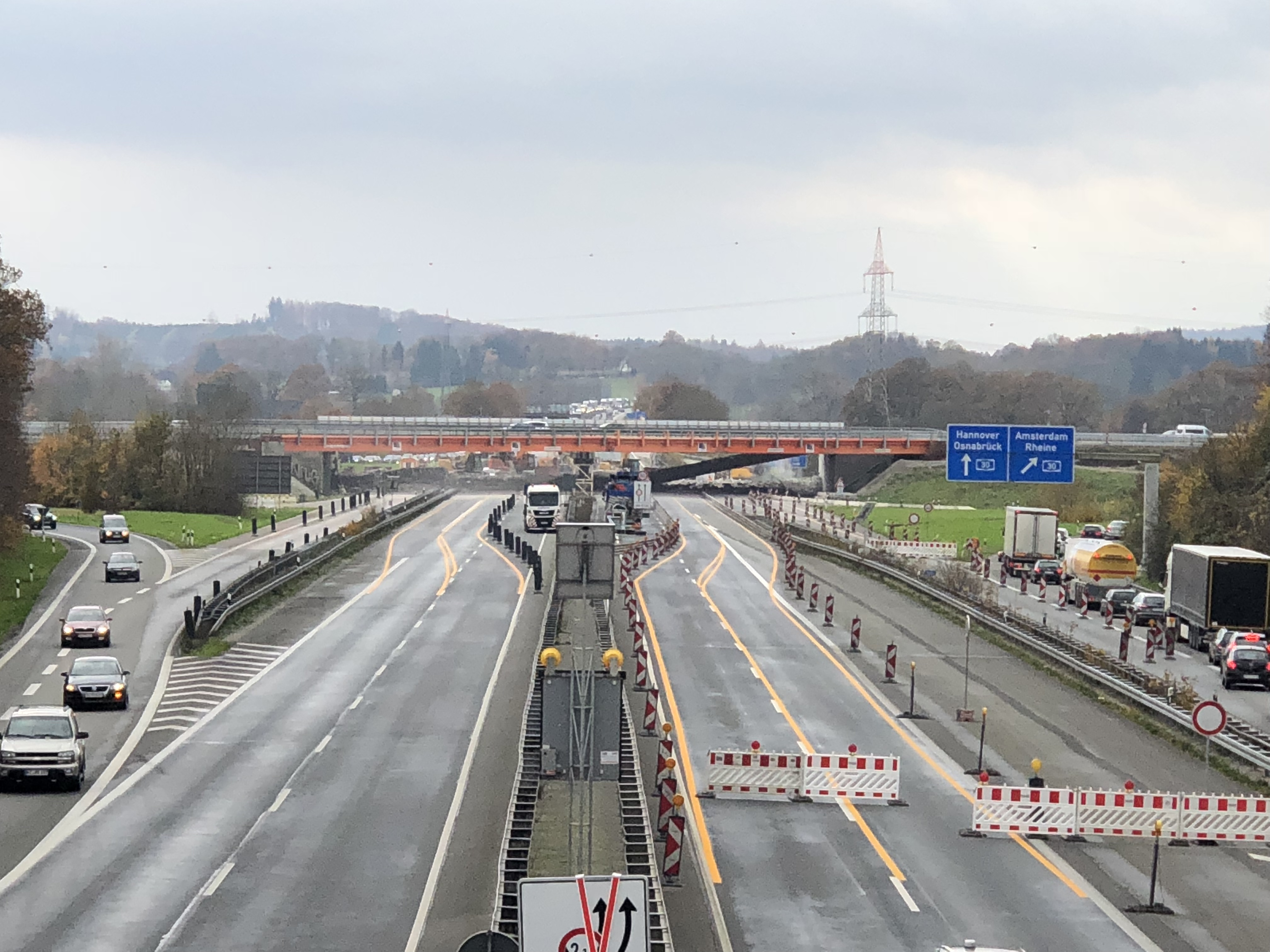
Kreuz Lotte/Osnabrück während des Brückenneubaus (2017)

Nach dem Kreuz Lotte/Osnabrück ist die BAB 1 nur mehr vierstreifig, besitzt im direkt folgenden Abschnitt allerdings eine dritte zusätzliche Fahrspur in Steigungsbereichen. Dem langgezogenen Aufstieg aus dem hügeligen Osnabrücker Land zum Gebirgshauptkamm des Teutoburger Walds folgt bei Lengerich ein kurzer und relativ steiler Abstieg in die Westfälische Bucht. Teilweise verläuft die Autobahn dabei in tiefen Geländeeinschnitten. Über den Dortmund-Ems-Kanal und unmittelbar am Flughafen Münster/Osnabrück vorbei, geht es quer durch das von Landwirtschaft und dünner Besiedlung geprägte Münsterland. Bei Greven wird die Ems mit ihrer breiten Aue überquert, ehe kurz vor Münster die Autobahn wieder sechs Fahrstreifen aufweist. Westlich an Münster vorbei, folgt im Südwesten der Stadt das Kreuz Münster-Süd. Dort beginnt die BAB 43, die in Wuppertal wieder auf die BAB 1 treffen wird.
Nach der zweiten Querung des Dortmund-Ems-Kanals bei Münster-Amelsbüren endet der sechsstreifige Ausbau, die BAB 1 wird wieder vierstreifig. Quer durch die waldreiche Davert, an Ascheberg vorbei, erreicht sie mit Hamm die erste Stadt des Ruhrgebiets. Kurz hintereinander werden der Datteln-Hamm-Kanal und die Lippe überquert. Kurz hinter Hamm folgt das Kamener Kreuz mit der BAB 2, das auch den Beginn des östlichen Dortmunder Autobahnrings markiert. Die ab dem Kreuz wieder sechsstreifige BAB 1 führt an der namensgebenden Stadt Kamen östlich vorbei und kreuzt bei Unna die BAB 44, über die das Dortmunder Stadtzentrum ebenso erreicht werden kann. Die flache Landschaft des Münsterlands und des östlichen Ruhrgebiets wird verlassen und in nun südwestliche Richtung der Haarstrang erreicht, der nördlichste Höhenzug des sich nach Süden fortsetzenden Sauerlands. An Schwerte vorbei, folgt im Dortmunder Süden das Westhofener Kreuz mit der BAB 45, womit der Dortmunder Autobahnring wieder verlassen wird.

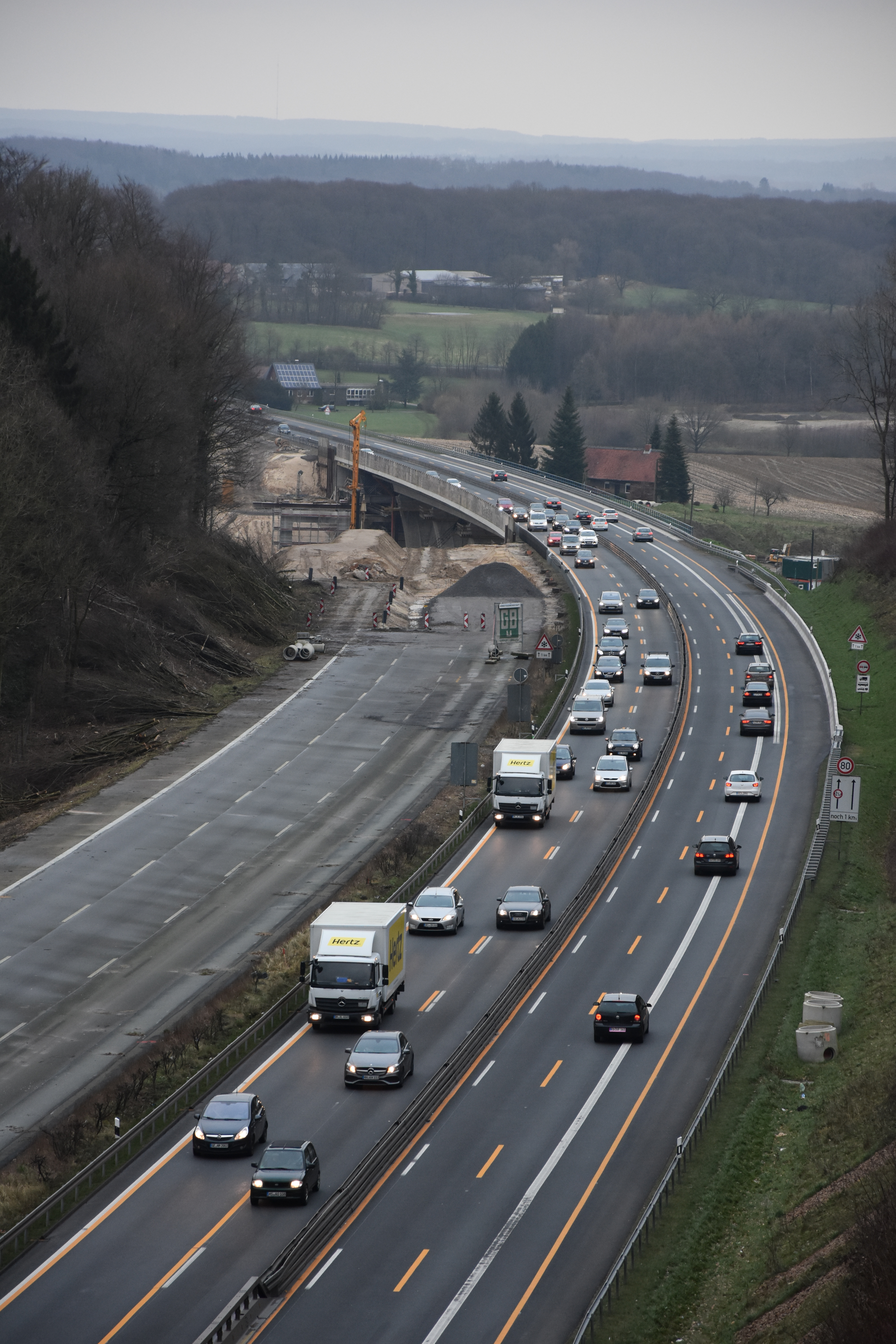
Querung des Teutoburger Walds während des Neubaus dreier Talbrücken, 2018
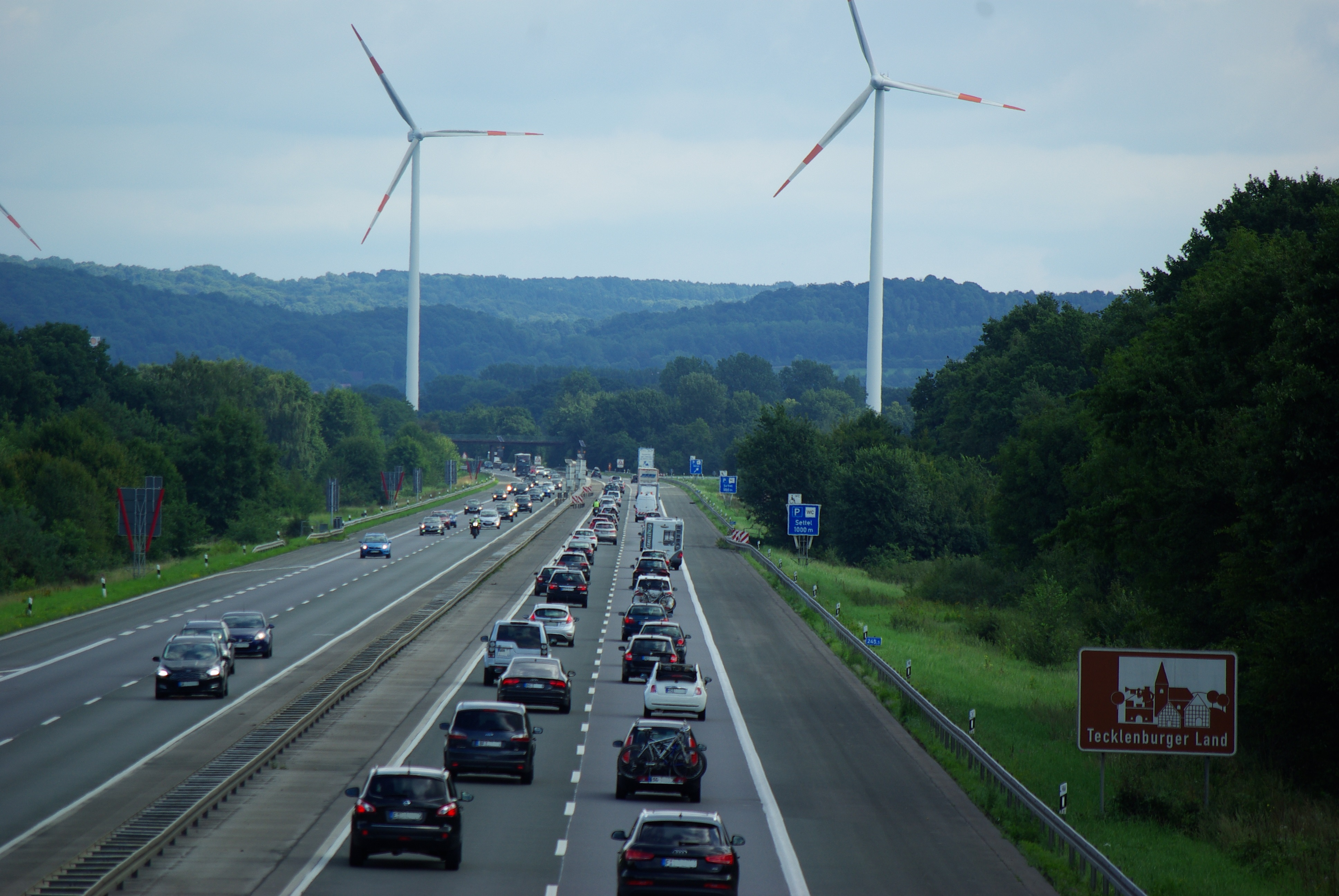
Im Münsterland zwischen Lengerich und Ladbergen, im Hintergrund der Teutoburger Wald
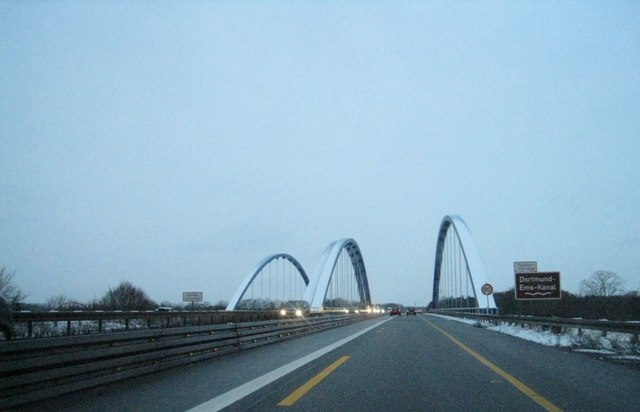
Überquerung des Dortmund-Ems-Kanals
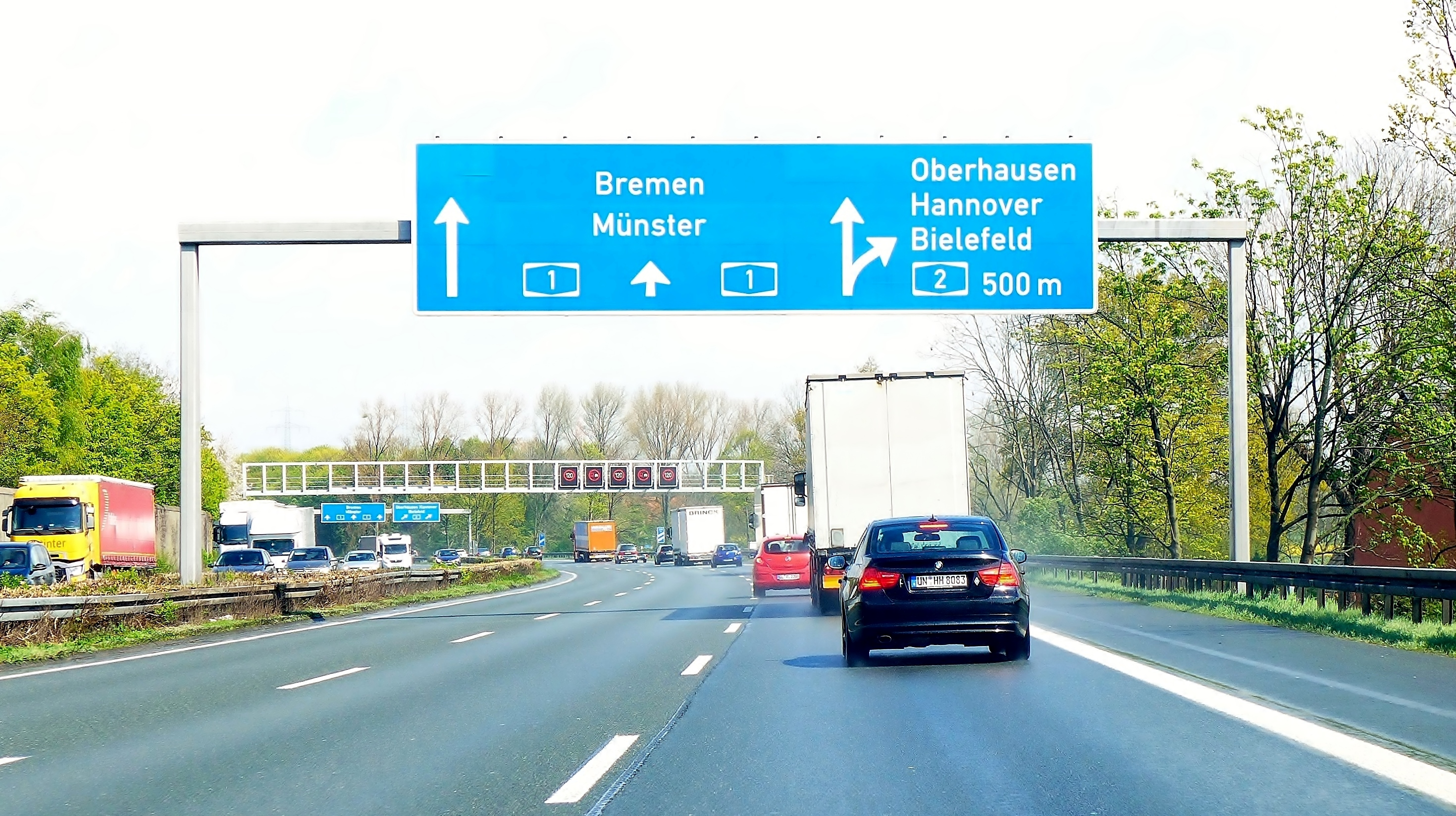
Sechsstreifige BAB 1 am Kamener Kreuz
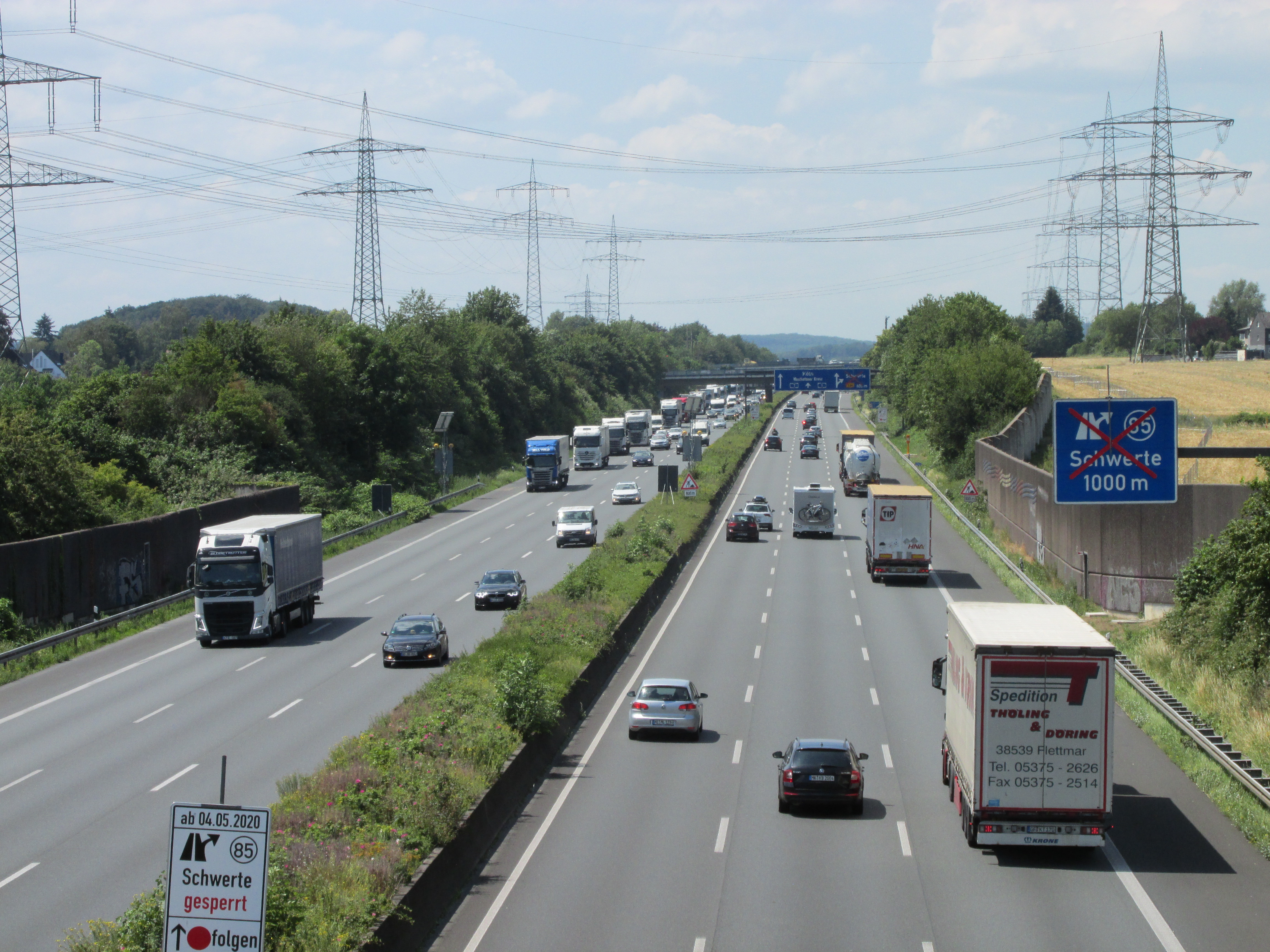
Am nördlichen Rand des Sauerlands bei Schwerte

Am Ardeygebirge vorbei, über die Täler von Ruhr und Volme, wird Hagen nördlich umgangen. Nach dem Verlauf unmittelbar im Ruhrtal werden die Gleise des Rangierbahnhofs Hagen-Vorhalle in einem 120 m langen Tunnelbauwerk unterquert. Am südlichen Talhang geht es auf die Hügel des nördlichen Sauerlands, oberhalb des Ruhrtals entlang. Hinter Gevelsberg endet am Kreuz Wuppertal-Nord die von Norden her kommende und parallel verlaufende BAB 43 sowie ein Abschnitt der von Westen her kommenden BAB 46. Das Kreuz selbst ist nicht komplett höhenfrei, die wie eine Anschlussstelle ausgebaute Verbindung zwischen der BAB 1, BAB 46 und B 326 weist zwei ampelgeregelte Kreuzungen auf.
Der Streckenverlauf östlich von Wuppertal, wo die BAB 1 wieder nach Süden schwenkt, ist von einer aufwändigen Streckenführung geprägt. Nach Querung des Tals im Stadtteil Langerfeld folgt am Hang des Ehrenbergs verlaufend die Überquerung der namensgebenden Wupper. Von dort führt ein kurvenreicher Abschnitt das Blombachtal hinauf, wo die Autobahn zwei voneinander getrennte Richtungsfahrbahnen aufweist, die auf unterschiedlichen Höhen liegen. Die markante Blombachtalbrücke überquert das Tal und die getrennten Fahrbahnen der BAB 1, wobei der zentrale Brückenbogen nur über der Richtungsfahrbahn Köln liegt – die Richtungsfahrbahn Dortmund unterquert die Brücke an ihrem östlichen Widerlager. Bei Ronsdorf sind die Höhen des Bergischen Lands erreicht. Vom Scheitelpunkt bei Remscheid-Lennep geht es an der Eschbachtalsperre vorbei, wo sich auch eine Autobahnraststätte befindet. Über zahlreiche Talbrücken, mit denen schmale Seitentäler überquert werden, folgt ab Wermelskirchen ein langgezogener Abstieg vom Bergischen Land hinab in die Kölner Bucht. Die letzte Etappe von Burscheid nach Leverkusen durchquert dabei den Bürgerbusch, ein großes Waldgebiet inmitten einer dichtbesiedelten Region, und schneidet ihn in zwei Teile. Nachdem das Tiefland am Rhein erreicht wird, wird am Kreuz Leverkusen die BAB 3 gekreuzt.

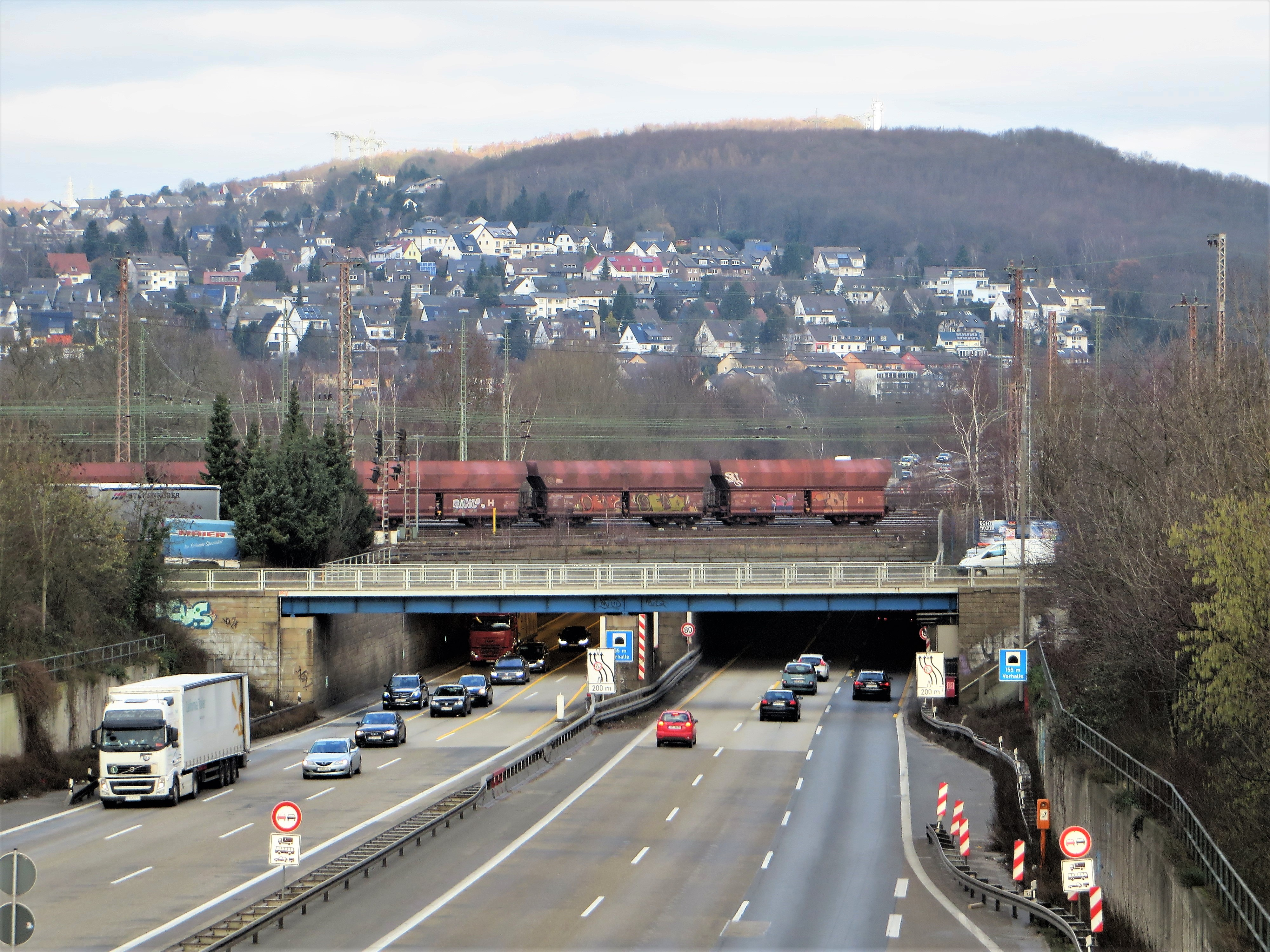
Unterquerung der Gleise des Rangierbahnhofs Hagen-Vorhalle, im Hintergrund Ardeygebirge
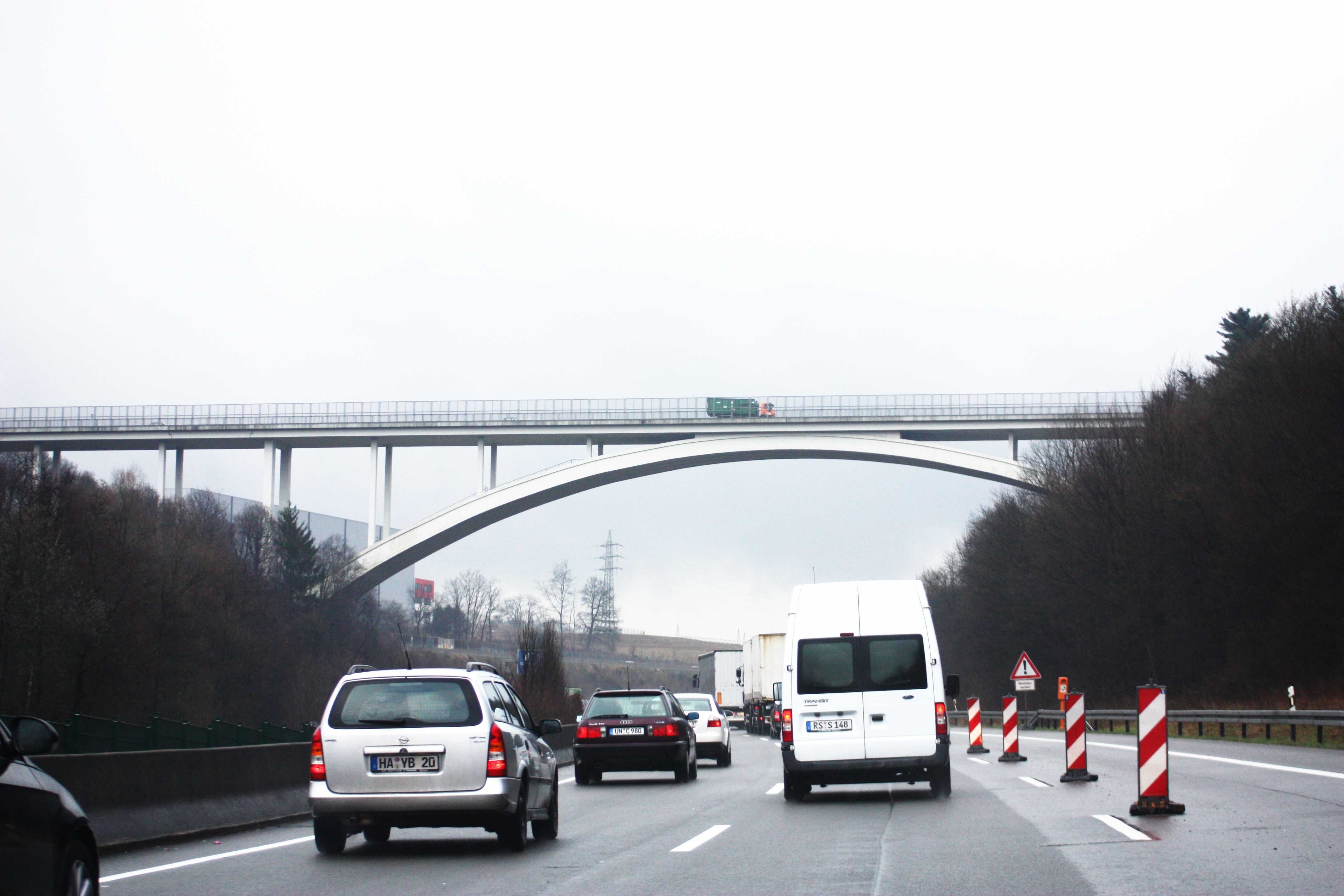
Getrennte Richtungsfahrbahnen und Blombachtalbrücke bei Wuppertal
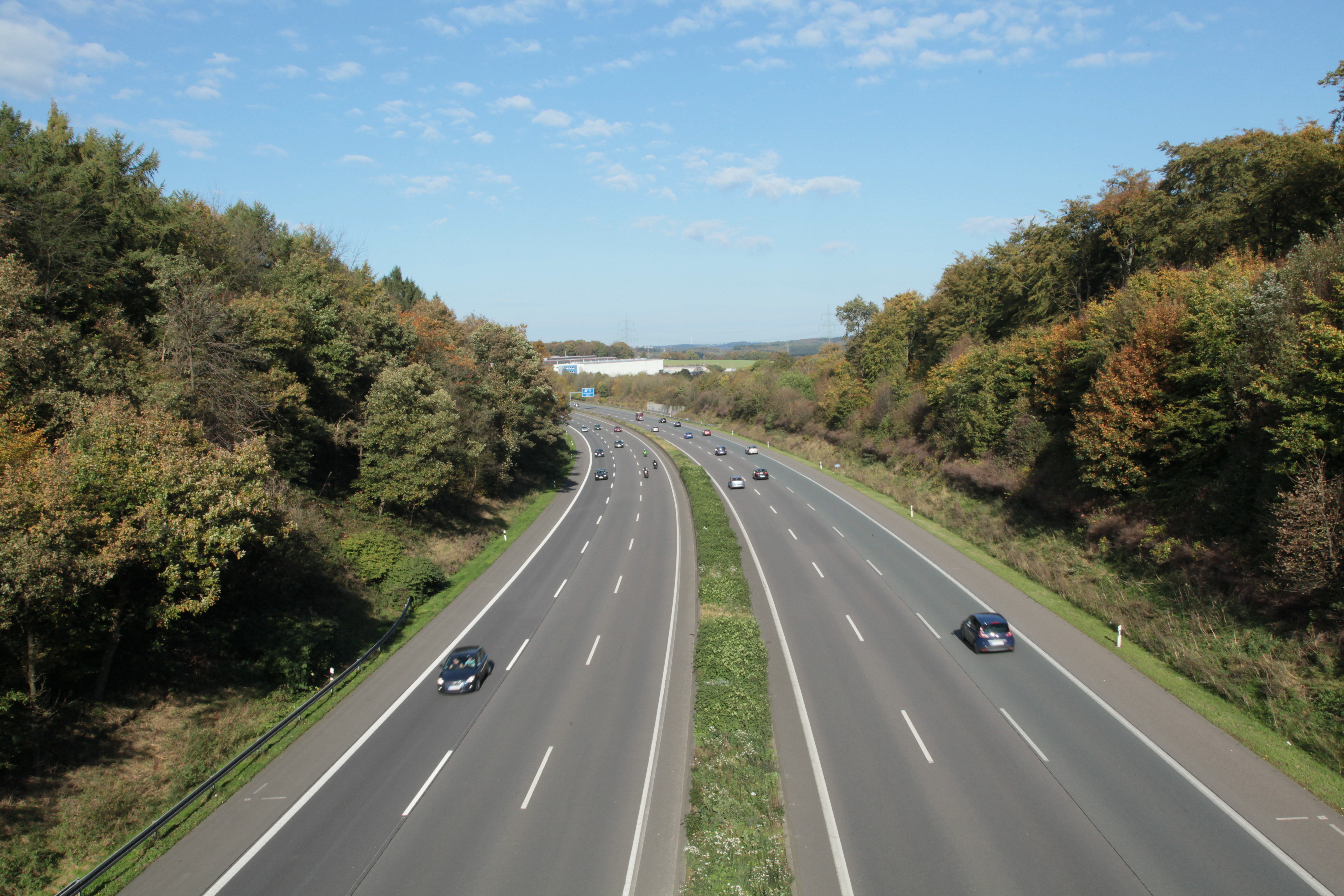
Im Bergischen Land bei Remscheid
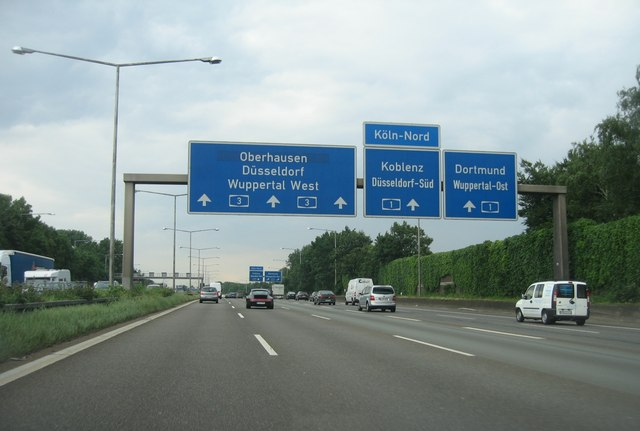
Einfahrt ins Kreuz Leverkusen

Ab dem Kreuz Leverkusen bildet die BAB 1 den nördlichen und westlichen Teil des Kölner Autobahnrings und führt halbkreisförmig um die Stadt herum. Auf einer Hochstraße geht es mitten durch das Leverkusener Stadtgebiet und unmittelbar an der BayArena vorbei. Das darauf folgende Kreuz Leverkusen-West bindet das mittlere Teilstück der BAB 59 an, das hier aus nördlicher Richtung kommend endet. Dieses Autobahnkreuz ist aufgrund beengter Platzverhältnisse in Form zweier Autobahndreiecke mit dazwischenliegender Verbindungsstrecke ausgeführt: Südlich schließt das bebaute Gebiet des Stadtteils Wiesdorf an, nördlich befindet sich die ehemalige Werksdeponie Dhünnaue der Bayer AG und unmittelbar westlich schließt die Rheinquerung an. Das Teilstück der BAB 1 auf Leverkusener Gebiet ist auch einer der wenigen Autobahnabschnitte in Deutschland, das mit Straßenbeleuchtung ausgestattet ist.
Auf einer Schrägseilbrücke wird der Rhein überquert und das nördliche Kölner Stadtgebiet ist erreicht. Am Stadtteil Merkenich und einem riesigen Industriepark vorbei, folgt bei Chorweiler das Kreuz Köln-Nord mit der BAB 57. In einer weiten Kurve von Westen nach Süden, geht es nun an den westlichen Stadtteilen Kölns vorbei. Bei Lövenich liegt die Fahrbahn aufgrund der bis an die Autobahn heranreichenden Wohnbebauung in einer 1,5 km langen Lärmschutz-Einhausung. Direkt nach Verlassen des Tunnelbauwerks endet am Kreuz Köln-West mit der BAB 4 auch der Abschnitt der BAB 1 als Kölner Autobahnring.

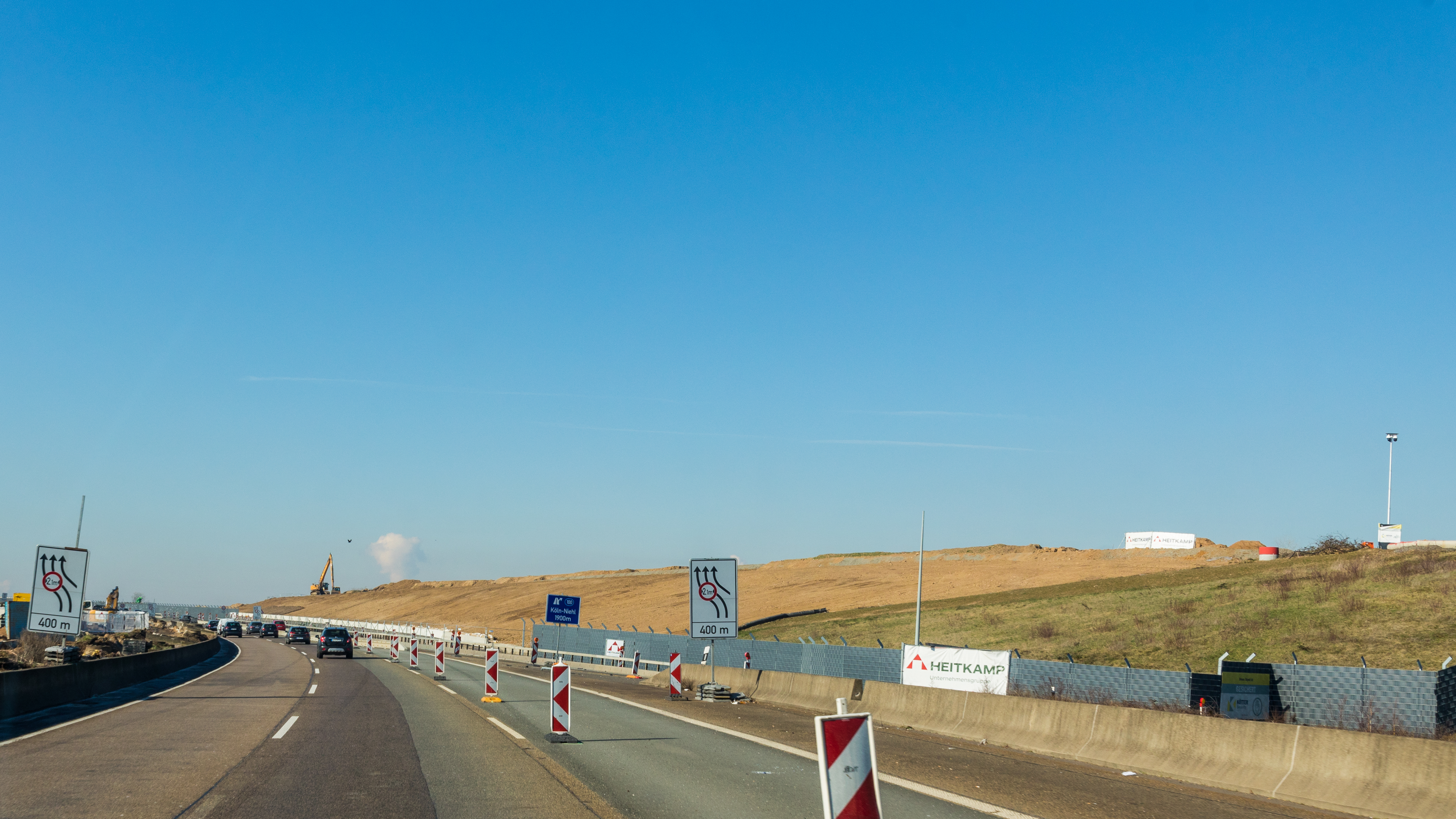
Kreuz Leverkusen-West mit ehemaliger Sondermülldeponie der Bayer AG
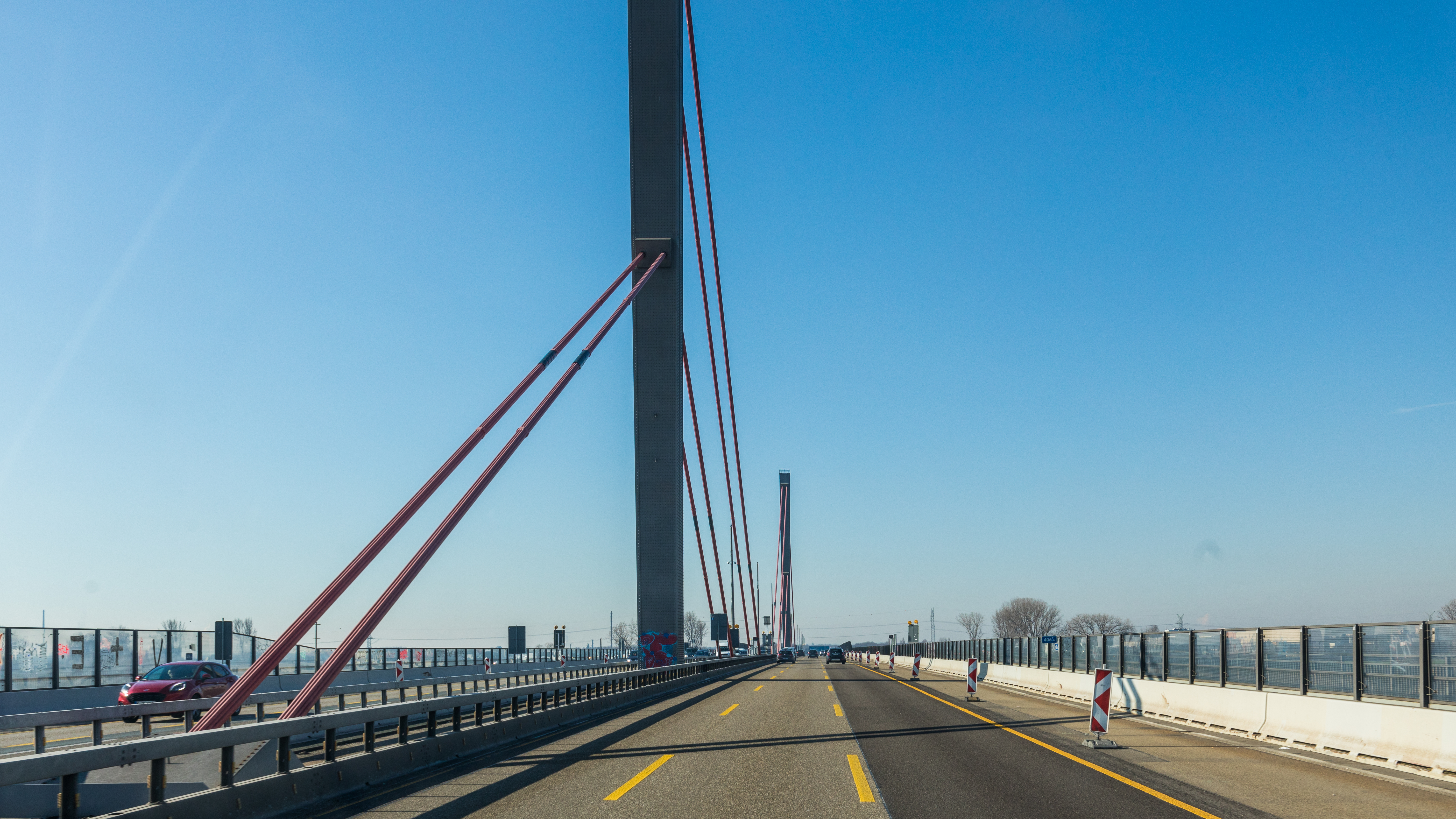
Alte Leverkusener Rheinbrücke, die seit 2018 durch einen Neubau ersetzt wird
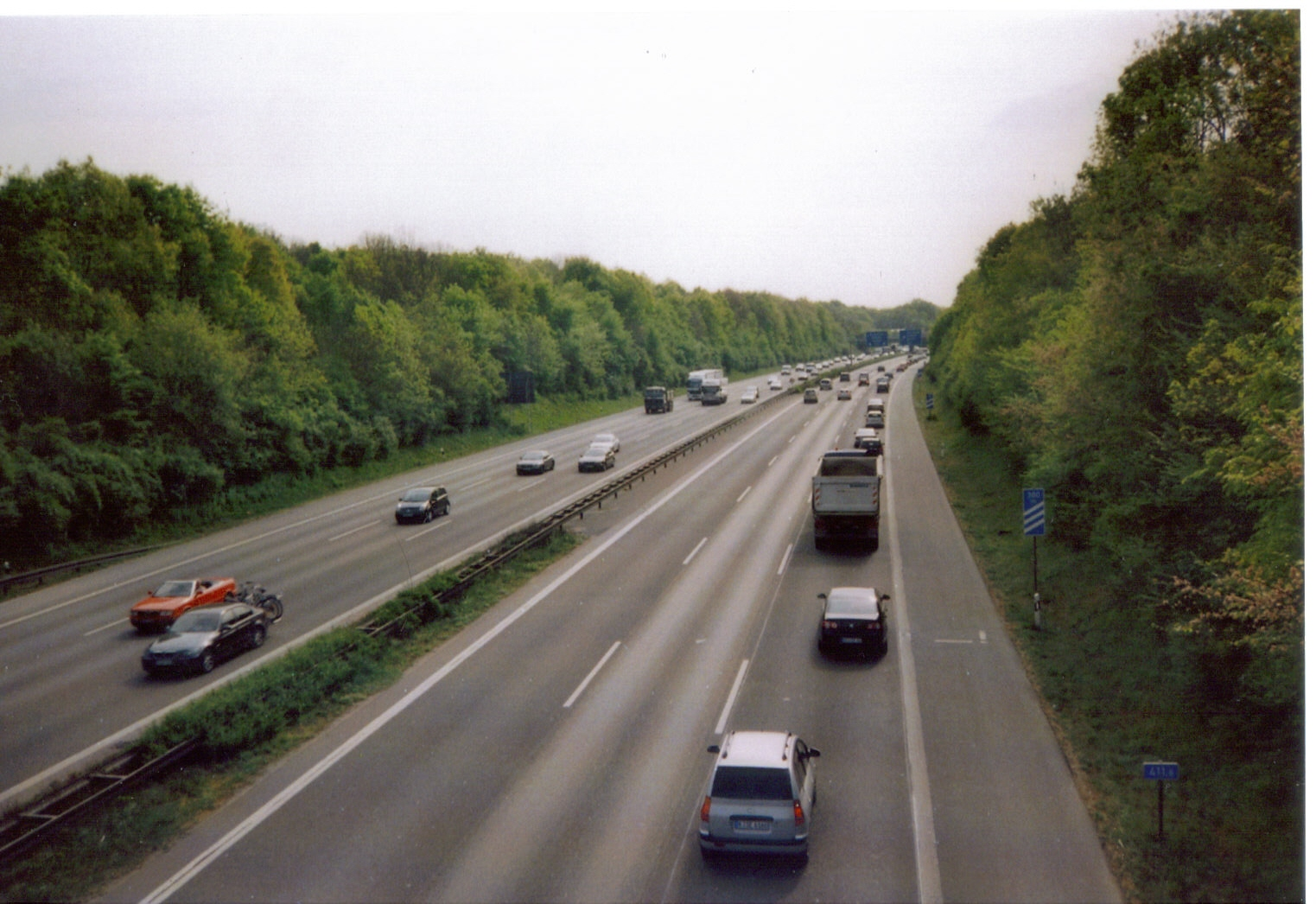
Im Kölner Norden
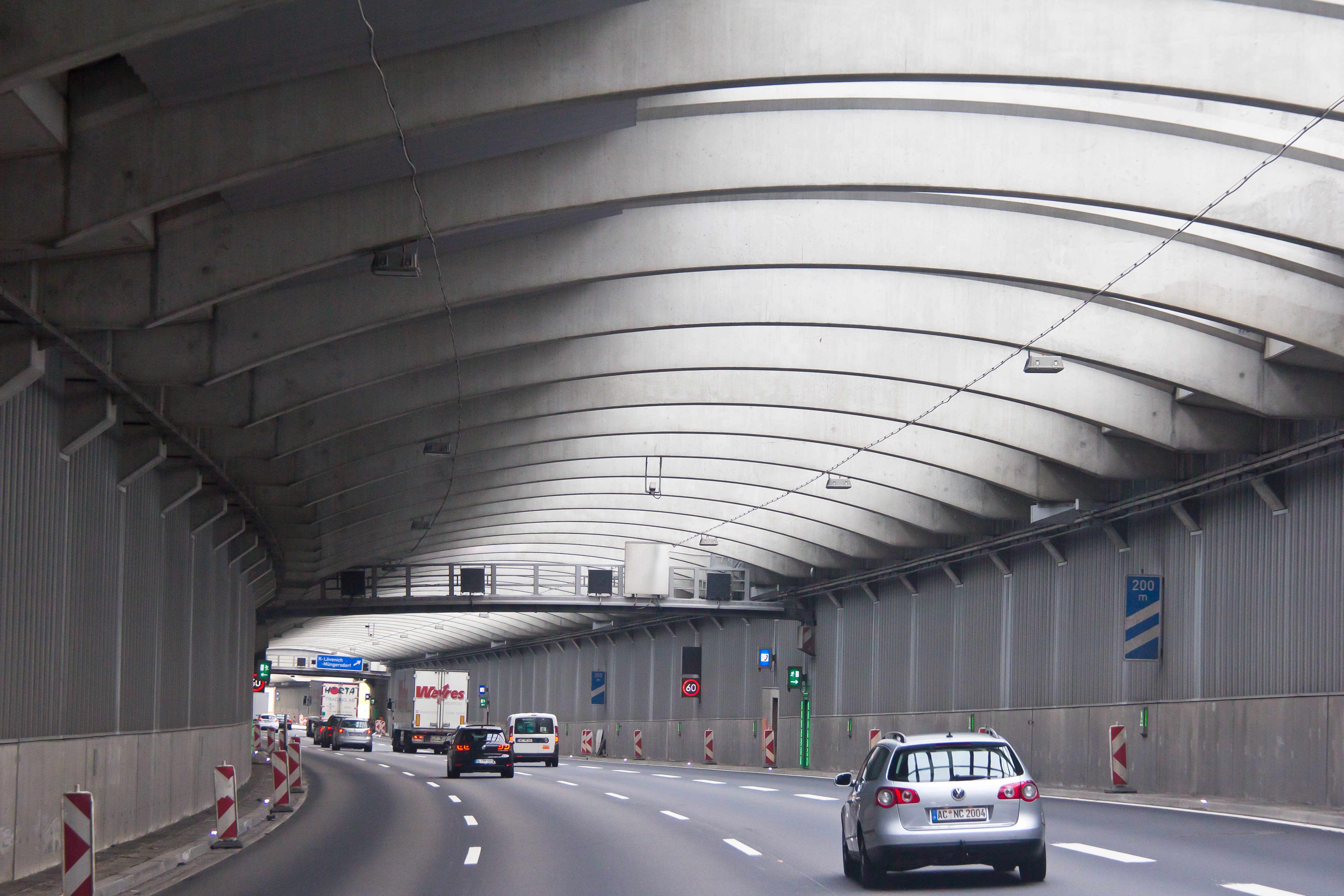
Lärmschutz-Einhausung Lövenich

Hinter dem Kreuz Köln-West endet der sechsstreifige Ausbau der Autobahn. An Frechen vorbei, wird der relativ niedrige und waldreiche Höhenzug der Ville erreicht und durchquert. In Erftstadt trifft sie am Dreieck Erfttal auf die von Nordwesten her kommende BAB 61 und führt mit ihr auf einer gemeinsamen, sechsstreifigen Trasse nach Südosten, dem Ville-Höhenzug entlang. Das Autobahndreieck selbst ist nur von und in Richtung Süden befahrbar. Das einige Kilometer darauf folgende Kreuz Bliesheim markiert das Ende der gemeinsamen Trasse der BAB 61, die auf der wieder vierstreifigen Hauptfahrbahn weiterführt. Um auf der BAB 1 zu bleiben, muss daher die Fahrbahn gewechselt werden. Gleichzeitig beginnt im Kreuz die nach Nordosten führende BAB 553.
In südwestliche Richtung durchquert die hinter Bliesheim wieder vierstreifige BAB 1 die weitläufige und landwirtschaftlich geprägte Jülich-Zülpicher Börde. Nach der westlichen Umgehung von Euskirchen, wo eine Doppelanschlussstelle mit der B 264 und der B 56n von einem ehemals geplanten Autobahnkreuz mit der nie gebauten BAB 56 zeugt, beginnt eine Steigungsstrecke hinauf in die Eifel. Vom Veybachtal aus geht es nach Mechernich, von dort weiter stetig bergauf bis auf die Eifelhochfläche bei Blankenheim. Einige Kilometer vor dem vorläufigen Autobahnende dreht die Trasse von südwestliche in südliche Richtung. Das Streckenende an der B 51 liegt auf rund 550 m Höhe über dem Meeresspiegel – der höchste Punkt aller Autobahnen in Nordrhein-Westfalen.

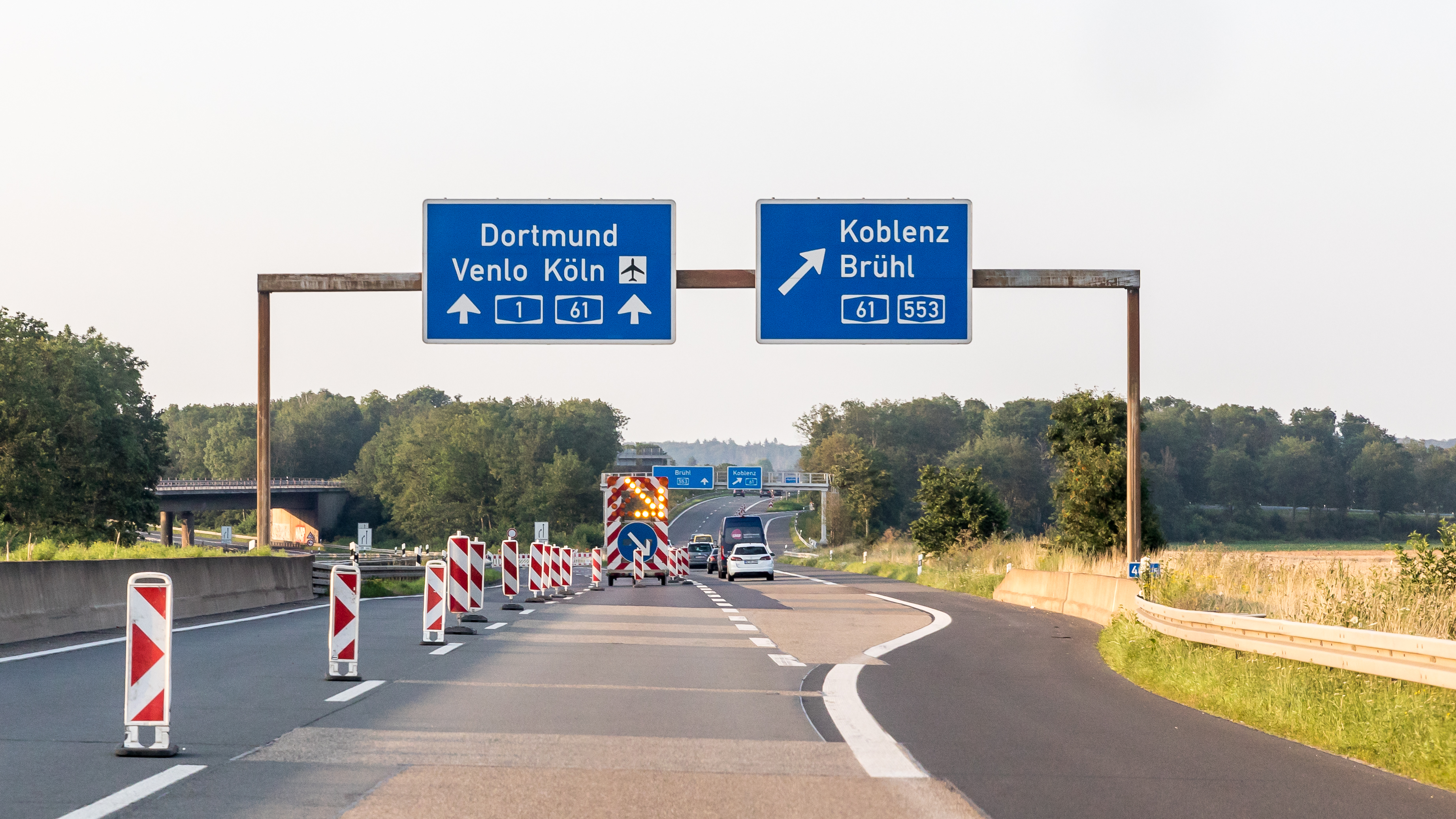
Kreuz Bliesheim am Zusammenlauf mit der BAB 61
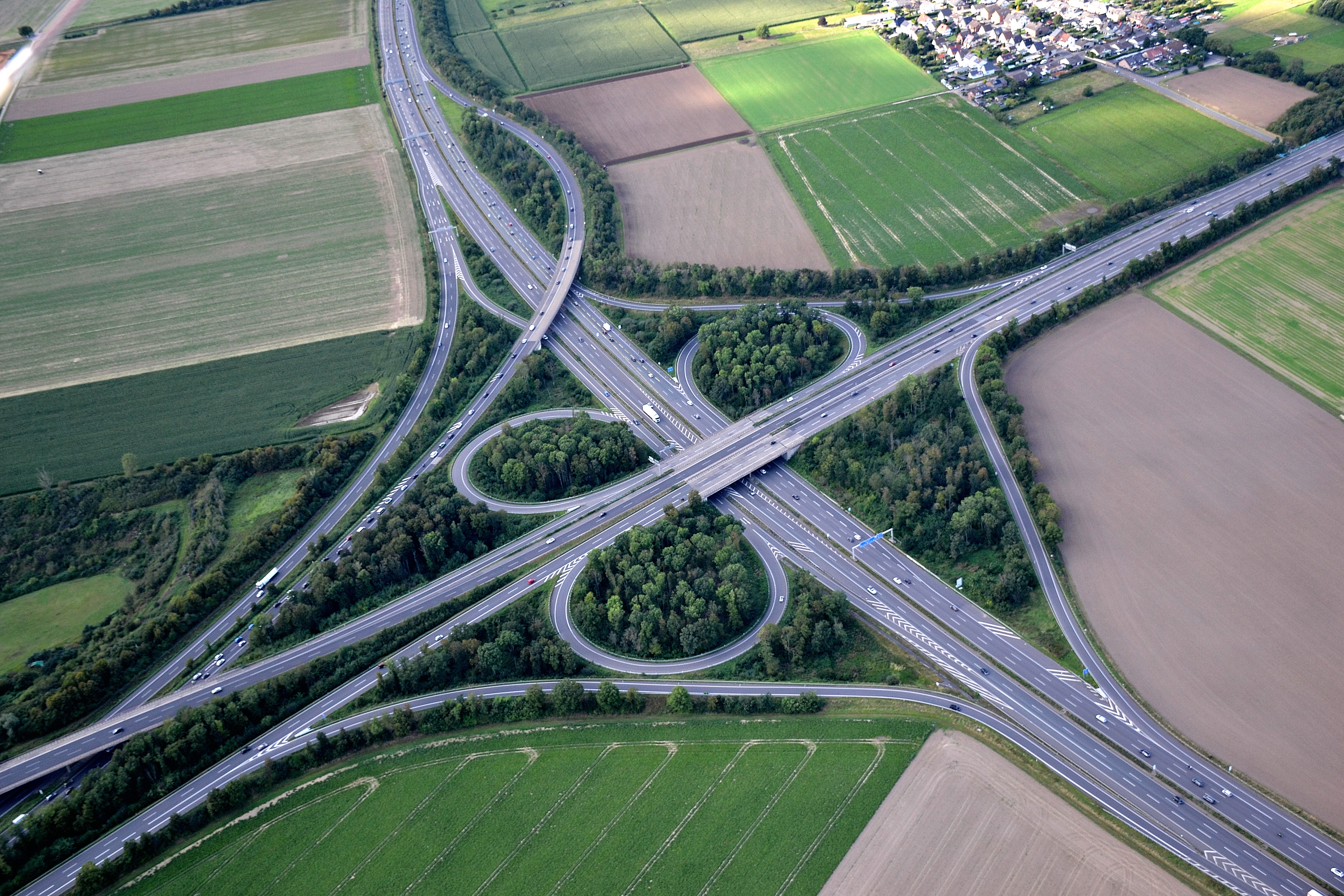
Autobahnkreuz Bliesheim – Luftbild aus südöstlicher Richtung
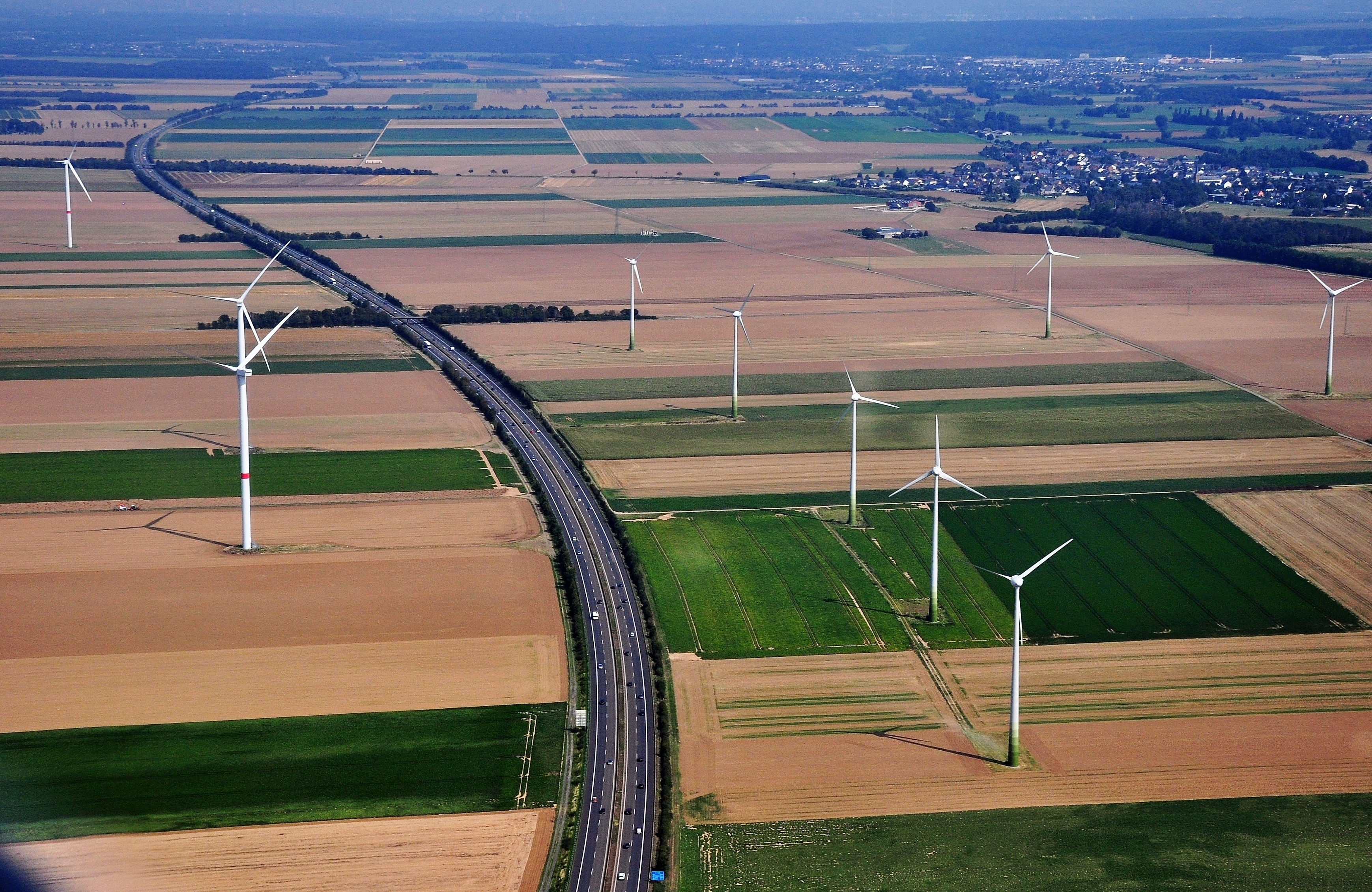
A 1 und Windkraftanlagen bei Euskirchen
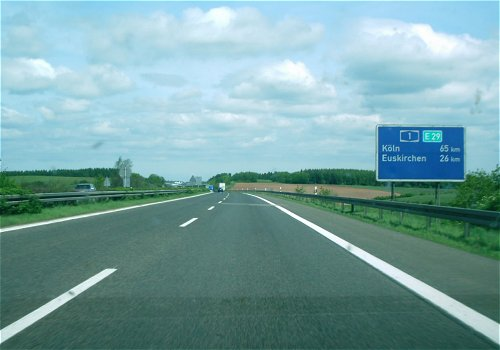
Am Eifelaufstieg bei Mechernich
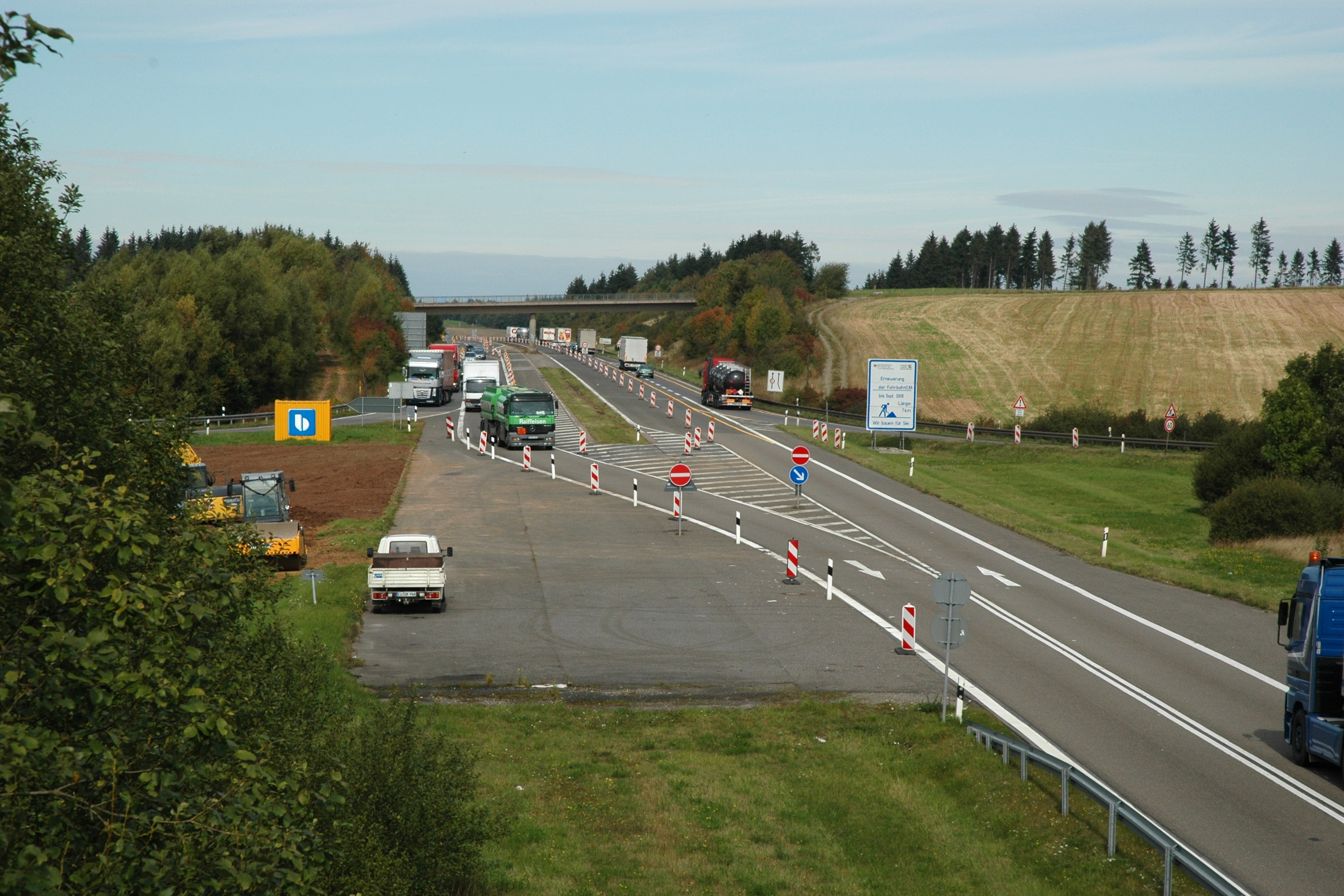
Vorläufiges Autobahnende bei Blankenheim

Das südliche Teilstück der BAB 1 beginnt jenseits der Landesgrenze zu Rheinland-Pfalz in der Vulkaneifel bei Kelberg. Von knapp 600 m Höhe über NN geht es stetig bergab nach Süden, über das Liesertal und an Daun vorbei. Am Dreieck Vulkaneifel zweigt die BAB 48 nach Osten ab. Diese dient zusammen mit der BAB 61 auch dem Fernverkehr zwischen Köln und Saarbrücken als Umfahrung der Autobahnlücke in der Eifel. Von Mehren aus geht es dem Höhenrücken oberhalb des Liesertals hinab. Die letzte Etappe der Gefällestrecke hinunter in die Wittlicher Senke folgt bei Hasborn mit einer relativ engen Kurvenkombination. An der Stadt Wittlich vorbei, kreuzt am gleichnamigen Autobahnkreuz die BAB 60, deren westliches Teilstück hier endet und als autobahnähnliche B 50 weiter nach Osten führt. Weiter dem Salmtal entlang durch die Senke zwischen Eifel im Westen und Moselbergen im Osten, ist Trier erreicht. Bei Schweich wird die Mosel überquert und am direkt darauf folgenden Dreieck Moseltal zweigt die BAB 602 in die Trierer Innenstadt ab. Über die wiederum von der BAB 602 abzweigenden B 52 und die weiterführende BAB 64 besteht auch ein Anschluss nach Luxemburg.
Der nun folgende Anstieg aus dem Moseltal hinauf in den Hunsrück führt über zwei Seitentäler und weist einen beachtlichen Höhenunterschied auf. Kurz vor Mehring bieten sich mehrere Ausblicke von der Autobahn ins nach Osten hin enger werdende Tal. Am Osburger Hochwald vorbei, wechselt auf der Lösterbachtalbrücke hinter Hermeskeil das Bundesland. Bis zum Autobahnende in Saarbrücken verläuft die BAB 1 nun im Saarland. Es folgt nach der Primstalbrücke das Dreieck Nonnweiler, wo die Hauptfahrbahn weiter als BAB 62 nach Osten führt. Die BAB 1 zweigt hier ab und führt auf einer abzweigenden Fahrbahn nach Süden. Direkte Rampen bestehen nur im Verlauf der BAB 1 selbst, um von Süden auf die BAB 62 und umgekehrt zu gelangen, müssen einige wenige Meter Landesstraße genutzt werden.

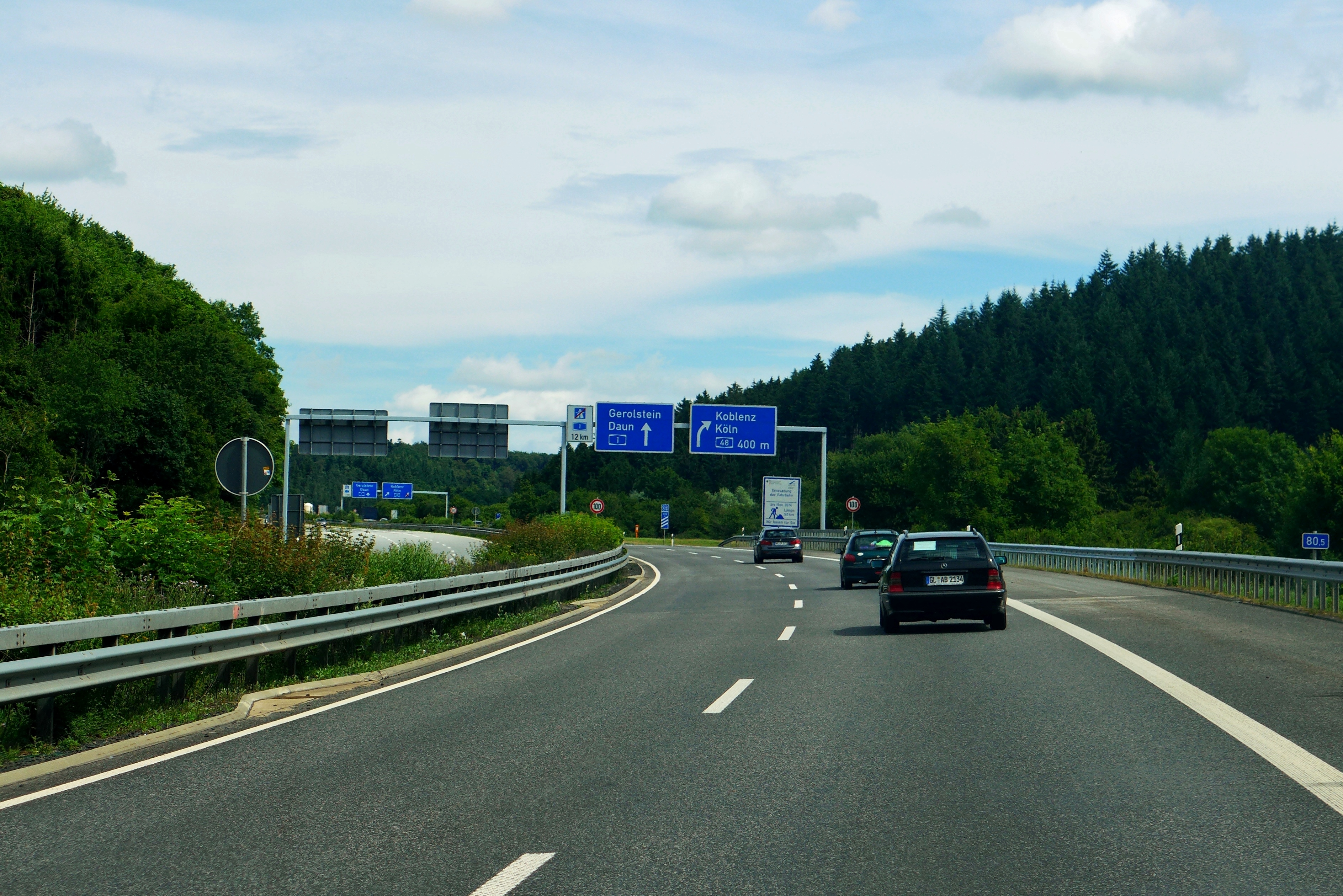
Am Dreieck Vulkaneifel
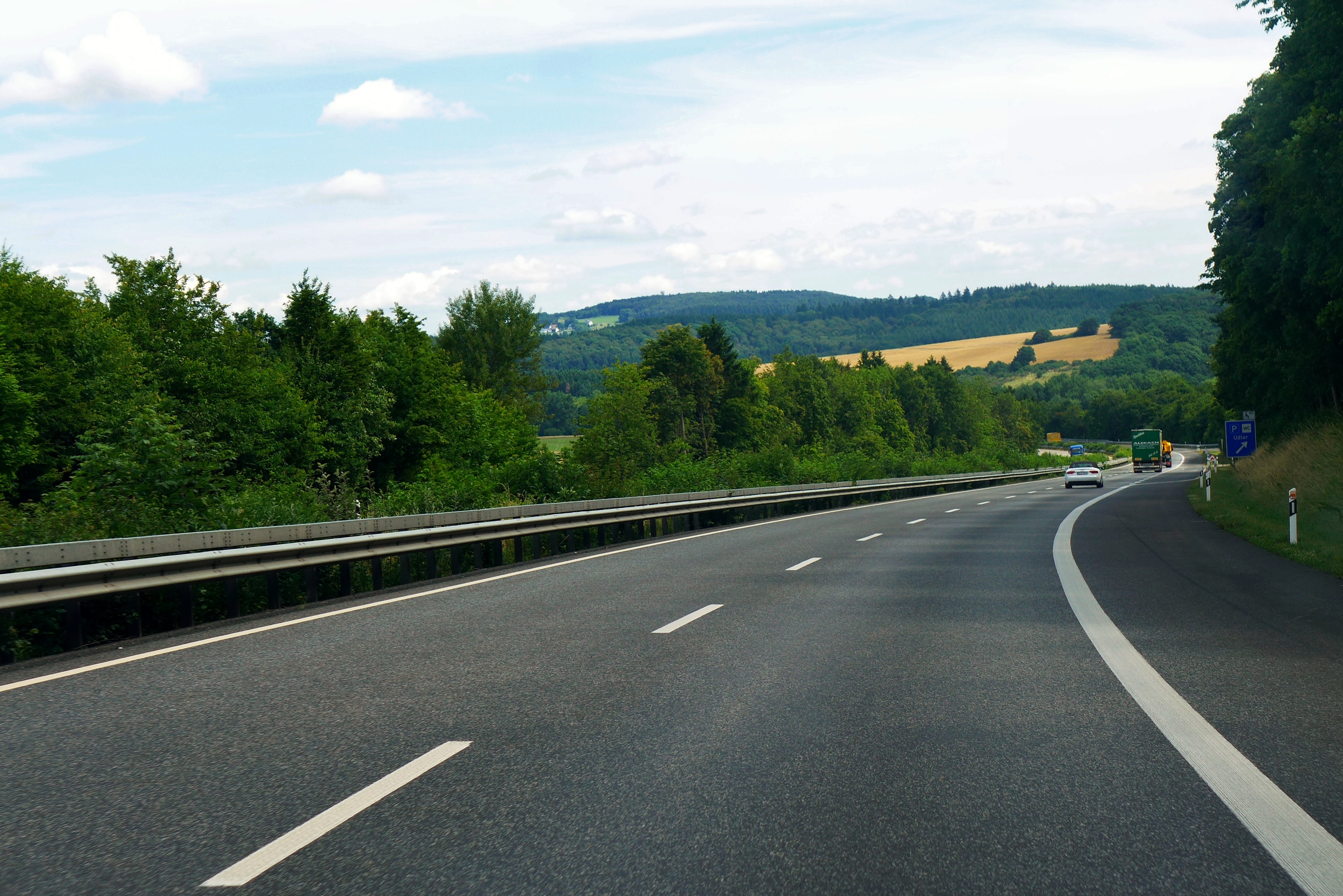
In der Eifel zwischen Mehren und Manderscheid
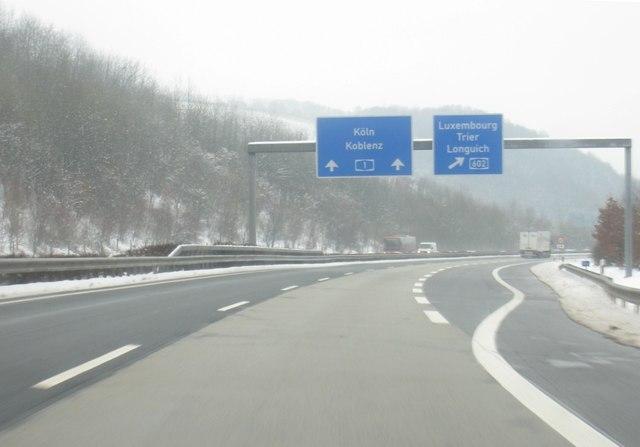
Am Dreieck Moseltal, kurz vor der Moselquerung
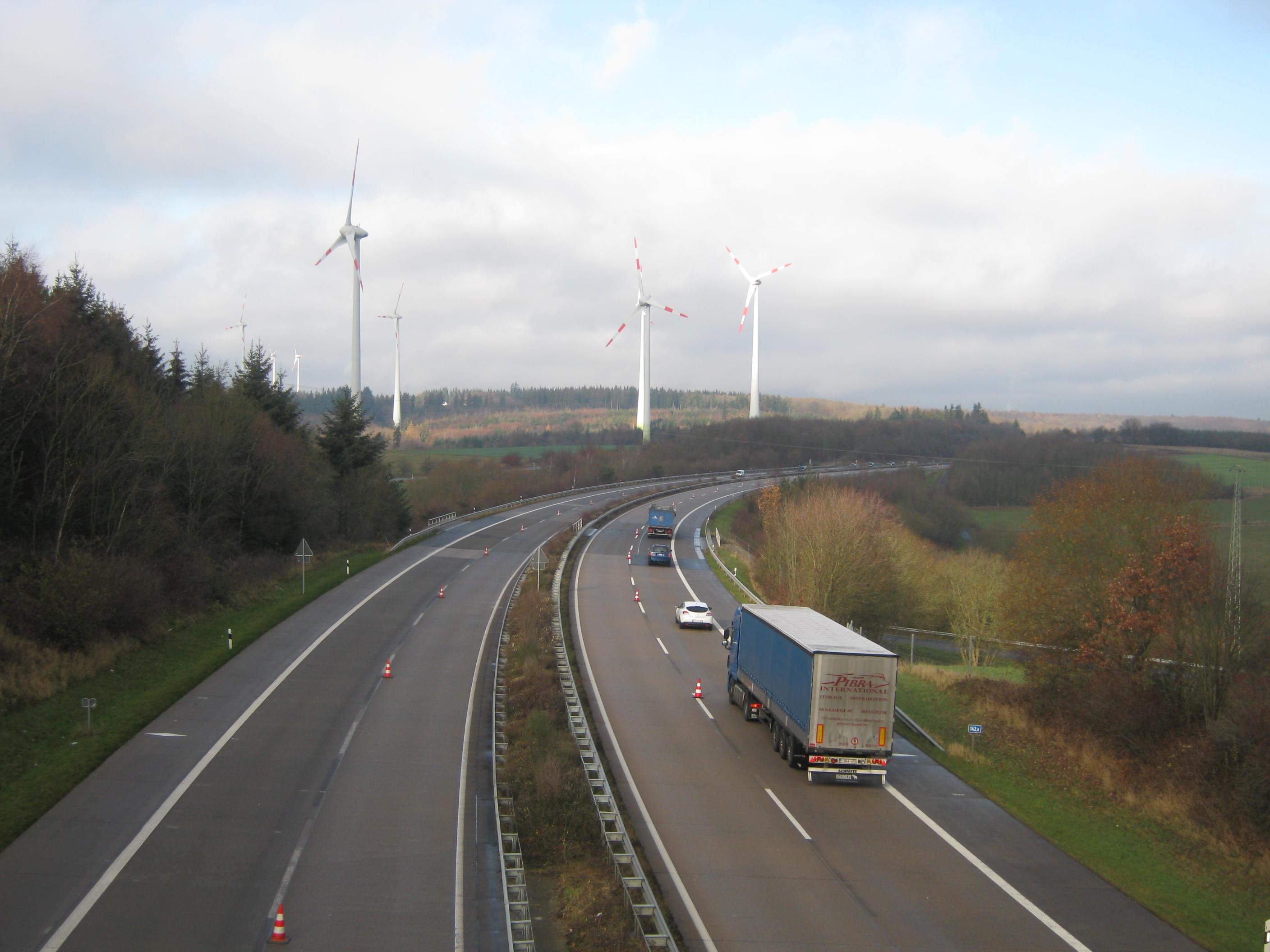
Am Osburger Hochwald zwischen Mehring und Reinsfeld

Südlich vom Dreieck Nonnweiler weist die BAB 1 abschnittsweise eine deutlich kurvigere Trasse und einen sehr schmalen Querschnitt, teilweise ohne Standstreifen, auf. Entlang des Primstals führt die Autobahn durch das Saar-Nahe-Bergland. Besonders südlich von Tholey ist der kurvige Verlauf sehr markant. Vom Illtal aus geht es entlang dem Kamm eines Höhenrückens, der zum Saarkohlenwald hin ansteigt. Am Kreuz Saarbrücken, dem letzten Autobahnknotenpunkt vor dem Ende der BAB 1, kreuzt die BAB 8. Quer durch den Saarbrücker Staatsforst geht es nach Riegelsberg, wo die Trasse der Saarbahn auf die der BAB 1 trifft und parallel zu ihr bis zum Autobahnende verläuft. Unmittelbar an der Siedlung Kirschheck befindet sich in nördliche Fahrtrichtung sogar eine Bushaltestelle an der Autobahn, die vom Schienenersatzverkehr angesteuert werden kann. An der nächsten Anschlussstelle endet die BAB 1 schließlich unmittelbar vor Beginn des bebauten Stadtgebiets, die Straße setzt sich als B 268 ins Saarbrücker Stadtzentrum fort.

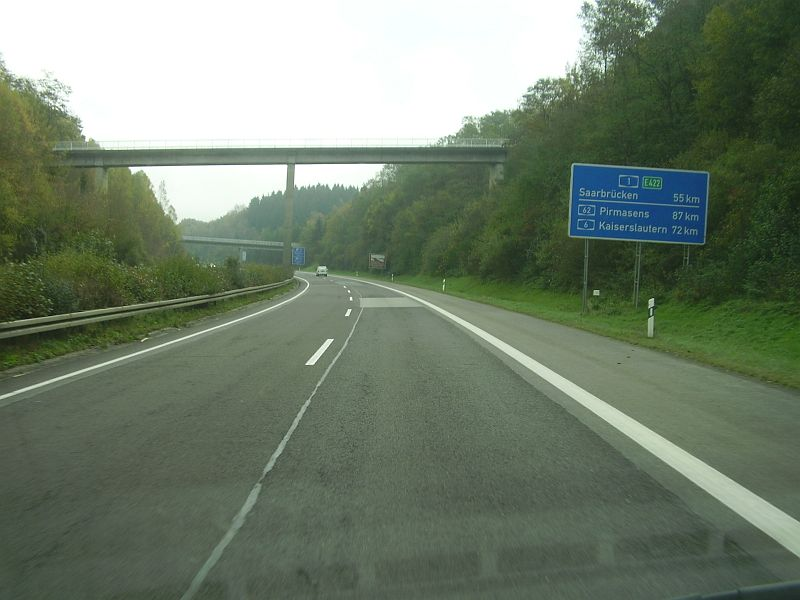
Kurz vor dem Dreieck Nonnweiler
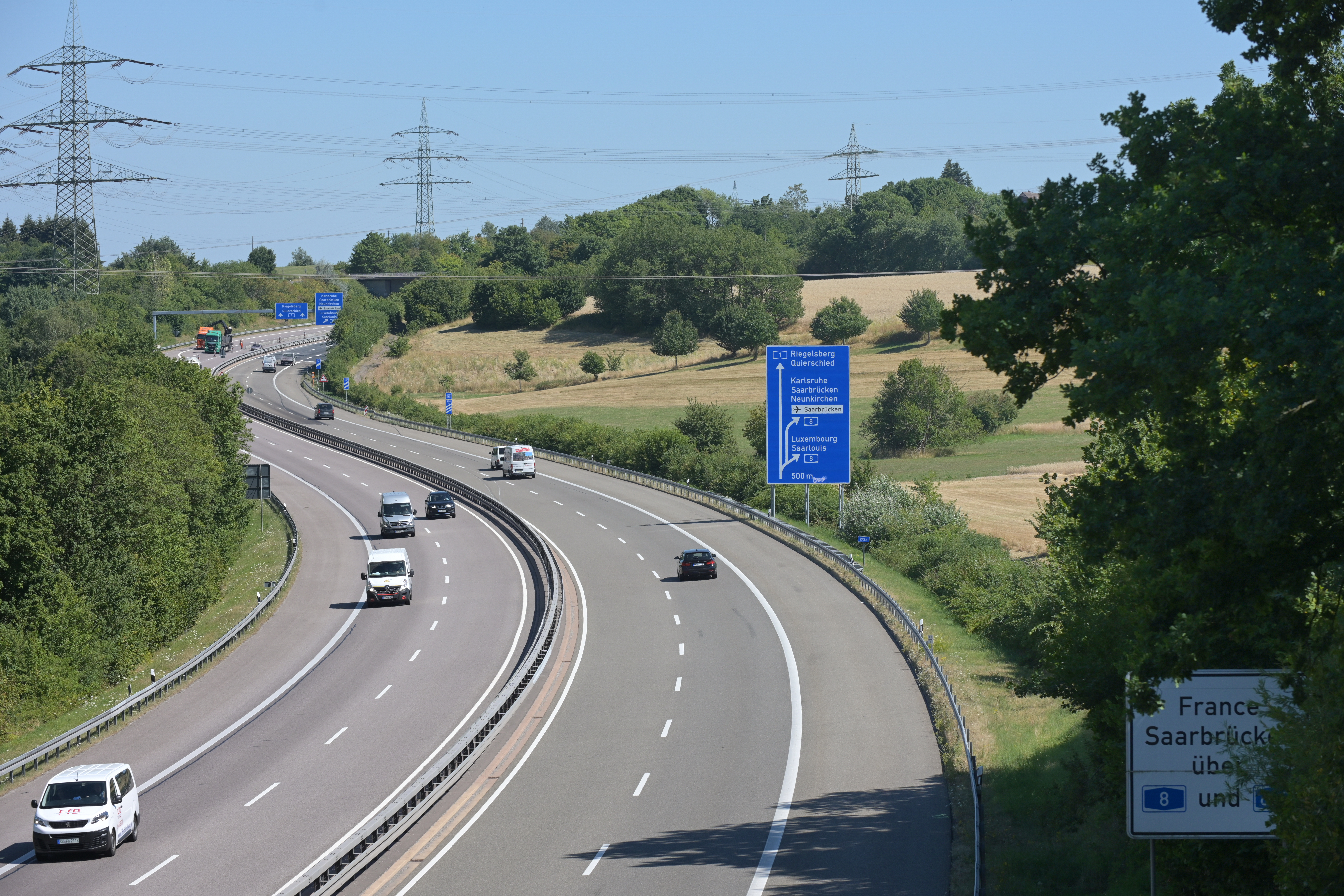
Am Kreuz Saarbrücken
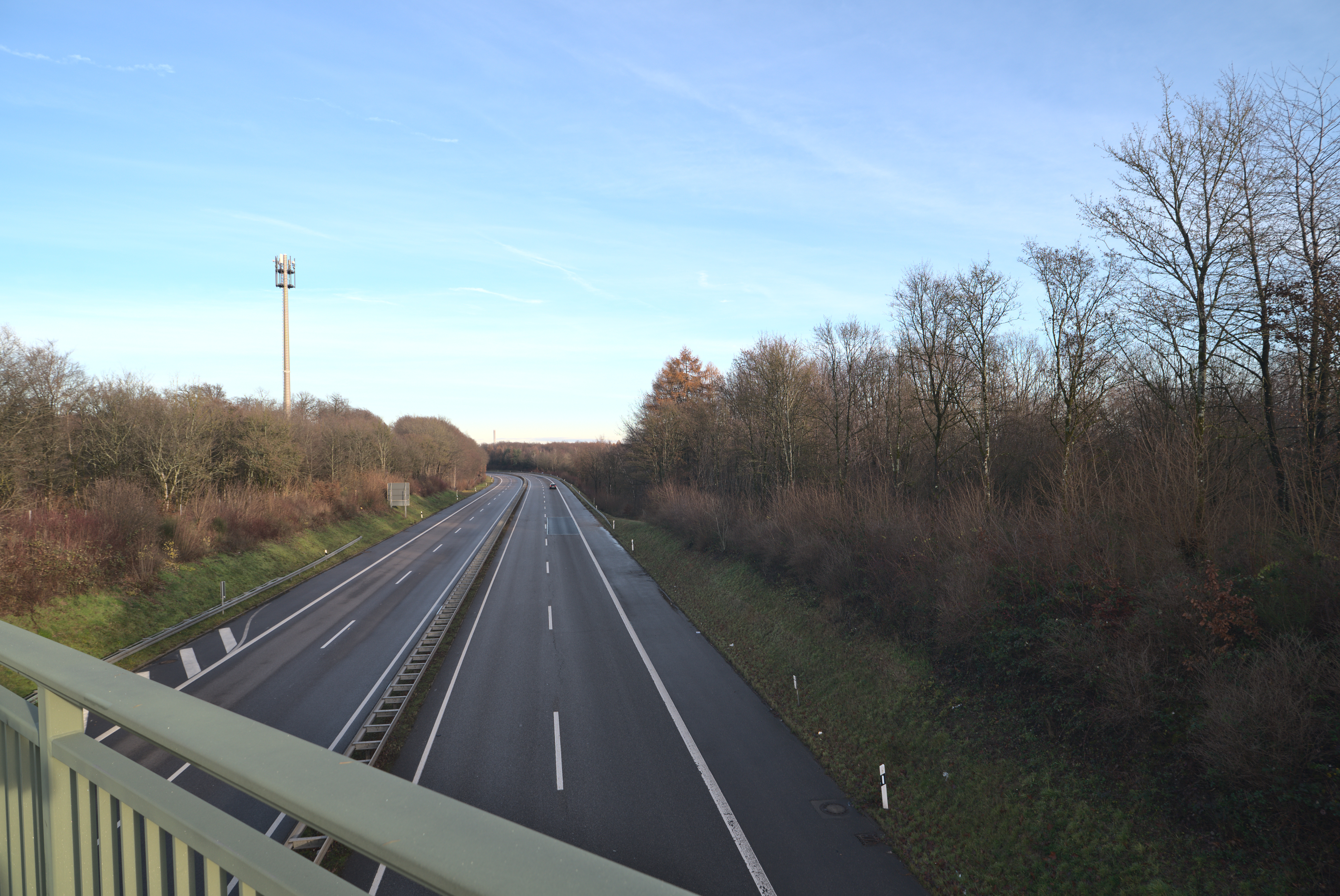
Im Staatsforst Saarbrücken, kurz hinter Quierschied

## Abschnitte als Europastraße
- E 47: Heiligenhafen – Autobahnkreuz Lübeck
- E 22: Autobahnkreuz Lübeck – Autobahndreieck Stuhr
- E 37: Autobahndreieck Stuhr – Autobahnkreuz Köln-Nord
- E 31: Autobahnkreuz Köln-Nord – Autobahnkreuz Bliesheim
- E 29: Autobahnkreuz Bliesheim – Blankenheim
- E 44: Autobahndreieck Vulkaneifel – Daun/Vulkaneifel
- E 44/E 42: Wittlich-Mitte – Autobahnkreuz Wittlich
- E 44: Autobahnkreuz Wittlich – Autobahndreieck Moseltal
- E 422: Autobahndreieck Moseltal – Saarbrücken-Burbach

## Geschichte
Die heutige Bundesautobahn 1 basiert im Wesentlichen auf Streckenplanungen, die zum Teil schon aus der Zeit der Weimarer Republik stammen. In der Zeit des Nationalsozialismus wurden ab 1934 hauptsächlich im Norden bereits Teilstrecken gebaut, wobei die Fortführung bis nach Köln erst nach dem Zweiten Weltkrieg in den 1960er Jahren fertiggestellt wurde. Bis Mitte der 1980er Jahre wurde sie im Norden nach Oldenburg in Holstein und im Süden bis Saarbrücken verlängert, wobei in der Eifel bis heute noch eine Baulücke besteht, deren Schließung seit Ende der 1990er Jahre durchgeführt wird. Gleichzeitig wurde eine Verlängerung von Oldenburg nach Heiligenhafen realisiert.

### 1926 bis 1933 – Erste Planungen
Die ersten Pläne für Straßen, die ausschließlich dem motorisierten Individualverkehr vorbehalten sein sollten, kamen mit der fortschreitenden Motorisierung in den 1920er Jahren auf. Der Ende 1926 gegründete Verein HaFraBa e. V. (Verein zum Bau einer Straße für den Kraftwagen-Schnellverkehr von Hamburg über Frankfurt a. M. nach Basel) entwarf unter Robert Otzen zunächst eine Fernstraße von Hamburg über Frankfurt am Main an die Schweizer Grenze nach Basel. Später war eine nördliche Fortsetzung nach Lübeck und ein Abzweig nach Bremen und eine Verlängerung durch die Schweiz bis nach Norditalien geplant. Schon 1927 entwarf der Verein ein gesamtdeutsches Fernstraßennetz. Bis Anfang der 1930er Jahre entstanden dann zahlreiche Fernstraßenpläne. Ab 1929 wurde statt der vorher üblichen Bezeichnung Nur-Autostraße der von Otzen geprägte Begriff Autobahn verwendet. Die meisten dieser Pläne enthielten bereits Verbindungen zwischen den norddeutschen Hansestädten, dem Ruhrgebiet, dem Rheinland und vereinzelt auch dem Saarland.
Wegen mangelnder Unterstützung der staatlichen Stellen war eine Finanzierung durch Benutzungsgebühren (Maut) angedacht, über deren Höhe und Entrichtung Uneinigkeit bestand. Die HaFraBa-Pläne konnten daher zur Zeit der Weimarer Republik nicht mehr umgesetzt werden. Als erste Autobahn wurde 1932 die Strecke Köln–Bonn durch den damaligen Kölner Oberbürgermeister Konrad Adenauer eröffnet. Initiiert wurde dieses Projekt jedoch hauptsächlich durch die rheinische Provinzialregierung, die durch den Bau den damals relativ dichten Verkehr im Rheinland auf modernere Straßen umverteilen und zur Zeit der Weltwirtschaftskrise Arbeitsplätze schaffen wollte.

### 1934 bis 1942 – Reichsautobahnbau
Obwohl die im Reichstag vertretene NSDAP die Fernstraßenpläne heftig kritisierte und ablehnte („Luxusstraßen der Reichen“), forcierte sie nach der „Machtergreifung“ Hitlers 1933 den Autobahnbau, um Arbeitsplätze zu schaffen. Der Verein HaFraBa wurde zunächst in GEZUVOR („Gesellschaft zur Vorbereitung der Reichsautobahnen e. V.“) umbenannt, ehe noch im September desselben Jahres die Arbeiten an der ersten Reichsautobahn zwischen Frankfurt am Main, Darmstadt und Mannheim begannen. Von den Nationalsozialisten als „Weltneuheit“ gepriesen, wurden für den Bau lediglich die seit 1932 baureifen HaFraBa-Pläne umgesetzt und die ein Jahr zuvor eröffnete Autobahn Köln–Bonn zur Landstraße degradiert. Auch nahm man sich ein Vorbild am Faschismus Benito Mussolinis, während dessen Regierungszeit schon 1924 die ersten dem Kraftverkehr vorbehaltenen Straßen (Autostrada dei Laghi) eröffnet wurden.
Im Rahmen einer „Zweiten Arbeitsschlacht“ wurden am 21. März 1934 an gleich 22 Stellen im Deutschen Reich mit dem Bau neuer Reichsautobahnen begonnen. Erklärtes Ziel des NS-Regimes war der Bau von 1000 km neuer Reichsautobahnen pro Jahr – im Wesentlichen handelte es sich um HaFraBa-Planungen, die in den meisten Karten aus den 1920er Jahren verzeichnet waren. Auch an zwei Teilstrecken der heutigen BAB 1 wurde mit dem Bau begonnen. Es handelte sich um die Strecken Hamburg–Lübeck und Hamburg–Bremen.

#### Hamburg – Bremen
Der erste Spatenstich für die Bauarbeiten am Abschnitt zwischen Hamburg und Bremen wurde am 21. März 1934 bei Oyten vollzogen. Nach nur zwei Jahren konnte am 25. Juli 1936 der 71 Kilometer lange Abschnitt zwischen den Anschlussstellen Dibbersen und Oyten im Rahmen einer Propaganda-Veranstaltung dem Verkehr übergeben werden. Der Bau dieser Strecke geschah dabei gänzlich ohne den Einsatz von schwerem Gerät, stattdessen wurden viele Arbeitslose zum Arbeitsdienst zwangsverpflichtet. 1937 wurden der Abschnitt zwischen der Anschlussstelle Oyten und dem Bremer Kreuz sowie der anschließende Teil der heutigen BAB 27 bis Bremen-Burglesum fertiggestellt.
Hamburg und das zum 1. April 1938 nach Hamburg eingemeindete Harburg-Wilhelmsburg wurde von Süden 1939 durch den Bau einer Autobahnbrücke über die Süderelbe angeschlossen. Diese Nord-Süd-Strecke war bereits für die geplante Reichsautobahn Hamburg–Hannover vorbereitet, die als Teil der HaFraBa-Planung aus den 1920er Jahren von den Nationalsozialisten als prestigeträchtiges Projekt geführt wurde. Der Abzweig nach Bremen von der Nord-Süd-Strecke bei Horst (heutiges Horster Dreieck) war bereits als Autobahndreieck in Trompetenform ausgeführt.
Die Fortführung der Strecke von Bremen über Osnabrück bis ins Ruhrgebiet konnte wegen des ausgebrochenen Zweiten Weltkrieges nicht mehr realisiert werden und kam daher nicht über das Planungsstadium hinaus. Lediglich das Kamener Kreuz, das Kreuzungsbauwerk mit der Reichsautobahn Ruhrgebiet–Berlin (heutige BAB 2) nordöstlich von Dortmund, wurde 1937 angefangen zu bauen. Allerdings konnten nur die südlichen Rampen sowie die östliche Brücke im Rohbau erstellt werden. Erst in den 1950er und 1960er Jahren wurde die Hansalinie von Bremen nach Dortmund durchgehend fertiggestellt.

#### Hamburg – Lübeck

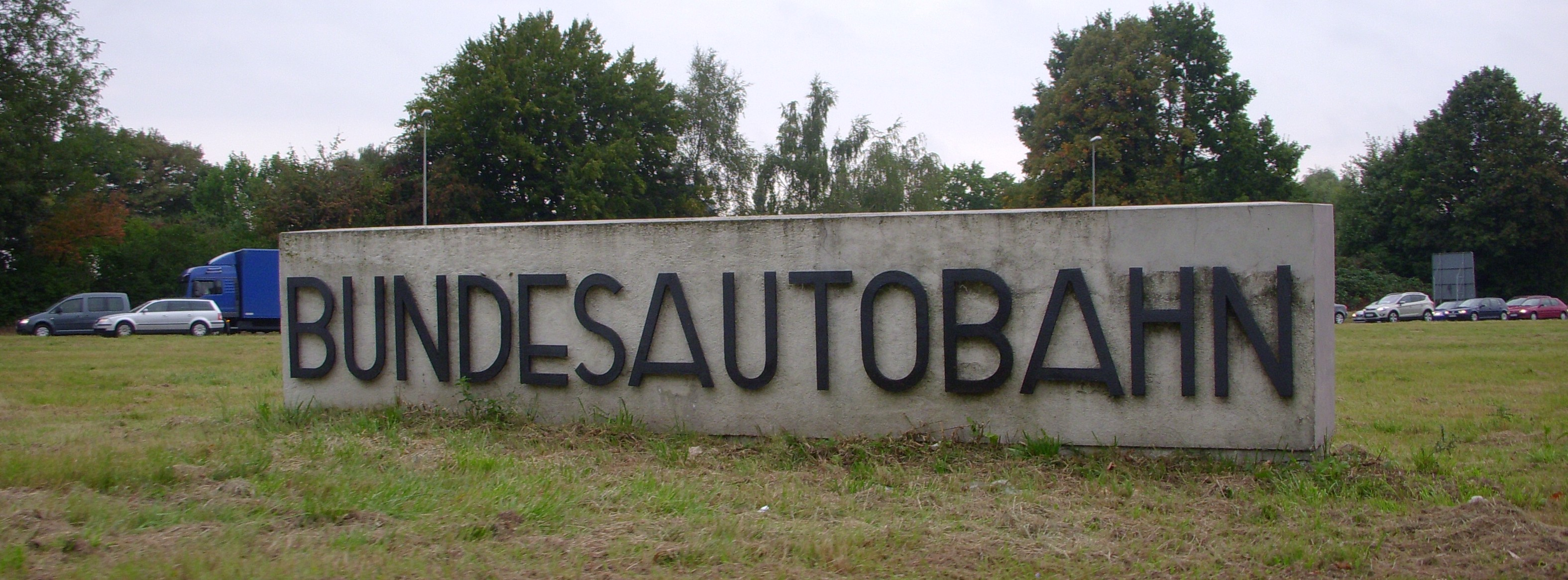
Monument am Beginn der ehem. Lübecker Autobahn in Hamburg-Horn (heute BAB 24), ursprünglich lautete der Text: „REICHSAUTOBAHN“

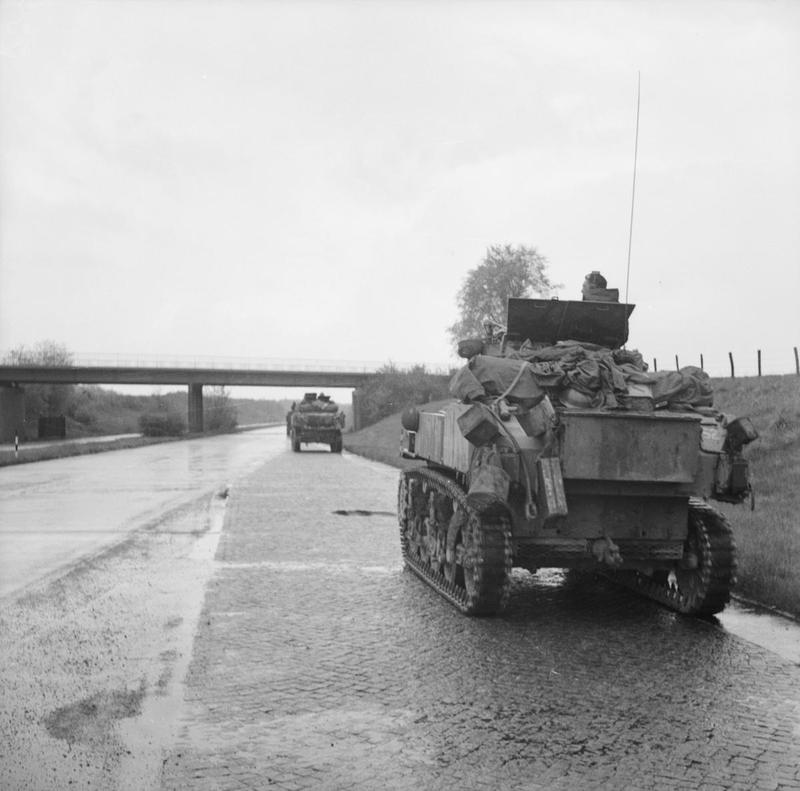
Britischer Panzer auf der Reichsautobahn Hamburg–Lübeck, 1945

Eine weitere Strecke, mit deren Bau im März 1934 begonnen wurde, war die Reichsautobahn Strecke 18 von Hamburg nach Lübeck. Vorbereitende Arbeiten für den Streckenbau fanden schon im Januar 1934 statt. Sie begann am Horner Kreisel in Hamburg-Horn (heute westlicher Endpunkt der A 24) und führte bis zur heutigen Anschlussstelle Lübeck-Zentrum. Am 13. Mai 1937 wurde dieser Abschnitt dem Verkehr übergeben.
Ein Jahr später, am 1. Mai 1938, wurde die Fortsetzung der Strecke bis Lübeck-Siems freigegeben (heute A 226). Nördlich der Abfahrt, die damals Lübeck hieß, liefen die Fahrbahnen der von Hamburg ausgehend 2 × 2-streifigen Autobahn zu drei Fahrstreifen von insgesamt 17 Meter Breite (mit Seitenbanketten) zusammen. Eine bauliche Richtungstrennung gab es nicht, da der mittlere Fahrstreifen zum Überholen für beide Fahrtrichtungen bestimmt war. Auch die heutige Zweigstrecke nach Lübeck-Siems (heutige A 226) war so ausgeführt. Diese Bauausführung war in den 1930er Jahren keineswegs als Provisorium gedacht, man ging stattdessen davon aus, dass ein Vollausbau hier nicht notwendig ist, da das Verkehrsaufkommen auf diesen entlegenen Strecken auch zukünftig nicht so hoch sein würde.
An der Stelle, an der sich heute das Kreuz Hamburg-Ost befindet, war schon zur damaligen Zeit ein Autobahnknoten (Barsbütteler Dreieck) geplant, an dem sowohl ein Teilstück des geplanten Hamburger Autobahnrings nach Südwesten als auch eine Autobahn in Richtung Berlin abzweigen sollte. Auch die Bauausführung als langgestreckter Knotenpunkt mit Parallelfahrbahnen entsprach größtenteils dem in den 1960er Jahren ausgeführten Kreuz. Zwar wurde 1937 mit dem Bau des Kreuzes, das unter anderem ein 150 m langes Tunnelbauwerk erhielt, begonnen, jedoch wurden die Arbeiten für die anschließende Strecke in Richtung Berlin im Oktober 1939 wieder eingestellt. Während des Zweiten Weltkrieges befand sich im Tunnel von 1943 bis 1945 unter dem Decknamen Kolibri eine Montagehalle der Harburger Rüstungsfirma MENIBUM (Metallwerke Niedersachsen Brinckmann & Mergell).
Nach der Besetzung Dänemarks im Zweiten Weltkrieg wurde eine Brückenverbindung über den Fehmarnsund (Vogelfluglinie) sowie eine Verlängerung der Reichsautobahn bis Kopenhagen geplant. Mit Erd- und Brückenbauarbeiten auf der Insel Lolland bis zum Guldborgsund war im September 1941 begonnen worden. Dieses Teilstück ist heute als E 47 in Betrieb.

#### Ruhrgebiet – Köln
Unter der Bezeichnung Ruhrtangente war eine direkte Autobahnverbindung zwischen Köln und Dortmund geplant, die zusammen mit der 1937 freigegebenen Strecke Köln–Düsseldorf–Oberhausen–Dortmund (Teil der Reichsautobahn Frankfurt–Ruhrgebiet–Berlin) einen Autobahnring um die Städte des Ruhrgebiets bilden sollte. Beim Bau der Autobahn von Oberhausen nach Berlin wurden bei Kamen, nordöstlich von Dortmund, schon ab 1934 Vorleistungen für ein späteres Autobahnkreuz in Kleeblattform mit einer Nord-Süd-Strecke angelegt. Es wurde mit dem Bau des zentralen Brückenbauwerks begonnen, die Erdarbeiten für die Verbindungsrampen im Kreuz waren bereits sehr weit fortgeschritten. Auch an der etwa 8 km langen Strecke in südliche Richtung von Kreuz bis in Höhe von Unna wurde gebaut. Südlich von Kamen waren bereits die Vorleistungen für eine Anschlussstelle realisiert. Trotzdem wurde sie vor Ende des Zweiten Weltkrieges nicht mehr fertiggestellt und lag brach.
Vom Anschluss an die Autobahn Ruhrgebiet–Köln–Frankfurt bei Leverkusen bis zur Anschlussstelle Schloss Burg/Wermelskirchen begann man 1936 mit dem Bau. Da die geplante Trasse durch sehr bergiges und waldreiches Gebiet führte, war ihre Errichtung sehr aufwendig und der Bau der eigentlichen Fahrbahn erst drei Jahre später möglich. Zahlreiche Talbrücken mussten daher gebaut werden. Auf den vor dem Krieg realisierten Abschnitten wurden sieben Brücken errichtet, die alle als Bogenbrücke mit Natursteinverkleidung ausgeführt waren. Der etwa 6 km lange Abschnitt von Wermelskirchen bis zur Anschlussstelle Remscheid wurde von 1937 bis 1939 gebaut und im Dezember 1939 dem Verkehr übergeben.
Zwischen Unna und Remscheid waren zwar an einigen Stellen, etwa nördlich von Hagen, Rodungs- und Erdarbeiten bereits im Gange, jedoch wurden die Bauarbeiten mit Kriegsausbruch eingestellt. Im Zweiten Weltkrieg wurden, obwohl die unfertige Strecke keinen großen strategischen Wert besaß, viele Talbrücken zwischen Leverkusen und Remscheid gesprengt – lediglich die Höllenbach- und Einsiedelsteintalbrücke blieben unbeschädigt. Nach Kriegsende begann man mit dem Wiederaufbau der Brücken, sodass die Autobahn ab 1950 wieder befahrbar war.

### Nachkriegszeit bis 1970
Mit dem Wirtschaftsaufschwung in den 1950er Jahren wurde der Autobahnbau in der noch jungen Bundesrepublik wieder aufgenommen, nachdem in der unmittelbaren Nachkriegszeit zuerst die Trümmer geräumt und kriegszerstörte Bauwerke, etwa zahlreiche Großbrücken, wiederhergestellt werden mussten. Zunächst stellte man zahlreiche Strecken fertig, deren Bau in der NS-Zeit vorangetrieben wurde, bis wegen des Krieges ein allgemeiner Baustopp verhängt wurde. Auch die Strecke von Dortmund nach Köln zählt hierzu. Etwas später, in den 1960er Jahren, folgte dann der Bau vormals geplanter, allerdings bislang noch nicht begonnener Abschnitte, die unter Zuhilfenahme neuer Erkenntnisse und moderner Standards im Straßenbau realisiert wurden.

#### RuhrtangenteDortmund – Köln
Ab 1951 wurde zwischen Kamen und Leverkusen an der Fertigstellung dieser vor dem Krieg begonnenen Strecke gearbeitet. Der 1938 beziehungsweise 1939 freigegebene Abschnitt Leverkusen–Remscheid, der über zahlreiche Talbrücken verfügt, wurde in den letzten Kriegsjahren unpassierbar gemacht, indem viele dieser Brücken durch die Wehrmacht gesprengt wurden. Ab 1950 war mit der Wiedererrichtung der Bauwerke die Autobahn wieder befahrbar.
Zunächst entstand das Teilstück zwischen dem Kamener Kreuz und der Anschlussstelle Unna. Mit dem Bau der damaligen Reichsautobahn Ruhrgebiet–Berlin wurden bereits Vorleistungen für ein Autobahnkreuz in Kleeblattform ausgeführt und eine im Erdbau fertiggestellte Anschlussstrecke nach Süden bis in Höhe der B 1. Bei der Fertigstellung dieser Strecke in den 1950er Jahren wurde auch die zwischen dem Kreuz und Unna liegende Anschlussstelle (Kamen-Zentrum) mit gebaut. Eröffnet wurde das Kamener Kreuz als (nach dem Schkeuditzer Kreuz und dem Hermsdorfer Kreuz) drittes deutsches Autobahnkreuz am 21. Oktober 1956. Das circa 8 km lange Teilstück ging schließlich 1957 in Betrieb. Gleichzeitig ging am 1. Dezember 1957 die Autobahnmeisterei Kamen in Betrieb.
Schrittweise wurden die restlichen Teilstücke fertiggestellt. Bis 1956 reichte die Autobahn aus westlicher Richtung (Köln) kommend schon bis nach Hagen. Mit der Inbetriebnahme der Strecke Hagen–Unna wurde 1961 die Ruhrtangente komplettiert, sodass zusammen mit den Autobahnen Oberhausen–Frankfurt (heutige BAB 3) und Oberhausen–Berlin (heutige BAB 2) ein Autobahnring um die Städte des Ruhrgebiets entstand.

#### Südostverbindung Hamburg

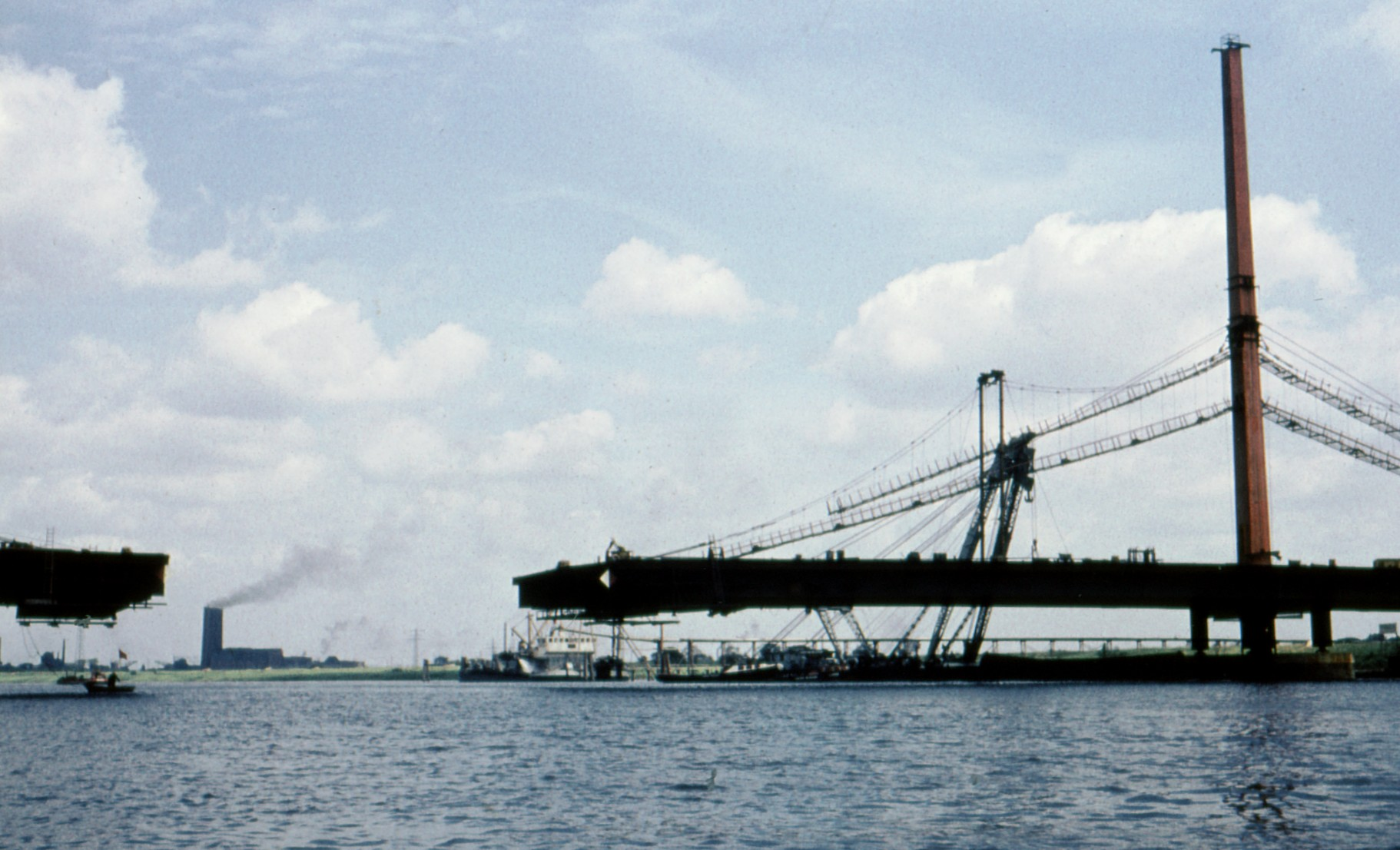
Norderelbbrücke im Bau, 1961

Das Verbindungsstück zwischen den Autobahnen Hamburg–Lübeck und Hamburg–Hannover/Bremen wurde von 1959 bis 1963 gebaut. Planungen als Teil eines Autobahnrings um Hamburg, der diese Strecke mit einbezieht, datieren bereits auf das Jahr 1939. Herausragendstes Bauwerk dieser 13 km langen Strecke ist die Norderelbbrücke Moorfleet, die als Schrägseilbrücke ausgeführt wurde. Am 15. Mai 1963 wurde diese mitsamt der Strecke durch den damaligen Bundesverkehrsminister Hans-Christoph Seebohm freigegeben. Um die Bahngleise des Rangierbahnhofs Hamburg-Billwerder zu unterqueren, errichtete man einen 240 m langen Tunnel. Dieser wurde während des laufenden Betriebs auf der Bahnstrecke errichtet, indem jeweils eine Hälfte der 32 Gleise abmontiert und später wieder ergänzt wurde. Der aufgrund der Deutschen Teilung geringe Zugverkehr machte dieses Vorhaben möglich.
Der beim Bau der Strecke Hamburg–Lübeck geplante Autobahnknoten bei Barsbüttel wies Vorleistungen für einen Weiterbau von Strecken nach Südwesten und Osten auf. Das erste 5 km lange Teilstück der Transitautobahn von Hamburg nach Berlin, der heutigen BAB 24, wurde 1978 eröffnet und führt zunächst nur bis zur nächsten Anschlussstelle Reinbek. Für die Einbindung der nördlichen Richtungsfahrbahn in das Autobahnkreuz wurde der im Zweiten Weltkrieg als Montagehalle für die Rüstungsindustrie dienende und nach Kriegsende zugeschüttete Tunnel wieder errichtet. Anfangs bestanden auch keine Verbindungsrampen von Bremen in Richtung Hamburg-Horn, wie sie bis heute für die Relationen Berlin–Lübeck und umgekehrt fehlen, diese wurden erst 1981 ergänzt. Die Verbindung der BAB 1 von Lübeck zur BAB 24 nach Berlin wird bis heute über die B 404 ab Schwarzenbek bis Bargteheide geführt.
Probleme machte in den 1980er Jahren die Konstruktion der Norderelbbrücke, da sie dem Verkehr nicht mehr gewachsen war. Für 33 Millionen DM wurde die Brücke einer Komplettsanierung unterworfen, bei der Seile und Pylone durch Neukonstruktionen ersetzt wurden. Im Zuge dieser Arbeiten wurde der Überbau auch sechsstreifig ummarkiert.

#### HansalinieBremen – Dortmund
Die bereits im Autobahn-Grundnetz von 1933 vorgesehene Streckenerweiterung von Bremen bis ins Ruhrgebiet (zusammen mit der bereits vor dem Krieg realisierten Strecke Hamburg–Bremen als Hansalinie bezeichnet) konnte wegen des Zweiten Weltkrieges nicht mehr in Angriff genommen werden. Zur Wiederaufnahme der Planungen kam es daher erst nach dem Krieg in den 1950er Jahren. Zum eigentlichen Sinn der Strecke, die Seehafenstädte Lübeck, Hamburg und Bremen mit den Industriezentren im Ruhrgebiet zu verbinden, kam auch die Aufgabe, die strukturschwachen Gebiete zwischen diesen Ballungszentren und die Nordseehäfen Ostfrieslands und des Oldenburger Lands in ihrer infrastrukturellen Entwicklung zu fördern. Deshalb war eine Streckenführung von Bremen aus gesehen weit nach Westen und etwa ab Cloppenburg schließlich nach Süden vorgesehen. Eine Herausforderung war die Trassierung im Bereich der Wildeshauser Geest mit ihren zahlreichen Bodendenkmälern.
Während in Plänen aus den Jahren 1933 bis 1937 eine östliche Umgehung von Münster aufgeführt wurde, plante man 1938 erstmals als Alternative eine westliche Umfahrung. Ein Plan von 1940 sah eine östliche Umgehung von Münster und eine nördlich von Münster abzweigende Autobahnverbindung zur Strecke Ruhrgebiet–Berlin bei Gladbeck vor. Diese Verbindung wurde in den 1970er und 1980er Jahren als A 43 realisiert und südwestlich von Münster an die A 1 angeschlossen. Schließlich einigte man sich auf drei zu untersuchende Varianten: westlich Münster, weiträumig östlich Münster oder direkt östlich Münster parallel zur Güterumgehungsbahn.
Mit Wiederaufnahme der Streckenplanung Ende der 1950er Jahre war es vonnöten, die alten Vorkriegspläne aufgrund neuer Erkenntnisse im Straßenbau zu modifizieren. Der Abschnitt im Bremer Stadtgebiet war bei der Planung vom hohen Grundwasserstand der Wesermarsch beeinflusst. Die Fahrbahn liegt im Allgemeinen 2 m über dem Grundwasserstand, die Weserbrücke weist eine Gradiente von 9 m über dem höchsten Wasserstand des Flusses auf.
Nördlich von Osnabrück werden mit den Dammer Bergen und den Wiehengebirge die ersten Ausläufer der Mittelgebirge überquert, südlich von Osnabrück folgt die Querung des Teutoburger Waldes. An diesen Stellen musste bei der Streckenplanung auf eine topografisch günstige Lage geachtet werden, die nur geringfügige Steigungen und Gefälle zuließ. Die Autobahn weist hier dennoch auf einem relativ kurzen Teilstück einen Höhenunterschied von etwa 100 m auf. Auch die vor dem Krieg übliche Praxis, Autobahnen im Wesentlichen mit langen Geraden und relativ engen Kreisbögen zu trassieren, galt als überholt und unsicher.
Als bestmögliche Variante, die Stadt Münster anzubinden, erwies sich die westliche Umgehung, etwa 5 km vom Stadtzentrum entfernt. Die radial auf Münster zulaufenden Bundesstraßen 219, 54 und 51 konnten somit an die Autobahn angebunden werden, womit drei Möglichkeiten bestehen, Münster von der Autobahn zu erreichen, ohne zusätzliche Zubringerstraßen zu bauen.
Der Abschnitt südlich von Münster bis zum Kamener Kreuz erforderte im Bereich der Querung von Lippe und Datteln-Hamm-Kanal eine Erhöhung der Fahrbahn, um mögliche Bergsenkungen aufzufangen, die zu Zeiten des Bergbaus im Ruhrgebiet immer wieder auftraten. Die Zeche Werne befand sich im unmittelbar an der Autobahn gelegenen Werner Ortsteil Stockum.
Die endgültige Linienführung der Autobahn wurde 1958 für den 20 km langen Abschnitt Bremer Kreuz–Delmenhorst-Ost, 1959 für den 92 km langen Abschnitt Lotte–Kamener Kreuz und 1962 für den 102 km langen Abschnitt Delmenhorst-Ost–Lotte jeweils durch den Bundesminister für Verkehr Hans-Christoph Seebohm bestimmt.
Der Abschnitt Bremer Kreuz–Bremen/Brinkum wurde 1963 dem Verkehr übergeben, ein Jahr später, 1964, die Fortsetzung bis Delmenhorst. 1965 wurde ein Abschnitt bei Wildeshausen und das Teilstück von Münster bis zum Kamener Kreuz fertiggestellt, womit das Kamener Kreuz erstmals in alle vier Richtungen durchgehend befahrbar war. 1966 war die Autobahn nach Freigabe zweier weiterer Teilstücke westlich und östlich von Wildeshausen von Bremen aus schon bis Cloppenburg fertiggestellt, 1967 bis Holdorf. Der komplette Lückenschluss von Holdorf bis Münster wurde dann 1968 vollendet.

#### Kölner Ring

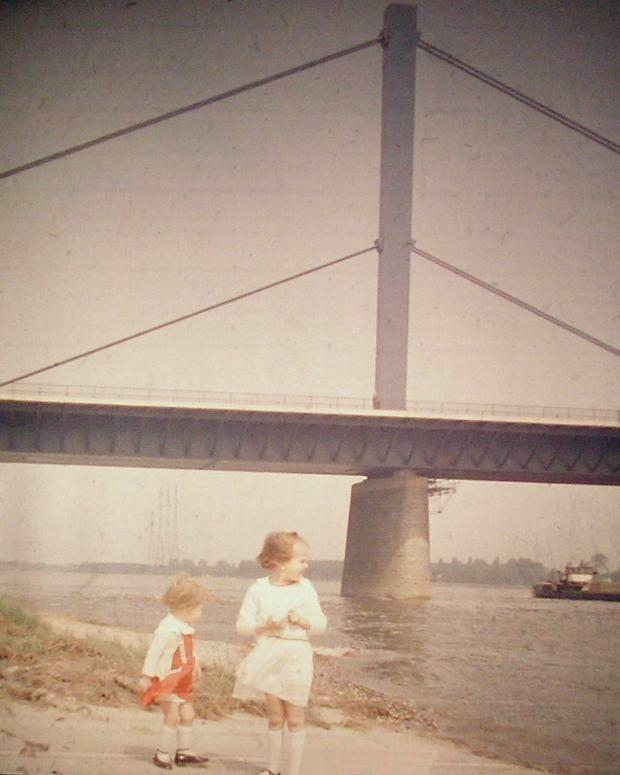
Rheinbrücke bei Leverkusen im Jahr der Eröffnung 1965

Große Teile des Kölner Autobahnringes wurden schon in den 1930er und 1940er Jahren realisiert. Der östliche Abschnitt zwischen Leverkusen und Heumar wurde als Teil der Reichsautobahn Ruhrgebiet–Frankfurt ab 1934 gebaut und 1936 für den Verkehr freigegeben. Bis 1941 entstand dann ein Teil des südlichen Ringes zwischen Heumar und Rodenkirchen, der die Reichsautobahn Ruhrgebiet–Frankfurt mit der 1932 als erste Autobahn in Deutschland durch den damaligen Kölner Oberbürgermeister Konrad Adenauer eröffneten, von den Nationalsozialisten jedoch kurz nach der Machtübernahme zur Landesstraße abgestuften Strecke Köln–Bonn verband. Teil dieser Strecke war auch eine Hängebrücke über den Rhein, die Rodenkirchener Brücke. Eine Weiterführung über Köln hinaus bis nach Aachen wurde zwar in Teilen schon realisiert, komplett fertiggestellt wurde sie nach dem Zweiten Weltkrieg in den 1950er Jahren.
Obwohl auch damals ein kompletter Autobahnring um Köln geplant war, kam es nicht zur Inangriffnahme des nördlichen und westlichen Abschnittes, zumal aufgrund des Zweiten Weltkrieges ein kompletter Baustopp verhängt wurde. Die Notwendigkeit, den Autobahnring zu schließen, erkannte man bereits Ende der 1950er Jahre. Die hierfür ausgearbeitete Planung basierte im Wesentlichen auf der vor dem Krieg geplanten Trassenführung. Eine größere Abweichung wurde lediglich am westlichen Ende für den Anschluss an die Autobahn Aachen–Köln ausgeführt, da der Kölner Ortsteil Lövenich nicht wie ursprünglich geplant westlich, sondern östlich umgangen wurde. Das Autobahnkreuz entstand somit nordöstlich von Frechen. Hintergrund war eine bessere Anbindung des Kölner Stadtzentrums durch Anschlüsse an die Bundesstraßen 55 und 264.
Der Planfeststellungsbeschluss für dieses Autobahnteilstück erging 1961 in drei Teilen – am 16. August 1961 für den linksrheinischen Abschnitt von Niehl bis Frechen, am 1. September 1962 für den rechtsrheinischen Abschnitt im Stadtgebiet von Leverkusen und am 20. Oktober 1961 ein gesonderter Beschluss für die Rheinbrücke. Die zu realisierende Strecke enthielt 25 Brückenbauwerke, von denen das längste die 1061 m lange Rheinbrücke Leverkusen war. Weiterhin entstanden vier Anschlussstellen:
- Östlich der Rheinbrücke ein Anschluss an die autobahnähnliche B 8 nach Düsseldorf
- Westlich der Rheinbrücke eine kleeblattförmige Anbindung an die Industriestraße zum Rheinhafen Köln-Niehl mit angeschlossenen Industriegebieten
- Westlich der Rheinbrücke eine kleeblattförmige Anbindung an die B 9 zum damaligen Flughafen Köln-Butzweilerhof
- Eine Anschlussstelle mit Parallelrampen zur B 59 (Venloer Straße)

Als erstes wurde das Teilstück zwischen den Bundesstraßen 55 (Anschlussstelle Köln-Lövenich) und 264 (Anschlussstelle Frechen) mit dem Kreuz Köln-West, das die Autobahn Aachen–Köln anbindet, am 10. Oktober 1962 dem Verkehr übergeben.
Im Juli 1961 begann der Bau der Leverkusener Rheinbrücke mitsamt zweier sich östlich anschließenden Hochstraßen, einer 527 m langen Stahlkonstruktion und einer 927 m langen Spannbeton-Konstruktion. Rund die Hälfte des 2,8 km langen rechtsrheinischen Abschnittes im Leverkusener Stadtgebiet verläuft somit auf Brücken. Auf der westlichen Hochstraße werden die Dhünn und einige Straßen zur Anbindung des nördlich gelegenen Industriegeländes (Kläranlage und Sondermülldeponie der Bayer AG) überquert. Der Bau der östlichen Hochstraße im dicht bebauten Stadtgebiet war wegen der möglichen Nutzung darunterliegender Flächen von der Stadt Leverkusen gefordert, die sich daher auch an den Baukosten beteiligte. Die beiden Bauwerke wurden innerhalb von nur 13 beziehungsweise 14 Monaten fertiggestellt. Obwohl die Autobahn zunächst vierstreifig realisiert wurde, waren die beiden Brückenbauwerke bereits für eine breitere Fahrbahn mit sechs Fahrstreifen ausgelegt.
Anfang 1963 begannen die Erdarbeiten. Problematisch war die Abdichtung des Erdreichs am östlichen Widerlager der Rheinbrücke auf 635 m Länge, da das Gelände hier lange Zeit als Giftmülldeponie genutzt wurde. Rund 300.000 m³ des 10 bis 12 m tiefen Erdreiches mussten abgetragen und durch tragfähigen Boden ersetzt werden. Der Bau der Fahrbahndecke folgte im April 1964. Wegen der zahlreichen Lichtquellen in Leverkusen, etwa das südlich der Autobahn gelegene Bayer-Stammwerk und das direkt angrenzende Stadion BayArena (damals Ulrich-Haberland-Stadion) wurde zwischen der Anschlussstelle Köln-Niehl und dem Kreuz Leverkusen eine Straßenbeleuchtung im Mittelstreifen installiert. Es handelt sich dabei um die gleichen Aufbauten, die Anfang der 1960er Jahre auf der benachbarten Autobahn Ruhrgebiet–Frankfurt installiert wurden.
Im Jahr 1965 wurde die Nördliche Umgehung Köln auf ihrer gesamten Länge fertiggestellt und eröffnet. Die Baukosten für dieses Straßenprojekt betrugen insgesamt rund 167,3 Mio. DM.

#### Daun – Wittlich
Eine Autobahnstrecke von Köln über Trier nach Landstuhl war schon in den 1930er Jahren als Teil des Reichsautobahnnetzes vorgesehen. Eine Querverbindung sollte bei Daun von dieser abzweigen und über Koblenz zu einem Autobahndreieck mit der Strecke Ruhrgebiet–Frankfurt bei Dernbach führen. Mit dem Bau der Strecken von Dernbach nach Daun (Betriebsstrecken-Nr. 53) und von Daun nach Trier (Betriebsstrecken-Nr. 50) wurde schließlich auch begonnen. Bis zur kriegsbedingten Einstellung der Arbeiten befanden sich die beiden Teilstücke Dernbach–Koblenz und Kaisersesch–Wittlich im Bau. Auf 6,8 km Strecke wurde bereits eine Betonfahrbahn in Betrieb genommen und 27 Brückenbauwerke fertiggestellt. Die restliche Strecke befand sich im Erdbau, mit 17 weiteren Brückenbauwerken wurde ebenso begonnen.
Nach dem Krieg beschränkte man sich bei Wiederaufnahme der Planungen auf eine Anbindung von Koblenz an die Autobahn Ruhrgebiet–Frankfurt. Dieses Teilstück wurde ab 1954 wieder als Bundesautobahn geplant. Nachdem man 1959 eine Verkehrsuntersuchung durchführte, beschloss man den Weiterbau der Strecke von Koblenz über Daun und Trier nach Landstuhl, allerdings sollte sie als einbahnige Bundesstraße B 408 ausgeführt werden. In den 1960er Jahren wurden auf kompletter Strecke zwischen Dernbach und Wittlich die Arbeiten wieder aufgenommen. Schrittweise wurden ab 1961 die einzelnen Abschnitte als einbahnige Kraftfahrstraße in der alten Trasse für den Verkehr freigegeben. Ein herausragendes Bauwerk an der Strecke ist die Bendorfer Brücke über den Rhein, die am 16. August 1965 eröffnet wurde. Im selben Jahr waren die Abschnitte Dernbach–Koblenz und Kaisersesch–Hasborn einbahnig fertiggestellt. Der vor dem Krieg zwar befahrbare, aber nicht freigegebene Abschnitt zwischen Dorf und Hasborn wurde bereits 1964 in einer feierlichen Zeremonie dem Verkehr übergeben. Ein kurzes Teilstück bei Hasborn konnte erst am 1. Juli 1968 freigegeben werden, da seit 1950 die französische Armee als Besatzungsmacht den bereits fertiggestellten Abschnitt als Munitionsdepot genutzt hatte und dieses erst räumen musste.
Im Jahr 1967 wurde die komplette Planung wieder Teil des Autobahnnetzes, man widmete die Bundesstraße 408 zwischen Dernbach und Trier in Autobahn 74 um. Bis 1970 wurde dann die zweite Richtungsfahrbahn ergänzt, sodass die Strecke auch vollen Autobahnquerschnitt aufwies. Gleichzeitig wurde auch die letzte verbliebene Lücke zwischen Koblenz und Mayen geschlossen.

#### Saarland
Als in den 1950er Jahren mit der Wiederangliederung des Saarlandes an die Bundesrepublik Deutschland das Fernstraßennetz im nunmehr kleinsten deutschen Flächenland neu konzipiert wurde, plante man eine leistungsfähige Kraftfahrstraße von Saarbrücken in Richtung Norden, die bei Hermeskeil auf die noch in der Planungsphase befindliche Autobahn Trier–Landstuhl treffen sollte. Geplant war eine kreuzungsfreie, zweistreifige Kraftfahrstraße zwischen Hermeskeil und Lebach und eine vierstreifige Fahrbahn ohne Mittelstreifen oder bauliche Mitteltrennung von Lebach bis Saarbrücken. Da der Bau dieser Straße im näheren Bereich von Saarbrücken als vordringlich eingestuft wurde, begann man hier mit den Bauarbeiten, sodass 1960 das erste Teilstück zwischen Saarbrücken und Riegelsberg vierstreifig als B 268 für den Verkehr freigegeben werden konnte. 1964 wurde das zweistreifige Teilstück zwischen Illingen und Eppelborn als Teil der B 327 fertiggestellt.
Nach Freigabe des Abschnittes zwischen Riegelsberg und Illingen wurde durch einen Beschluss des Deutschen Bundestages die Bundesregierung aufgefordert, für eine Anbindung des saarländischen Straßennetzes in Richtung Norden zu sorgen. Somit wurde die Kraftfahrstraße im Abschnitt Eppelborn – Riegelsberg in eine Autobahn umgewidmet und mit der Bezeichnung A 171 versehen. Bis das saarländische Teilstück auf kompletter Länge befahrbar und an die Strecke Trier–Landstuhl angeschlossen war, dauerte es noch bis Ende der 1970er Jahre, zumal wegen dieser Anbindung die ursprünglichen Planungen aus den 1930er Jahren fallengelassen und eine neue Trassenführung gewählt wurde.
Aufgrund der ursprünglich nicht vorhandenen baulichen Mitteltrennung, waren Unfälle infolge von Nässe auf der kurvigen Strecke häufig. Eine Mittelleitplanke wurde daher nachträglich im Zuge der Aufstufung montiert. Dies erklärt das ungewöhnlich schmale Profil der Autobahn in diesem Bereich, die darüber hinaus hier auch nicht über Standstreifen verfügt.

### 1970er bis 1980er Jahre
Neben der Einführung eines neuen Nummerierungssystems in Deutschland wurden in den 1970er und 1980er Jahren sowohl der Weiterbau von Lübeck nach Norden bis Oldenburg in Holstein und von Köln in Richtung Süden nach Euskirchen und weiter in die Eifel realisiert. Außerdem wurde mit dem schrittweisen Lückenschluss zwischen Wittlich und Saarbrücken die südliche Teilstrecke vollendet.

#### Einführung der BezeichnungBundesautobahn 1
Zum 1. Januar 1975 wurde für die Autobahnen in der Bundesrepublik Deutschland und West-Berlin ein neues, einheitliches Nummerierungsschema eingeführt. Waren zunächst nur intern geführte Nummerierungen verwendet worden und auf den Wegweisern ausschließlich die Nummern der auf der Trasse verlaufenden Europastraßen ausgeschildert, wurde die neue nationale Nummerierung vorgezogen. Ein zuvor im Bedarfsplan Bundesfernstraßen 1971–1985 beschriebenes System, das den vom Berliner Ring abzweigenden Strecken die einstelligen Nummern A 1 bis A 6 zuordnete, konnte sich, auch im Hinblick auf die damals noch bestehende Deutsche Teilung, nicht durchsetzen. Als A 1 wäre demnach die in den 1970er und 1980er Jahren entstandene Strecke Berlin–Hamburg, also die Verbindung zwischen den beiden größten deutschen Städten, bezeichnet worden.
Intern war bis dahin die Strecke Puttgarden–Hamburg–Bremen–Dortmund–Köln als Autobahn 11, Köln–Erftstadt als Teil der Autobahn 14 (von der niederländischen Grenze bei Goch–französische Grenze bei Lauterburg), Daun–Trier als Teil der Autobahn 74 (Gießen–Luxemburg), Trier–Nonnweiler als Teil der Autobahn 76 (Trier–Stuttgart) und Nonnweiler–Saarbrücken als Autobahn 171 bezeichnet worden.
Mit der Einführung des heute bestehenden Systems, das den für den Fernverkehr wichtigsten Strecken, die größtenteils schon zu Zeiten der Weimarer Republik als Hauptstrecken vorgesehen waren, einstellige Nummern zuordnete, wählte man für die westlichste Nord-Süd-Verbindung die Nummer 1 (Bundesautobahn 1). Ein großer Vorteil des Systems, das auch die führende Nummer zwei- und dreistelliger Autobahnen einer bestimmten Region zuordnete, war, im Falle einer Wiedervereinigung bereits Nummern für die in der damaligen DDR liegenden Autobahnstrecken problemlos vergeben zu können (im Wesentlichen waren dies die vorher für die Westberliner Stadtautobahnen vergebenen Nummern im 10er-Bereich).
Anhand der in manchen Autobahnkreuzen und -dreiecken zum auf der BAB 1 bleiben nötigen Fahrbahnwechsel (TOTSO) lässt sich die frühere Nummerierung anhand durchgehender Strecken noch erahnen – etwa am Kreuz Bliesheim (durchgehende Strecke aus Richtung Köln weiter nach Koblenz, ehemalige Autobahn 14) oder dem Dreieck Nonnweiler (durchgehende Strecke von Trier weiter nach Pirmasens, ehemalige Autobahn 76).

#### Oldenburg i. H.–Lübeck
Seit den 1970er Jahren wurde die Autobahn ab Lübeck abschnittsweise in nördliche Richtung entlang der Ostseeküste bis nach Oldenburg in Holstein gebaut. 1971 wurde der Abschnitt zwischen den Anschlussstellen Neustadt-Mitte (seinerzeit „Neustadt i. H.-Süd“) und nördlich von Neustadt-Pelzerhaken (seinerzeit „Neustadt i. H.-Nord“) als Ortsumgehung für den Verkehr freigegeben; dieser Abschnitt wurde ohne Standstreifen ausgeführt. 1975 wurde das Teilstück von Bad Schwartau bis Neustadt in Holstein fertiggestellt. Dabei entstand das Dreieck Bad Schwartau als Gabelung von und in Richtung Hamburg, die nach Lübeck-Siems weiterführende Strecke wurde als BAB 226 gewidmet. Anstelle der heutigen Gabelung befand sich früher eine Anschlussstelle als linksgeführte Trompete, die – im Gegensatz zu heute – in jeder Richtung befahrbar war.
Dieses Dreieck wurde noch in den 1950er Jahren als Eutiner Abzweig bezeichnet. Die durchlaufende Strecke führte nach Norden in Richtung Ratekau auf der Trasse der heutigen L 181 zwischen der L 309 und der Anschlussstelle Sereetz der BAB 1. Wie die frühere Strecke weiter nach Siems war auch dieses Streckenstück dreistreifig mit mittlerem Überholstreifen. Nach etwa 1500 Metern endete die Autobahn an einer dreieckigen Verzweigung südlich von Ratekau, wo die Strecke in die Landstraße (heutige L 309, damals B 207) einmündete und ihr Ende fand. Diese Einfädelung nannte sich als Autobahnanschlussstelle offiziell Eutin, was damals keine geographische, sondern eine reine Richtungsbestimmung war (⊙).
Mit dem Weiterbau der BAB 1 in nördliche Richtung wurde die Ratekauer Zweigstrecke vom Autobahnnetz abgeschnitten und zur Bundesstraße (seit Ende der 1990er zur Landesstraße) herabgestuft. Ehe die Straße umfassend instand gesetzt wurde, war sie noch bis etwa 1994 als dreistreifige Betonautobahn erkennbar, jedoch durch Fahrbahnmarkierungen auf zwei Fahrstreifen reduziert. Relikte des ehemaligen Autobahnausbaus sind die Brücken-Überquerungen der Schwartauer Straße und der Bahnstrecke Lübeck–Puttgarden: Beide Brücken sind noch Originalbauwerke und demzufolge als Autobahnbrücken breiter als heute notwendig.
Bevor im Zuge des sechsstreifigen Ausbaus südlich des Autobahndreiecks Bad Schwartau um 1983 die Fahrbahn verbreitert wurde, unterquerte die Autobahn an der Anschlussstelle Lübeck Mitte die kreuzende Stockelsdorfer Straße, heute führt sie darüber weg. Etwa 500 Meter südlich des Schwartauer Dreiecks, etwa am Beginn der Ummarkierung des abzweigenden rechten Fahrstreifens, verlief die alte dreistreifige Trasse östlich bis zu etwa 130 Meter parallel zur heutigen Trasse. Ein etwa 160 Meter langes Teilstück dieser ursprünglichen Strecke ist in einem Waldstück nahe der Elisabethstraße in Bad Schwartau noch heute erhalten (⊙).
1979 wurde die BAB 1 von Neustadt in Holstein bis Lensahn verlängert, 1980 dann bis Oldenburg in Holstein-Süd.

#### EifelautobahnKöln – Blankenheim
In den 1950er und 1960er Jahren plante man eine linksrheinische Autobahn von der niederländischen Grenze bei Goch zur französischen Grenze bei Lauterburg, die ab Mitte der 1960er Jahre in Teilstrecken gebaut wurde. Intern trug diese Verbindung die Streckennummer A 14. Für die Strecke sollte ein Teil der Nördlichen Umfahrung Köln, im Wesentlichen der Westteil des 1965 fertiggestellten Kölner Autobahnringes, mit einbezogen werden. Eine Fortführung von Frechen weiter in südliche Richtung war bereits vorbereitet, ebenso ein Kreuz mit der späteren Autobahn in Richtung Krefeld und weiter nach Goch.
Bereits bei der Planung des ersten Abschnitts dieser Autobahn südlich von Köln, die als zunächst zwei-, dann vierstreifige Erfttalstraße von Erftstadt in Richtung Koblenz führen sollte, war eine Schnellstraße in Richtung Euskirchen geplant. Diese Strecke wurde zunächst als Ersatzneubau der B 51 geplant und wurde als Eifelfernstraße bezeichnet. Eine Weiterführung südlich von Euskirchen blieb aufgrund der rheinland-pfälzischen Planungsvarianten weitgehend unklar, da von dieser Seite aus sowohl der Aachener als auch der Kölner Raum als mögliche Ziele für eine nördliche Fortsetzung von der wieder geplanten Autobahn Koblenz–Trier–Landstuhl in Betracht kamen. Bis Mitte der 1960er Jahre wurde die Weiterführung von Euskirchen bis Tondorf bearbeitet.
Im Jahr 1972 wurde der Abschnitt von Frechen nach Weilerswist fertiggestellt, während die weiteren Abschnitte in Richtung Koblenz/Ludwigshafen entweder fertiggestellt oder in Bau waren. Mit Einführung der neuen Autobahnnummern zum 1. Januar 1975 wurde die Idee einer durchgehenden Autobahn zwischen niederländischer und französischer Grenze jedoch verworfen, sodass die damals größtenteils fertiggestellten Autobahnabschnitte unterschiedliche Nummern bekamen: Zwischen Goch und Köln war dies nun die A 57, zwischen Erftstadt und Ludwigshafen Teil der A 61 (Venlo–Hockenheim) und zwischen Ludwigshafen und Wörth am Rhein die A 65 (der Abschnitt weiter zur Bundesgrenze bei Lauterburg ist nicht mehr als Autobahn realisiert worden). Lediglich das kurze Stück zwischen Köln und Bliesheim, das Teil der ehemaligen A 14-Planung war, wurde der BAB 1 zugeschlagen. Anhand der Fahrbeziehungen in Dreieck Erfttal und Kreuz Bliesheim ist der Verlauf der ursprünglichen durchgehenden Nummerierung noch nachzuvollziehen. Zwischen beiden Knotenpunkten verlaufen die BAB 1 und BAB 61 auf einer gemeinsamen Trasse.
Ab Mitte der 1970er Jahre wurde mit dem Lückenschluss zwischen Bliesheim und Daun aus nördlicher Richtung begonnen. Zunächst wurde 1977 das Teilstück vom Kreuz Bliesheim zur Anschlussstelle Wisskirchen eröffnet, 1981 bis Mechernich und 1982 bis zum heutigen Autobahnende bei Blankenheim.
An der heutigen Anschlussstelle Nettersheim, deren Bauweise bereits für den Ausbau als Autobahndreieck geeignet ist, war der Anschluss der BAB 545 geplant. Diese Autobahn wurde mit dem Bundesverkehrswegeplan 1980, bei dem hauptsächlich aus Kostengründen insgesamt 7000 km geplante Autobahnen gestrichen wurden, ebenfalls verworfen.

#### Wittlich – Saarbrücken
Der Weiterbau von Wittlich nach Trier begann 1971, nachdem die zweite Richtungsfahrbahn zwischen Koblenz und Wittlich fertiggestellt wurde. Nach drei Jahren Bauzeit wurde der Abschnitt bis zum Dreieck Moseltal mit der Moselbrücke bei Schweich im Dezember 1974 freigegeben. Gleichzeitig entstand auch die nur wenige Kilometer lange BAB 602 als Zubringer ins Trierer Stadtzentrum. Da bei Schweich ein Autobahndreieck mit einer abzweigenden Strecke nach Luxemburg geplant war, die das westlichste Teilstück der BAB 48 darstellen wollte, wurde der gesamte Autobahnabschnitt zwischen Schweich und Daun, wo bereits Vorleistungen für ein geplantes Autobahndreieck beim Bau dieser Strecke entstanden, mit der Doppelnummerierung BAB 1/BAB 48 versehen.
Für den Bau der Streckenfortführung von Trier in Richtung Süden wurde auf die alten Reichsautobahnpläne keinerlei Bezug mehr genommen, da die neu trassierte Strecke auch das Saarland anbinden sollte. Jedoch wurde, wie ursprünglich geplant, die durchgehende Fahrbahn als Relation Trier–Landstuhl ausgeführt und die Autobahn nach Saarbrücken bei Nonnweiler von dieser abzweigend. Somit muss man aus Richtung Trier kommend die Hauptfahrbahn verlassen, um weiter auf der BAB 1 nach Saarbrücken zu gelangen, da diese weiter als BAB 62 nach Landstuhl und Pirmasens führt.
Zwischen Reinsfeld und Eppelborn, wo das in den 1960er Jahren eröffnete Teilstück weiter nach Saarbrücken anschließt, wurde die Autobahn schrittweise von 1975 bis 1977 fertiggestellt. Dabei entstand auch das Dreieck Nonnweiler. Die in den 1960er Jahren gebaute, seit 1969 als A 171 bezeichnete Strecke Eppelborn – Riegelsberg wurde im Zuge des Lückenschlusses als BAB 1 im Abschnitt vom Eppelborn bis Quierschied um die zweite Richtungsfahrbahn erweitert. Dennoch weist mit ihren Kurvenradien und dem schmalen Mittelstreifen eher die Charakteristika einer vierstreifigen Kraftfahrstraße auf. Das südlichste Stück zwischen Riegelsberg und dem Autobahnende in Saarbrücken-Burbach, damals als Saarbrücken-Hubert-Müller-Straße bezeichnet, wurde erst zusammen mit der Einführung des neuen Nummerierungssystems 1975 zur Autobahn hochgestuft, vorher war dies die B 268.
Zum Lückenschluss zwischen Daun/Trier und Saarbrücken fehlte somit nur noch der Abschnitt zwischen dem Dreieck Moseltal und Reinsfeld. Diese 20 km lange Strecke mit zwei größeren Brückenbauwerken (Fellerbach- und Molesbachtalbrücke) wurde erst 1983 fertiggestellt, womit die BAB 1 zwischen Daun und Saarbrücken vollständig befahrbar war.

### Nach 1990
Ende der 1990er bis Anfang der 2000er Jahre wurden sowohl die Weiterführung ab Oldenburg in Holstein in nördliche Richtung als auch der Lückenschluss in der Eifel zwischen Blankenheim und Daun geplant und teilweise schon realisiert.

#### Nordverlängerung bis Heiligenhafen
Die Verlängerung von Oldenburg in Holstein bis Heiligenhafen wurde durch den Anbau einer zweiten Richtungsfahrbahn an der Bundesstraße B 207 realisiert. Zum 20. Dezember 2002 wurde der Abschnitt vom früheren Autobahnende südlich Oldenburg in Holstein bis zur Anschlussstelle Oldenburg i H.-Nord entlang der Umgehungsstraße von Oldenburg zur Autobahn aufgestuft. Am 21. August 2005 wurde die bisherige, um eine zweite Richtungsfahrbahn erweiterte B 207 zur Bundesautobahn 1 heraufgestuft und für den Verkehr freigegeben. Zum 25. August 2008 folgte dann das nächste Stück bis zur Anschlussstelle Heiligenhafen-Mitte. Das 3,5 km lange Teilstück von Heiligenhafen-Mitte bis hinter Heiligenhafen-Ost, das auch eine unbewirtschaftete Rastanlage (Ostseeblick) umfasst, wurde am 6. Juli 2012 für den Verkehr freigegeben.

#### Weiterbau in der Eifel

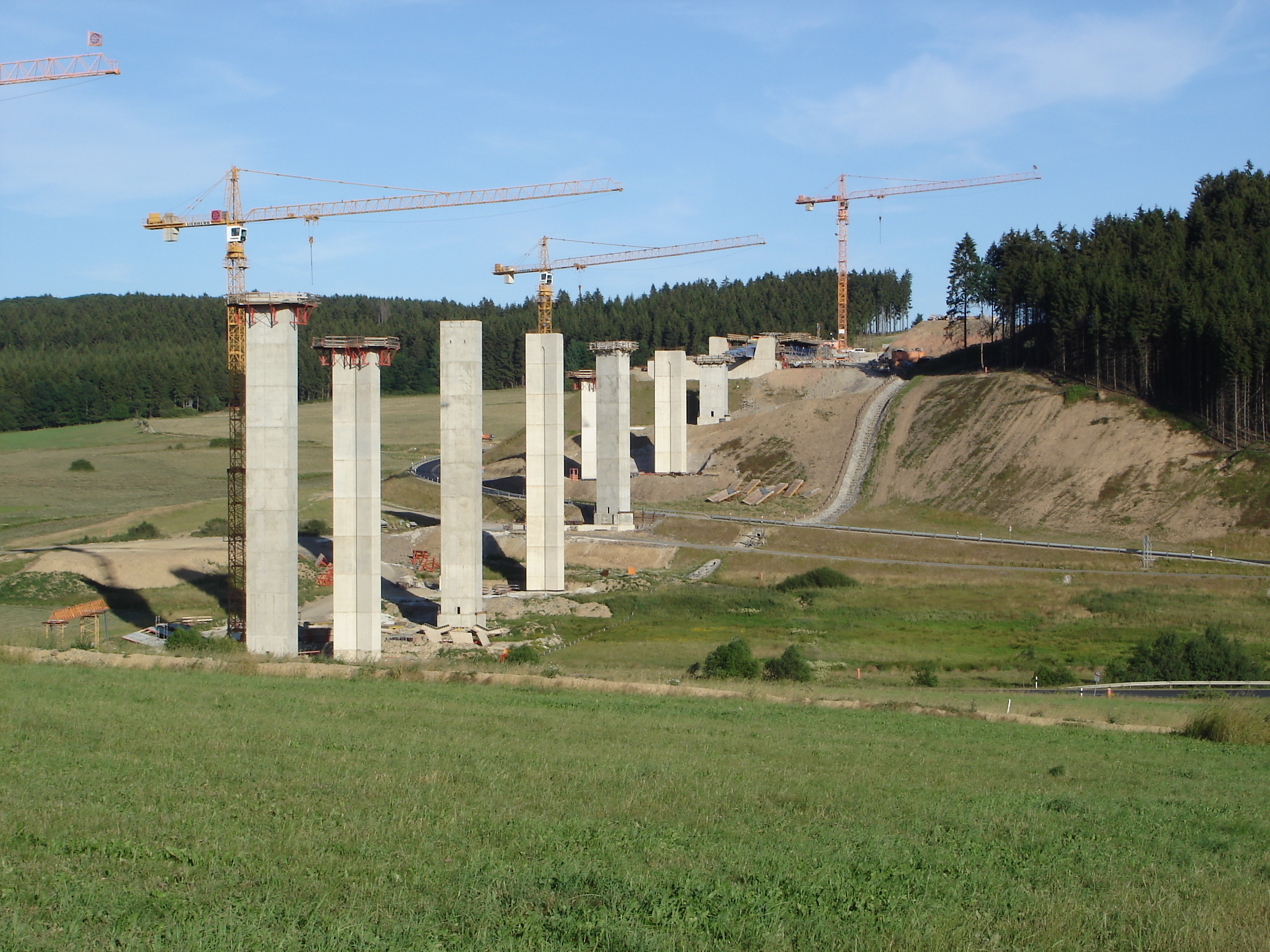
Liesertalbrücke bei Daun im Bau (Juli 2006)

Der bis heute geplante und nicht komplett fertiggestellte Lückenschluss der Eifelautobahn wurde von rheinland-pfälzischer Seite aus weiter vorangetrieben. In den 1990er Jahren entstand bei Daun das Dreieck Vulkaneifel, dessen Bau schon in den 1930er Jahren geplant und bis 1943 auch teilweise in Bau war. Beim Bau der Bundesstraße Koblenz–Wittlich in den 1960er Jahren, dem Vorläufer der heutigen Autobahnen 1 und 48, wurden bereits die Erdarbeiten abgeschlossen.
Im Rahmen einer teilweisen Neuordnung des deutschen Autobahnnetzes entfiel 1992 die Doppelnummerierung zwischen dem Dreieck Vulkaneifel und Trier. Hintergrund war auch die Einführung individueller Nummern für Anschlussstellen. Mit Einführung separater Nummern für Anschlussstellen im Jahr 1992 fielen zahlreiche doppelt nummerierte Autobahnabschnitte weg und wurden durch eine einzelne, durchgehende Nummerierung ersetzt. So wurde der Abschnitt zwischen Daun und Schweich, der seit Einführung der heutigen Autobahnnummern 1975 mit der Doppelbezeichnung BAB 1 / BAB 48 geführt wurde, ausschließlich der Bundesautobahn 1 zugeschlagen. Die BAB 48 war ursprünglich als Strecke zwischen der luxemburgischen Grenze bei Wasserbillig über Daun, Koblenz, Dernbach, Wetzlar und Gießen zum Hattenbacher Dreieck geplant. Da der Abschnitt Dernbach – Wetzlar der A 48 nicht mehr realisiert werden sollte, wurde die Bezeichnung dieser zunächst auf die Strecke Wasserbillig (luxemburgische Grenze) – Dreieck Dernbach reduziert, später nur noch auf die Strecke Dreieck Daun – Dreieck Dernbach bzw. ab 1997 Dreieck Vulkaneifel–Dreieck DernbachVulkaneifel – Dreieck Dernbach. Das bereits errichtete Teilstück nordwestlich von Trier an die luxemburgische Grenze wurde in BAB 64 umbenannt, ebenso erhielten die bereits fertigen Abschnitte in Hessen neue Nummern (BAB 480 und BAB 5). Auf einigen älteren Wegweisern ist diese Doppelnummerierung jedoch noch vorhanden.
Im Juli 1997 wurde das Autobahndreieck zusammen mit einer 4 km langen Neubaustrecke zur Anschlussstelle Daun (damals Daun/Darscheid) fertiggestellt. Die Anschlussstelle Daun/Mehren wurde später in Mehren umbenannt. 2005 wurde die Autobahn von Daun aus um 2,5 km nach Norden bis zu einem provisorischen Anschluss bei Rengen verlängert. Dieser wurde im Oktober 2010 geschlossen, als die BAB 1 um 3,8 km bis zur Anschlussstelle Gerolstein verlängert wurde. Am 31. Mai 2012 wurden weitere 2,5 km bis zur Anschlussstelle Kelberg freigegeben. Der komplette Lückenschluss wurde bislang aufgrund stockender Planungen wegen Umweltrichtlinien noch nicht realisiert.

### Liste der Verkehrsfreigaben
| Abschnitt                                                    | Jahr             | km      | Bemerkungen |
| ------------------------------------------------------------ | ---------------- | ------- | --- |
| AS Heiligenhafen-Ost – AS Heiligenhafen-Mitte                | 2012             | 3,0 km  | |
| AS Heiligenhafen-Mitte – AS Gremersdorf                      | 2008             | 4,8 km  | |
| AS Gremersdorf – AS Oldenburg i. H.-Nord                     | 2005             | 3,3 km  | |
| AS Oldenburg i. H.-Nord – AS Oldenburg i. H.-Süd             | 2002             | 4,2 km  | |
| AS Oldenburg i. H.-Süd – AS Lensahn                          | 1980             | 8,1 km  | |
| AS Lensahn – AS Neustadt i. H.-Nord                          | 1979             | 8,3 km  | |
| AS Neustadt i. H.-Nord – Dreieck Bad Schwartau               | 1975             | 19,7 km | |
| Dreieck Bad Schwartau – AS Lübeck-Zentrum                    | 1938             | 8,0 km  | |
| AS Lübeck-Zentrum – Kreuz Hamburg-Ost                        | 1937             | 50,0 km | |
| Kreuz Hamburg-Ost – Dreieck Norderelbe                       | 1963             | 12,8 km | |
| Dreieck Norderelbe – AS HH-Harburg                           | 1939             | 4,7 km  | |
| AS HH-Harburg – Maschener Kreuz                              | 1938             | 8,0 km  | |
| Maschener Kreuz – AS Dibbersen                               | 1937             | 10,0 km | |
| AS Dibbersen – AS Oyten                                      | 1936             | 71,0 km | |
| AS Oyten – Bremer Kreuz                                      | 1937             | 3,0 km  | |
| Bremer Kreuz – AS Uphusen/Bremen-Mahndorf                    | 1962             | 1,8 km  | |
| AS Uphusen/Bremen-Mahndorf – AS Bremen/Brinkum               | 1963             | 11,5 km | |
| AS Bremen/Brinkum – AS Delmenhorst-Ost                       | 1964             | 7,0 km  | |
| AS Delmenhorst-Ost – AS Wildeshausen-Nord                    | 1966             | 19,6 km | |
| AS Wildeshausen-Nord – AS Wildeshausen-West                  | 1965             | 8,2 km  | |
| AS Wildeshausen-West – AS Cloppenburg                        | 1966             | 13,8 km | |
| AS Cloppenburg – AS Holdorf                                  | 1967             | 27,0 km | |
| AS Holdorf – Kreuz Münster-Süd                               | 1968             | 90,0 km | |
| Kreuz Münster-Süd – Kamener Kreuz                            | 1965             | 36,7 km | |
| Kamener Kreuz – Kreuz Dortmund/Unna                          | 1957             | 10,0 km | |
| Kreuz Dortmund/Unna – AS Hagen-West                          | 1961             | 20,0 km | |
| AS Hagen-West – AS Wuppertal-Langerfeld                      | 1960             | 17,0 km | |
| AS Wuppertal-Langerfeld – AS Remscheid                       | 1956             | 14,0 km | |
| AS Remscheid – AS Burscheid                                  | 1939             | 14,0 km | |
| AS Burscheid – Kreuz Leverkusen                              | 1938             | 11,0 km | |
| Kreuz Leverkusen – AS Köln-Lövenich                          | 1965             | 18,0 km | |
| AS Köln-Lövenich – Kreuz Köln-West                           | 1962             | 2,0 km  | |
| Kreuz Köln-West – AS Erftstadt                               | 1971             | 1,4 km  | |
| AS Frechen – Kreuz Bliesheim                                 | 1972             | 12,9 km | |
| Kreuz Bliesheim – AS Wißkirchen                              | 1977             | 16,9 km | |
| AS Wißkirchen – AS Bad Münstereifel/Mechernich               | 1981             | 8,5 km  | |
| AS Bad Münstereifel/Mechernich – AS Blankenheim              | 1982             | 13,4 km | |
| AS Kelberg – AS Gerolstein                                   | 2012             | 2,5 km  | |
| AS Gerolstein – Rengen (prov. AS)                            | 2009             | 2,5 km  | |
| Rengen (prov. AS) – AS Daun                                  | 2005             | 2,4 km  | |
| AS Daun – Dreieck Vulkaneifel                                | 1997             | 3,8 km  | |
| Dreieck Vulkaneifel – AS Hasborn                             | 1965, 1970       | 27,0 km | eröffnet als Bundesstraße B 408, 1967 Aufstufung zur Autobahn, bis 1970 nur eine Richtungsfahrbahn, zunächst Doppelnummerierung BAB 1/BAB 48, seit 1992 ausschließlich Teil der BAB 1                                                                       |
| AS Hasborn – Dorf (Anschluss B 49)                           | 1941, 1964, 1970 | 6,8 km  | eröffnet als Reichsautobahn Strecke 140, Mehren-Trier-Landstuhl, 1964 eröffnet als Bundesstraße B 408, 1967 Aufstufung zur Autobahn, bis 1970 nur eine Richtungsfahrbahn, zunächst Doppelnummerierung BAB 1/BAB 48, seit 1992 ausschließlich Teil der BAB 1 |
| Dorf (Anschluss B 49) – AS Wittlich                          | 1971             | 1,7 km  | zunächst Doppelnummerierung BAB 1/BAB 48, seit 1992 ausschließlich Teil der BAB 1 |
| AS Wittlich – AS Salmtal                                     | 1975             | 10,2 km | zunächst Doppelnummerierung BAB 1/BAB 48, seit 1992 ausschließlich Teil der BAB 1 |
| AS Salmtal – Dreieck Moseltal                                | 1974             | 13,0 km | Abschnitt Schweich–Salmtal zunächst Doppelnummerierung BAB 1/BAB 48, seit 1992 ausschließlich Teil der BAB 1 |
| Dreieck Moseltal – AS Reinsfeld                              | 1983             | 20,1 km | |
| AS Reinsfeld – Steinackerweg (prov. AS)                      | 1975             | 30,7 km | |
| Steinackerweg (prov. AS) – AS Eppelborn                      | 1977             | 3,0 km  | |
| AS Eppelborn – Kreuz Saarbrücken                             | 1964, 1969, 1976 | 7,5 km  | Eröffnet 1964 als Teil der Bundesstraße 327, 1969 Aufstufung zur Autobahn, 1976 Erweiterung um zweite Richtungsfahrbahn |
| Kreuz Saarbrücken – AS Saarbrücken-Neuhaus                   | 1969             | 8,6 km  | |
| AS Saarbrücken-Neuhaus – AS Saarbrücken-Hubert-Müller-Straße | 1960, 1975       | 3,0 km  | Eröffnet 1960 als Teil der Bundesstraßen B 268 und B 327, Aufstufung zur Autobahn 1975 durch Montage von Mittelleitplanken |

## Verkehrsaufkommen
Da die BAB 1 zahlreiche Ballungsräume wie Hamburg, Bremen, das Ruhrgebiet und Rheinland miteinander verbindet und zusätzlich die wichtigste Nord-Süd-Verbindung zwischen Nordsee und Ruhrgebiet darstellt, sind große Teile der Autobahnstrecke stark befahren. Daher wurden und werden viele Teilstücke von ursprünglich vier auf mindestens sechs Fahrstreifen erweitert. Zusätzlich nimmt sie innerhalb der Ballungsräume sehr viel regionalen Verkehr auf. Das nicht mit der längeren nördlichen Strecke verbundene Teilstück von Kelberg nach Saarbrücken hat nur ein geringes Verkehrsaufkommen und bedient neben dem Saarland hauptsächlich die Eifelregion im westlichen Rheinland-Pfalz.

## Durchschnittliche Tägliche Verkehrsstärke (DTV)
| Abschnitt                                   | DTV     |
| ------------------------------------------- | ------- |
| HH-Öjendorf – HH-Billstedt                  | 101.400 |
| Kreuz HH-Süd – HH-Stillhorn                 | 114.200 |
| HH-Stillhorn – HH-Harburg                   | 109.700 |
| HH-Harburg – Maschener Kreuz                | 103.500 |
| Bremer Kreuz – Uphusen/Bremen-Mahndorf      | 100.800 |
| Uphusen/Bremen-Mahndorf – Bremen-Hemelingen | 104.800 |
| Bremen-Hemelingen – Bremen-Arsten           | 118.300 |
| Kamen-Zentrum – Kreuz Dortmund/Unna         | 120.200 |
| Kreuz Dortmund/Unna – Schwerte              | 110.900 |
| Schwerte – Westhofener Kreuz                | 119.300 |
| Hagen-West – Volmarstein                    | 104.100 |
| Kreuz Leverkusen-West – Köln-Niehl          | 111.900 |
| Kreuz Köln-Nord – Köln-Bocklemünd           | 103.400 |
| Köln-Lövenich – Kreuz Köln-West             | 126.200 |

## Aus- und Umbauten
Die A 1 ist derzeit größtenteils vierstreifig befahrbar, mehrere Teilabschnitte sind mittlerweile auch sechsstreifig ausgebaut. In ihrem Endausbau soll die Autobahn von Lübeck (Dreieck Bad Schwartau) bis Köln (Kreuz Köln-West) durchgehend mindestens sechs Fahrstreifen aufweisen. Zwischen dem Dreieck Norderelbe und dem Maschener Kreuz sowie zwischen dem Kreuz Leverkusen und der Anschlussstelle Köln-Niehl ist ein achtstreifiger Ausbau vorgesehen.

### Heiligenhafen – Kreuz Hamburg-Ost
Zwischen dem derzeitigen Autobahnbeginn bei Heiligenhafen und dem Autobahndreieck Bad Schwartau ist die BAB 1 vierstreifig ausgebaut. Der Abschnitt von Heiligenhafen bis Oldenburg in Holstein wurde durch den Anbau einer zweiten Richtungsfahrbahn entlang der Bundesstraße 207 ausgeführt und folgt daher relativ engen Kurven. Auf einem kurzen Teilstück südlich von Oldenburg in Holstein sowie zwischen den Anschlussstellen Neustadt in Holstein-Pelzerhaken und Neustadt in Holstein-Mitte hat die Autobahn keine Standstreifen.
Zwischen dem Dreieck Bad Schwartau und dem Kreuz Hamburg-Ost wurde die BAB 1 in den 1980er Jahren von vier auf sechs Fahrstreifen erweitert. Der Planfeststellungsbeschluss hierzu erging am 22. November 1983, fertiggestellt wurde der Ausbau etwa um das Jahr 1988.

### Kreuz Hamburg-Ost – Horster Dreieck
Auf Hamburger Stadtgebiet ist die BAB 1 mittlerweile durchgehend mindestens sechsstreifig, mit Ausnahme der Hauptfahrbahn im Kreuz Hamburg-Ost. Zwischen Hamburg-Ost und der Anschlussstelle Hamburg-Billstedt wurde der Ausbau 1989 fertiggestellt. 2004 begann der sechsstreifige Ausbau zwischen Hamburg-Billstedt und dem Dreieck Hamburg-Südost. Dieser war trotz der geringen Streckenlänge relativ aufwändig, da gleichzeitig der Bereich um die Anschlussstelle Hamburg-Moorfleet und das Autobahndreieck Hamburg-Südost umgestaltet wurde. Beide Knotenpunkte wurden durch Parallelfahrbahnen zusammengelegt und die Anschlussstelle Moorfleet um Rampen für einen Anschluss ans neue Gewerbegebiet zwischen Moorfleet und Allermöhe ergänzt.
Zwischen den Autobahndreiecken Hamburg-Südost und Norderelbe hat die BAB 1 schon seit 1986 sechs Fahrstreifen, diese Maßnahme wurde während einer Kompletterneuerung der Norderelbbrücke durchgeführt. Allerdings war die jeweils dritte Fahrspur pro Richtung mit Blockmarkierung abgetrennt und als durchgehende Ein- bzw. Ausfädelspur eingerichtet. Beim sechsstreifigen Ausbau im Bereich Billstedt/Moorfleet wurde dies in Teilen angepasst. Vom Dreieck Norderelbe bis zum Horster Dreieck besteht ebenfalls seit mindestens den 1980er Jahren eine sechsstreifig ausgebaute Fahrbahn.

### Horster Dreieck – Bremer Kreuz

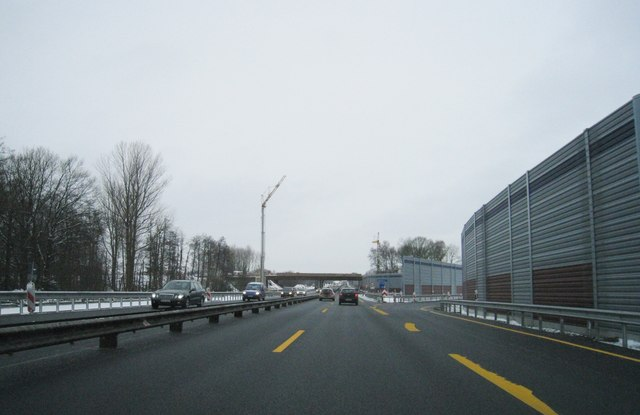
4+0-Verkehrsführung während des sechsstreifigen Ausbaus zwischen Buchholzer Dreieck und Bremen bei Stuckenborstel

Vom Maschener Kreuz bis zum Buchholzer Dreieck ist die A 1 vierstreifig. Der folgende Teil vom Buchholzer Dreieck zum Bremer Kreuz, der ursprünglich auch vierstreifig war, wurde von November 2008 bis Oktober 2012 durchgehend auf sechs Fahrstreifen erweitert. Dieser Ausbau wurde nach dem A-Modell der öffentlich-privaten Partnerschaft unter Beteiligung der A1 mobil durchgeführt, wofür ihr am 4. August 2008 durch die Niedersächsische Landesbehörde für Straßenbau und Verkehr die Aufgaben übertragen wurde. Die Gesellschaft besteht aus dem Unternehmen Bilfinger Berger, dem Bauunternehmen Johann Bunte und dem britischen Investor John Laing plc. Neben dem Ausbau selbst übernimmt sie auch für 30 Jahre den Streckenunterhalt. Im Gegenzug erhält statt des Staates der private Unternehmensverbund einen (öffentlich nicht bekannten) Teil der Einnahmen aus der anfallenden LKW-Maut. Der Abschnitt ist Teil der Verbindung zwischen dem Hamburger Hafen und der Hafengruppe Bremen/Bremerhaven; er wird von zahlreichen LKWs befahren.
Die Strecke wurde in insgesamt sieben Planfeststellungsabschnitte mit insgesamt 26 Bauabschnitten unterteilt, in denen zeitversetzt mit den Arbeiten begonnen wurde. Hierdurch wurden zu lange Baustellenabschnitte auf den insgesamt 72,5 km auszubauender Strecke vermieden. Die Bauabschnitte umfassten immer nur eine Richtungsfahrbahn; Arbeiten an der kompletten Trasse fielen daher in zwei Bauabschnitte. Offizieller Baubeginn war der 21. November 2008. Zunächst wurden nur Brückenarbeiten durchgeführt, die eigentlichen Erd- und Straßenbauarbeiten begannen im Frühjahr 2009 in 14 der 26 Bauabschnitte, was sieben Baustellenabschnitten entsprach. Im Zuge dieses Ausbaus löste sich der Flüsterasphalt im ersten Quartal 2010 auf einem grundsanierten und nur drei Monate freigegebenen Teilabschnitt bei Bremen großflächig ab. Als die große Zahl der Schlaglöcher einen geordneten Betrieb nicht mehr zuließ, wurde als Notlösung die alte Fahrbahn wieder in Betrieb genommen.
Der Verkehrsforscher Michael Schreckenberg kritisierte, die Baustellenabschnitte seien „von Technokraten gemacht“ worden, „ohne Rücksicht auf die Psychologie des Autofahrers“. Seit Beginn der Bauarbeiten hatte sich die Zahl der Unfälle im Bereich der Polizeiinspektion Rotenburg an der Wümme von 2008 zu 2009 um 121 % erhöht. Die Zahl der tödlichen Unfälle im Abschnitt stieg von zwei (2008) auf sechs (2009). Im ersten Halbjahr 2010 ereigneten sich sieben tödliche Unfälle. Zur Vermeidung weiterer Unfälle wurde daraufhin beschlossen, die Fahrbahn im Baustellenbereich um einen Meter zu verbreitern. Da dies jedoch nicht im Vertrag mit dem Betreiberkonsortium geregelt war, zahlte der Bund die Verbreiterung.
In den übrigen sechs Baustellenabschnitten begannen die Arbeiten nach Fertigstellung der zuerst begonnenen Abschnitte im Jahr 2011. Schon Ende 2011 war die komplette Richtungsfahrbahn Hamburg auf drei Spuren durchgehend befahrbar. Neben der Streckenverbreiterung wurden insgesamt 36 Unter- und 38 Überführungen durch breitere Neubauten ersetzt. Die neu erweiterte Autobahnstrecke wurde am 11. Oktober 2012 offiziell freigegeben, drei Monate früher als geplant. Von den 72,5 km Ausbaustrecke sind 40 km als Beton- und 32,5 km als Asphaltfahrbahn ausgeführt. Zusätzlich entstanden Lärmschutzmaßnahmen und mehrere unbewirtschaftete Rastplätze entlang der Strecke wurden erweitert. Bei Elsdorf entstand eine neue Anschlussstelle. Die Gesamtkosten belaufen sich auf rund 420 Millionen Euro.
Schon 2011, noch während der Ausbauphase, geriet die Betreibergesellschaft A1 mobil in finanzielle Schwierigkeiten, was durch ein Stillhalteabkommen den mit den finanzierenden Banken zunächst nicht öffentlich bekannt wurde. Als Begründung wurde angeführt, dass durch die Finanzkrise ab 2007 der Güterverkehr unvorhersehbar stark einbrach und die hierdurch erbrachten Mauteinnahmen geringer ausfielen als erwartet. Im Februar 2014 gab Bilfinger-Berger bekannt, dass man seinen 42,5-%-Anteil an der Betreibergesellschaft im Wert von 34 Millionen Euro abschreibt. Ende August 2017 verklagte A1 mobil den Bund auf Zahlung von 640 Millionen Euro. Am 7. September 2018 wies das Landgericht Hannover die Klage von A1 mobil als unbegründet ab. Der 
Vorsitzende Richter sagte in der Begründung, A1 mobil habe mit Abschluss des Vertrages auch die Geschäftsrisiken übernommen.

### Bremer Kreuz – Kamener Kreuz

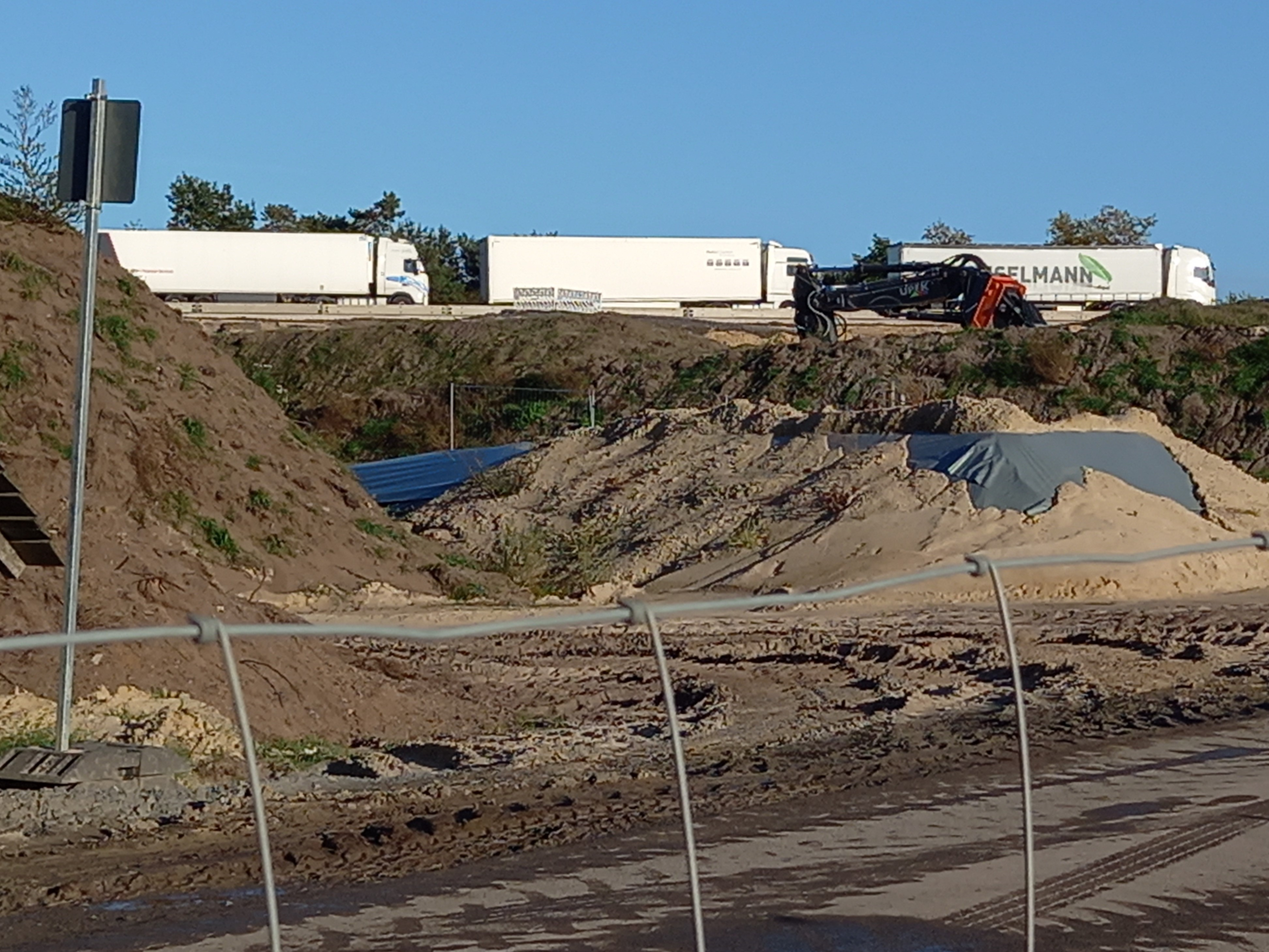
Vorbereitungen zum sechsstreifigen Ausbau bei Holdorf

Pläne für den Ausbau der gesamten Hansalinie auf sechs Fahrstreifen stammen aus der Zeit der Wiedervereinigung. Ausschlaggebend war der zunehmende LKW-Verkehr zu den Hafen- und Industriestandorten im Nordwesten, wie auch eine allgemeine Zunahme der Verkehrszahlen. Seit etwa den 1980er Jahren ist die Autobahn zwischen dem Bremer Kreuz und dem Dreieck Stuhr (früher Anschlussstelle Delmenhorst-Ost) sechsstreifig.
Bereits in den Jahren 1988 und 1989 wurde zwischen der Anschlussstelle Münster-Nord und dem Kreuz Münster-Süd im Zuge einer Fahrbahnsanierung die Trasse für einen späteren sechsstreifigen Ausbau erweitert. Zunächst bestanden hier allerdings noch vier durchgehende Fahrstreifen und durchgezogene Beschleunigungs- bzw. Verzögerungsstreifen. Die Brücke über den Dortmund-Ems-Kanal bei Ladbergen wurde im Zuge der Kanalverbreiterung zwischen 1998 und 2000 durch einen breiteren Neubau ersetzt, der sechs Fahrstreifen plus Standstreifen aufnehmen kann. Für den Abschnitt Münster-Nord – Kreuz Münster-Süd erging 1999 der Planfeststellungsbeschluss, um die Strecke vollwertig sechsstreifig auszubauen. Der 2003 begonnene Ausbau wurde zusammen mit einem Umbau des Autobahnkreuzes Münster-Süd durchgeführt, dabei wurde eine direkte Rampe („flyover“) von der BAB 43 zur BAB 1 in Richtung Norden gebaut. Das ausgebaute Teilstück wurde – als erstes der BAB 1 zwischen Bremen und Dortmund – im Jahr 2005 dem Verkehr übergeben.
Für den 10,4 km langen Abschnitt zwischen der Anschlussstelle Osnabrück-Nord und dem Kreuz Lotte/Osnabrück begannen im Oktober 2003 die ersten vorbereitenden Maßnahmen. Als eines von vier niedersächsischen Projekten wurde der vom Niedersächsischen Landesamt für Straßenbau durchgeführte Ausbau aus dem „Anti-Stau-Programm 2003–2007“ der Bundesregierung finanziert. In diesem Bereich wird außerdem insgesamt drei Mal die Grenze zwischen Niedersachsen und Nordrhein-Westfalen gequert. Im Februar 2004 begannen die eigentlichen Arbeiten an der Trasse, zunächst nur auf der Richtungsfahrbahn Süden. Auf den Brücken über den Zweigkanal Osnabrück und der Dütebrücke wurde lediglich der Standstreifen zum dritten Fahrstreifen ummarkiert. Im Sommer 2007 war der Ausbau fertiggestellt.
Im April 2009 begannen die Ausbauarbeiten im 8,4 km langen Abschnitt zwischen den Anschlussstellen Bramsche und Osnabrück-Nord. Als bauvorbereitende Maßnahmen wurden schon 2007 einige Überführungen durch breitere Neubauten ersetzt. Im Rahmen eines Pilotprojekts wurden auf dieser Baustelle alle Arbeiten in einem Auftrag zusammengefasst und ein 24-Stunden-Betrieb an 7 Tagen die Woche eingerichtet, wodurch die Bauzeit um ein Dreivierteljahr verringert werden konnte. Dabei wurde eine provisorische Straßenbeleuchtung aufgestellt. Der 62,2 Millionen Euro teure Ausbau konnte so schon im September 2010 fertiggestellt werden.
Die Planfeststellungsbeschlüsse für den 17 km langen Abschnitt östlich Dreieck Ahlhorner Heide–AS Cloppenburg und AS Cloppenburg–AS Vechta ergingen im November 1999 und waren seit Februar 2005 unanfechtbar. Von April bis Ende 2010 wurde dabei die Richtungsfahrbahn Osnabrück um einen Fahrstreifen erweitert, die Richtungsfahrbahn Bremen folgte von Mai bis Dezember 2012. Da die Brückenbauwerke bereits für einen sechsstreifigen Ausbau ausgelegt waren, musste nur der Seitenstreifen in einen regulären Fahrstreifen ummarkiert und zusätzlich neue Seitenstreifen angebaut werden. Außerdem wurde der Rastplatz Cappeln Hagelage großflächig erweitert. Der 9,3 km lange Abschnitt AS Vechta–AS Lohne/Dinklage wurde in Fahrtrichtung Osnabrück 2008 und in Fahrtrichtung Bremen 2009 auf sechs Fahrstreifen erweitert. Dabei wurde der Rastplatz Bakumer Wiesen ausgebaut und um eine WC-Anlage ergänzt.
Der Planungsauftrag für die knapp 30 km lange Strecke zwischen den Anschlussstellen Lohne/Dinklage und Bramsche wurde im August 2006 erteilt und das Planfeststellungsverfahren für den nördlichen Teil im Oktober 2011, für den südlichen im April 2013 eingeleitet. Seit 19. November 2015 ist der Planfeststellungsbeschluss für den nördlichen und seit 15. März 2017 für den südlichen Teil unanfechtbar. Am 25. August 2017 wurde mit ersten vorbereitenden Bauarbeiten begonnen, die neben dem Ausbau auf sechs Fahrstreifen auch den Neubau der Anschlussstelle „Rieste“ zwischen Neuenkirchen/Vörden und Bramsche beinhaltet. Die Autobahn wurde zwischen 2021 und 2024 auf sechs Fahrstreifen erweitert. Ursprünglich sollte der Ausbau bis 2025 dauern, er wurde jedoch ein halbes Jahr früher abgeschlossen als geplant. Mit dem Bau der neuen Anschlussstelle Rieste wurde Anfang 2024 begonnen; die Fertigstellung erfolgte im August 2025, ebenfalls ein halbes Jahr früher als geplant.
Von 2012 bis Oktober 2014 wurde der Abschnitt vom Kreuz Münster-Süd bis zur Brücke über den Dortmund-Ems-Kanal ausgebaut. Im Zuge der Bauarbeiten entstand die neue Anschlussstelle Münster-Hiltrup (79a).
Auf dem Abschnitt zwischen Münster-Hiltrup und Ascheberg wurde 2022 mit den ersten Bauarbeiten begonnen. Voraussichtlich 2027 soll der 93 Millionen Euro teure Ausbau auf dem 9,5 km langen Abschnitt fertiggestellt sein. Für die folgenden 11,4 km bis zur Anschlussstelle Hamm-Bockum/Werne läuft seit 2016 das Planfeststellungsverfahren. Für den südlichsten Abschnitt von Hamm-Bockum/Werne bis zum Kamener Kreuz wurde das Planfeststellungsverfahren 2019 begonnen; der Planfeststellungsbeschluss wurde im Juli 2025 erlassen. Auf allen Abschnitten sollen zusätzlich neue Lärmschutzbauwerke entstehen und die Rastanlagen Im Mersch (Richtung Bremen) bzw. Eichengrund (Richtung Köln) sollen umfassend erweitert werden.
| Abschnitt                              | Baubeginn | Status                            | Länge   |
| -------------------------------------- | --------- | --------------------------------- | ------- |
| AD Stuhr – AD Ahlhorner Heide          |           | Entwurfsplanung                   | 35 km   |
| AD Ahlhorner Heide – AS Vechta         | 2008      | fertiggestellt (2010, 2012)       | 17,5 km |
| AS Vechta – AS Lohne/Dinklage          | 2008      | fertiggestellt (2009)             | 9,5 km  |
| AS Lohne/Dinklage – AS Bramsche        | 2021      | fertiggestellt (2024)             | 29,5 km |
| AS Bramsche – AS Osnabrück-Nord        | 2009      | fertiggestellt (2010)             | 8,4 km  |
| AS Osnabrück-Nord – AK Lotte/Osnabrück | 2004      | fertiggestellt (2007)             | 10,4 km |
| AK Lotte/Osnabrück – AS Münster-Nord   |           | Planfeststellungsbeschluss (2018) | 37 km   |
| AS Münster-Nord – AK Münster-Süd       | 2003      | fertiggestellt (2005)             | 9 km    |
| AK Münster-Süd – AS Münster-Hiltrup    | 2012      | fertiggestellt (2014)             | 3,9 km  |
| AS Münster-Hiltrup – AS Ascheberg      | 2022      | im Bau (bis ca. 2025)             | 9,5 km  |
| AS Ascheberg – Hamm-Bockum/Werne       |           | Entwurfsplanung                   | 11,4 km |
| AS Hamm-Bockum/Werne – Kamener Kreuz   |           | Planfeststellungsbeschluss (2025) | 10,4 km |

### Kamener Kreuz – Kreuz Köln-West
Zwischen dem Kamener Kreuz und Kreuz Köln-West ist die Autobahn heute durchgehend sechsstreifig. Der Ausbau von vier aus sechs Fahrstreifen zog sich besonders auf dem Abschnitt zwischen Wuppertal und Burscheid aufgrund des bergigen Terrains und zahlreicher, teilweise unter Denkmalschutz stehenden Talbrücken über viele Jahre hin. Bis Ende der 1980er Jahre war nur die hochbelasteten Abschnitte Kamener Kreuz–Kreuz Dortmund/Unna und Wermelskirchen–Kreuz Leverkusen bereits auf sechs Streifen erweitert. Zwischen dem Kreuz Dortmund/Unna und der Raststätte Lichtendorf sowie zwischen den Anschlussstellen Hagen-Nord und Hagen-West fand der Ausbau Anfang der 1990er Jahre statt, einige Jahre später war die Strecke von Hagen weiter bis zur Anschlussstelle Wuppertal-Langerfeld fertiggestellt. Ende der 1990er folgte der Abschnitt von Wuppertal-Ronsdorf bis Remscheid. In diesem Bereich entstand 2006 die neue Anschlussstelle Remscheid–Lennep.
Zwischen Wuppertal-Langerfeld und Wuppertal-Ronsdorf wurde die Trasse von 2001 bis 2012 ausgebaut. Dies gestaltete sich aufgrund des Neubaus dreier Talbrücken als sehr aufwändig. Die Schwelmetalbrücke unmittelbar südlich der Anschlussstelle Wuppertal-Langerfeld wurde von 2004 bis 2006 um zwei Brückenbauwerke auf beiden Seiten ergänzt, um die Ein- und Ausfädelstreifen der Anschlussstelle aufzunehmen. Seit Juli 2013 läuft auf Grund der durch das Alter der Brücke und die zunehmende Verkehrsbelastung fortgeschrittenen Schäden zusätzlich je ein Fahrstreifen über das äußere Ergänzungsbauwerk. Die sich südlich anschließende Talbrücke Langerfeld wurde von 2001 bis 2004 abgebrochen und als breiteres Bauwerk neu errichtet.
Der Neubau der Wuppertalbrücke Öhde zog sich von 2004 bis 2012. Zunächst wurde südlich der bestehenden Brücke ein zweites Brückenbauwerk parallel errichtet, die 2005 dem Verkehr übergeben wurde. Von 2008 bis 2009 wurde dann die alte Brückenhälfte abgerissen und ab 2010 durch einen Neubau ersetzt. Im September 2012 wurde dieser eröffnet, womit die gesamte Brücke und damit auch der Abschnitt von Wuppertal-Langerfeld bis Wuppertal-Ronsdorf durchgehend sechsstreifig befahrbar ist. Die Streckenführung im Blombachtal mit ihren getrennten Richtungsfahrbahnen wurden auch nach dem Ausbau (circa 2001–2004) beibehalten. Die Rastplätze Ehrenberg und Kucksiepen wurden in ihrer Fläche um mehrere LKW-Parkplätze erweitert.

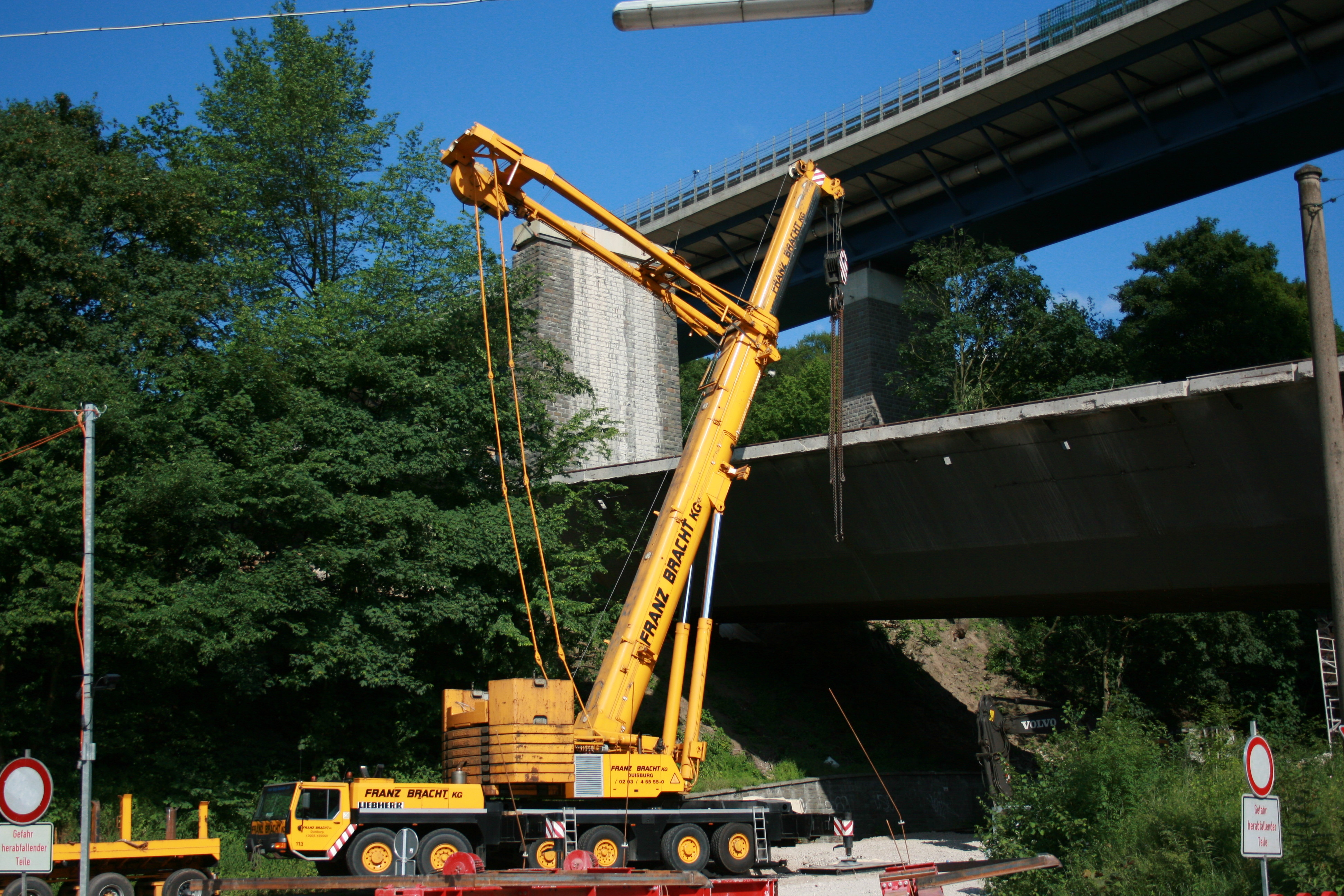
Abriss der alten Wuppertalbrücke Öhde, 2009
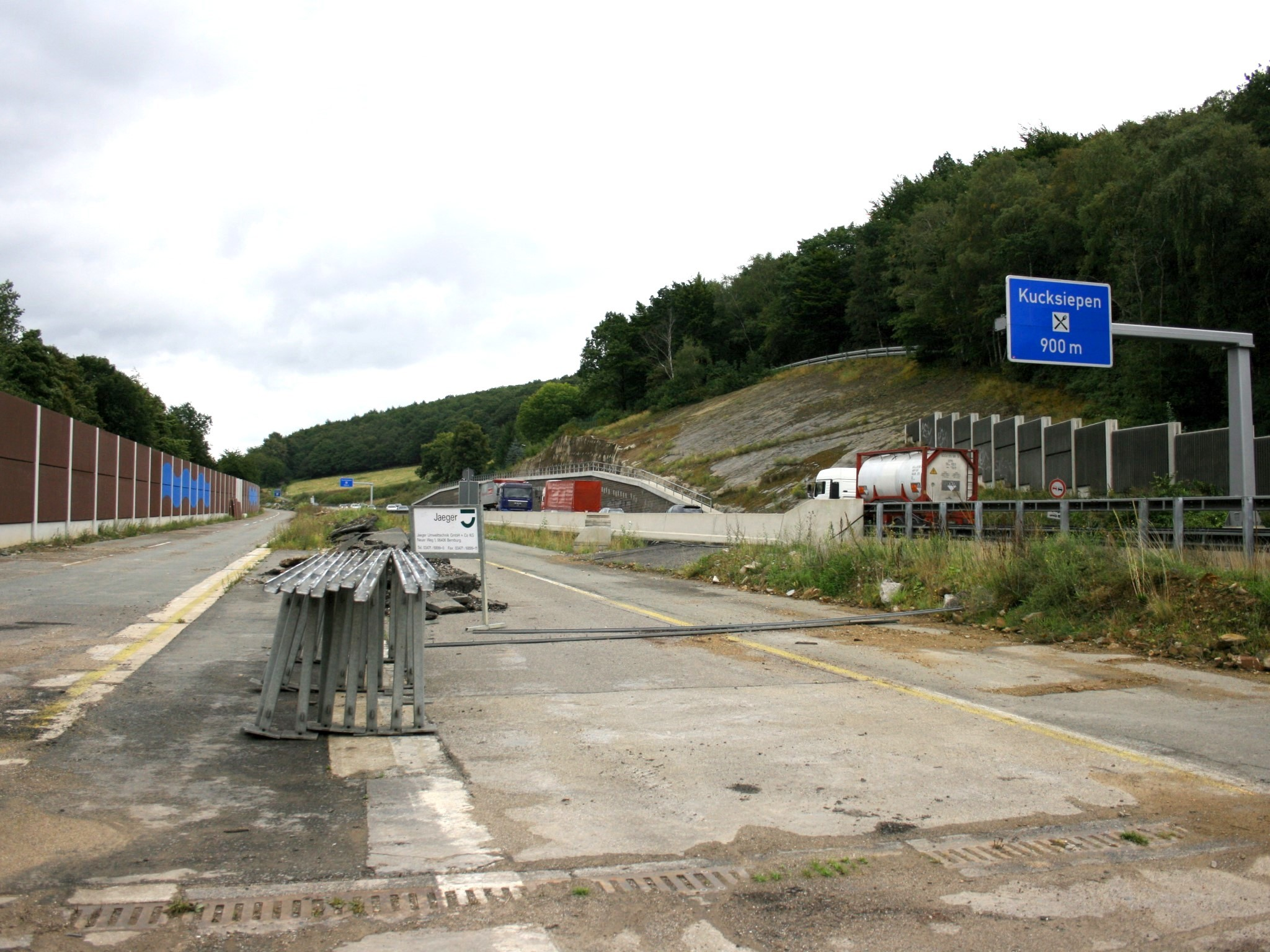
Bauarbeiten zwischen Wuppertal-Langerfeld und Wuppertal-Ronsdorf

Der Abschnitt von der Raststätte Lichtendorf bis zur Anschlussstelle Hagen-Nord, der auch das Westhofener Kreuz erfasst, wurde in zwei Abschnitten gebaut: Circa 2001–2004 entstand zunächst der Abschnitt zwischen der Anschlussstelle Schwerte und dem Westhofener Kreuz. Die 5,6 km lange Strecke zwischen dem Westhofener Kreuz und der Anschlussstelle Hagen-Nord wurde von 2005 bis 2009 ausgebaut und am 23. Dezember 2009 mit Inbetriebnahme der neuen Lenne- und Ruhrtalbrücke eröffnet.
Als letztes Teilstück zwischen dem Kamener Kreuz und Köln verblieb zunächst der Abschnitt Remscheid–Wermelskirchen mit mehreren denkmalgeschützten Brückenbauwerken, zusätzlich waren einige Bauwerke über die Autobahn zu schmal für die Überführung einer sechsstreifigen Trasse und mussten erst abgerissen werden. Der eigentliche Ausbau begann im März 2007. In Höhe der Anschlussstelle Remscheid wurde die Fahrbahn um vier Meter abgesenkt, um eine denkmalgeschützte Überführung erhalten zu können und die Längsneigung der Trasse zu verringern. Die Talbrücken der Autobahn wurden um ein zweites Parallelbauwerk ergänzt. Im August 2012 wurde mit der Inbetriebnahme der neuen Brücken der Ausbau fertiggestellt – mit Ausnahme des Bereichs um die Höllenbachtalbrücke, die aufgrund ihres hohen Alters noch saniert werden musste. Erst im April 2018 konnten die Arbeiten hier abgeschlossen werden, womit die komplette Strecke vom Kamener Kreuz bis zum Kreuz Köln-West sechsstreifig fertig gestellt ist.

### Kreuz Köln-West – Saarbrücken
Der sechsstreifige Ausbau des nördlichen und westlichen Kölner Autobahnrings, der durch die BAB 1 gebildet wird, wurde ab den 1980er Jahren in Angriff genommen. Zunächst begann man im Abschnitt Kreuz Leverkusen–Kreuz Köln-Nord (Nördlicher Kölner Ring). Die Hochstraßen auf Leverkusener Stadtgebiet waren schon bei ihrem Bau in den 1960er Jahren für die Aufnahme eines weiteren Fahrstreifens pro Richtung ausgelegt, sodass keine aufwändigen Umbauten nötig waren. Auch bei der Leverkusener Rheinbrücke wurde beim sechsstreifigen Ausbau 1986 so verfahren, was zur Folge hatte, dass die Brücke durch die auf dem äußeren Fahrstreifen (früherer Standstreifen) fahrenden LKW stärkeren Belastungen auch in Bezug auf die vergrößerte Hebelwirkung ausgesetzt ist.
Zwischen dem Kreuz Köln-Nord und dem Kreuz Köln-West (Westlicher Kölner Ring) folgte erst in den 2000er Jahren eine Erweiterung auf sechs Fahrstreifen – bislang wies die Autobahn zwischen dem Kreuz Köln-Nord und der Anschlussstelle Köln-Bocklemünd zwei Fahrstreifen je Richtung auf, südlich davon bis zum Kreuz Köln-West zwei Fahrstreifen in Richtung Euskirchen und drei in Richtung Dortmund. Da die Autobahn hier, im südlichen Teil, mitten durch die Wohngebiete der Kölner Stadtteile Weiden und Junkersdorf führt, plante man schon 1997 eine Lärmschutzeinhausung. Die Bauarbeiten für den Ausbau zwischen der Anschlussstelle Köln-Bocklemünd und dem Kreuz Köln-West mitsamt dem Bau einer 1,5 km langen Einhausung begannen 2007. Die Einhausung wurde im Dezember 2012 in Betrieb genommen, der Ausbau auf durchgehend sechs Fahrstreifen ist Anfang 2013 fertiggestellt worden. Der letzte noch vierstreifig verbliebene Abschnitt zwischen dem Kreuz Köln-Nord und der Anschlussstelle Köln-Bocklemünd wurde von Mai 2013 bis Herbst 2015 ausgebaut.
Im weiteren Verlauf gibt es an mehreren Steigungsstrecken zusätzliche dritte Fahrstreifen. Die Autobahn endet unmittelbar nach der Anschlussstelle 150, Saarbrücken-Burbach, heißt ab dort Bundesstraße 268 und geht nach 600 m in die straßenbündige Bebauung Saarbrückens über.

### Neue Anschlussstellen
- Die Anschlussstelle Barsbüttel (30) wurde 2005 zusammen mit Neuansiedlungen im dortigen Gewerbegebiet östlich von Hamburg eingerichtet.
- Im Rahmen des sechsstreifigen Ausbaus zwischen Hamburg und Bremen entstand die Anschlussstelle Elsdorf (48).
- Die Anschlussstelle Rieste (67b) wurde im August 2025 eröffnet und bindet den Niedersachsenpark besser an die Autobahn an.
- Ende 2010 wurde die Anschlussstelle Flughafen Münster/Osnabrück (75) freigegeben. Gleichzeitig zum Bau wurde die Autobahn im Bereich der neuen Anschlussstelle bereits für einen künftigen sechsstreifigen Ausbau dimensioniert.
- Die Anschlussstelle Münster-Hiltrup (79a) entstand südlich des Autobahnkreuzes Münster-Süd im Zuge des sechsstreifigen Ausbaus im Jahr 2014.
- Die Anschlussstelle Weilerswist-West (110a) wurde im Dezember 2011 zusammen mit der Ortsumgehung Weilerswist freigegeben.

## Besonderheiten

### Umbenennung von Anschlussstellen
Mehrere Anschlussstellen der Autobahn wurden nach ihrer Eröffnung umbenannt. Insbesondere in Nordrhein-Westfalen wurden in den letzten Jahren neue Regelungen erstellt, die neue Richtlinien zur Benennung von Autobahnknotenpunkten einführten. So hieß die Anschlussstelle Gleuel (105) früher Hürth und die heute Hürth (106) heißende, südlich folgende Anschlussstelle Knapsack. Einige Anschlussstellen besaßen früher Doppelbezeichnungen, so Lengerich/Tecklenburg (heute Lengerich, 73), Schloß Burg/Wermelskirchen (heute Wermelskirchen, 96), Bad Münstereifel/Mechernich (heute Mechernich, 112) oder Daun/Mehren (heute Mehren, 121). Gemäß RWBA 2000 sind solche Doppelbezeichnungen bei neu eingerichteten Anschlussstellen nicht mehr zulässig.

### Hitzeschäden
Die A 1 musste vom 26. Juli 2006 bis zum 1. August 2006 zwischen der Abfahrt Hagen-West und dem Westhofener Kreuz in Richtung Bremen wegen gravierender Hitzeschäden gesperrt werden. Im Baustellenbereich wurde der Straßenbelag weich und Spurrillen entstanden. Der 30 Jahre alte Belag hat der einseitigen Belastung bei anhaltend hohen Temperaturen nicht standhalten können. In diesem unsanierten Teilstück wurde die gesamte Fahrbahndecke ausgefräst und neu asphaltiert.

### Fahrbahnteilung
Bei Wuppertal-Ronsdorf wurden die Richtungsfahrbahnen der A 1 im Blombachtal für ca. einen Kilometer geteilt. Dies ist in Deutschland sonst nur an der A 2 bei Bad Oeynhausen, auf zwei Abschnitten der A 7 zwischen Hamburg und Hannover, am Albaufstieg der A 8, sowie an der A 9 im Altmühltal und am Hienberg der Fall. Auch nach dem sechsstreifigen Ausbau wurde die alte Trassenführung beibehalten.

### Mahnmal zur Erinnerung an die Kriegsgefangenen, die beim Autobahnbau eingesetzt waren
Zur Erinnerung an die Kriegsgefangenen, die während der NS-Zeit zwischen 1939 und 1942 zum Weiterbau der Reichsautobahn eingesetzt waren, wurde am 27. Januar 2013, dem Tag des Gedenkens an die Opfer des Nationalsozialismus (Jahrestag der Befreiung des Konzentrationslagers Auschwitz 1945), ein Mahnmal an der Autobahnkirche St. Paul bei Wittlich eingeweiht. Es besteht aus zwei Edelstahltafeln, die an der äußeren Kirchenwand angebracht sind. Sie sind verbunden durch eine stilisierte Autobahn, die am Ende in eine Stacheldraht symbolisierende und blutrot eingefärbte Verästelung übergeht.
Bei den Zwangsarbeitern handelte es sich um Häftlinge des Strafgefängnisses Wittlich, aus dem KZ Hinzert und dessen Außenlagern sowie um Juden aus Luxemburg und um Kriegsgefangene und Zwangsarbeiter aus Polen und der Sowjetunion.

### Lückenschluss
Obwohl die Lücke in der Eifel nach wie vor nicht geschlossen ist, wird auf der A 1 aus Saarbrücken kommend in nördliche Richtung als Fernziel Köln angezeigt. Die Umfahrung der Lücke wird ab dem Dreieck Vulkaneifel beschildert über die A 48 bis zum Kreuz Koblenz, ab da dann über die A 61, die in nördliche Richtung wieder auf die A 1 trifft. Alternativ kann die A 48 bereits in Mayen verlassen und über die B 262, eine zwei- bis vierstreifig ausgebaute Kraftfahrstraße, die Anschlussstelle Mendig der A 61 erreicht werden. Eine weitere, stark beanspruchte Alternativroute führt bereits ab dem Kreuz Wittlich über die A 60 bis Prüm und von dort durch die Westeifel über die B 51 nach Blankenheim, wo die A 1 wieder beginnt. In südliche Richtung ist letztere Route ab dem Kreuz Bliesheim mit dem Fernziel Trier beschriftet.

### Fahrstreifenaufteilung
Zwischen den Anschlussstellen Eppelborn (141) und Tholey (140) wurde die Autobahn wegen einer Steigung auf drei Fahrstreifen ausgebaut. Diese teilen sich hier so auf, dass die beiden linken Streifen links an einem Brückenpfeiler und der rechte Streifen rechts daran vorbeiführen.

### Bushaltestellen
Die A 1 besitzt an der Anschlussstelle Saarbrücken–Von der Heydt (148) in Fahrtrichtung Trier eine Bushaltestelle für die beiden Saarbrücker Stadtteile Kirschheck und Von der Heydt. Heute wird die Bushaltestelle nur noch für den Schienenersatzverkehr der parallel verlaufenden Stadtbahnlinie 1 der Saarbahn, die dort neben der Autobahnauffahrt eine Haltestelle für beide Saarbrücker Stadtteile besitzt, und das Anrufsammeltaxi 168 Von der Heydt – Heinrichshaus genutzt. Auch an der Anschlussstelle Saarbrücken-Burbach (150), dem Endpunkt der A 1, befand sich bis 2001 eine Bushaltestelle. Diese entfiel im Zuge des weiteren Ausbaus der Saarbahn aus Platzgründen zu Gunsten der ca. 750 m unterhalb in Richtung Stadt gelegenen Haltestelle Siedlerheim.

### Notlandeplätze
Bereits zur Zeit des Nationalsozialismus, ganz besonders aber in der Zeit des Kalten Kriegs wurden bei zahlreichen Autobahnneubauten Notlandeplätze auf Abschnitten von mehreren Kilometern Länge errichtet. An der BAB 1 existierten insgesamt sechs derartige Autobahn-Behelfsflugplätze, davon fünf entlang der in den 1960er Jahren gebauten Strecke zwischen Bremen und Dortmund – mehr als bei jeder anderen deutschen Autobahn. Die Anlage der Notlandeplätze bot sich aufgrund der weitestmöglichen Entfernung der Autobahn zur innerdeutschen Grenze an – die noch weiter westlich verlaufende BAB 31, an der während der ersten Planungen auch ein solcher Landeplatz vorgesehen war, existierte zu dieser Zeit noch nicht.
Alle Landeplätze sind in der Zwischenzeit zurückgebaut worden.
| Streckenabschnitt (zwischen den genannten Anschlussstellen) | Eröffnung | Länge in Meter | Koordinaten         | Rückbau                  |
| ----------------------------------------------------------- | --------- | -------------- | ------------------- | ------------------------ |
| Sittensen – Heidenau                                        | 1936      | ?              | 53° 19′ N, 9° 35′ O | spätestens 2008 (Ausbau) |
| Delmenhorst-Süd – Wildeshausen-Nord                         | 1966      | ?              | 52° 57′ N, 8° 33′ O |                          |
| Vechta – Lohne-Dinklage                                     | 1967      | 3000           | 52° 43′ N, 8° 10′ O |                          |
| Lohne-Dinklage – Holdorf                                    | 1967      | ?              | 52° 38′ N, 8° 8′ O  |                          |
| Ladbergen – Lengerich                                       | 1968      | 2100           | 52° 10′ N, 7° 46′ O | Oktober 2006             |
| Greven – Münster-Nord                                       | 1968      | 2100           | 52° 4′ N, 7° 37′ O  |                          |

### eHighway bei Lübeck

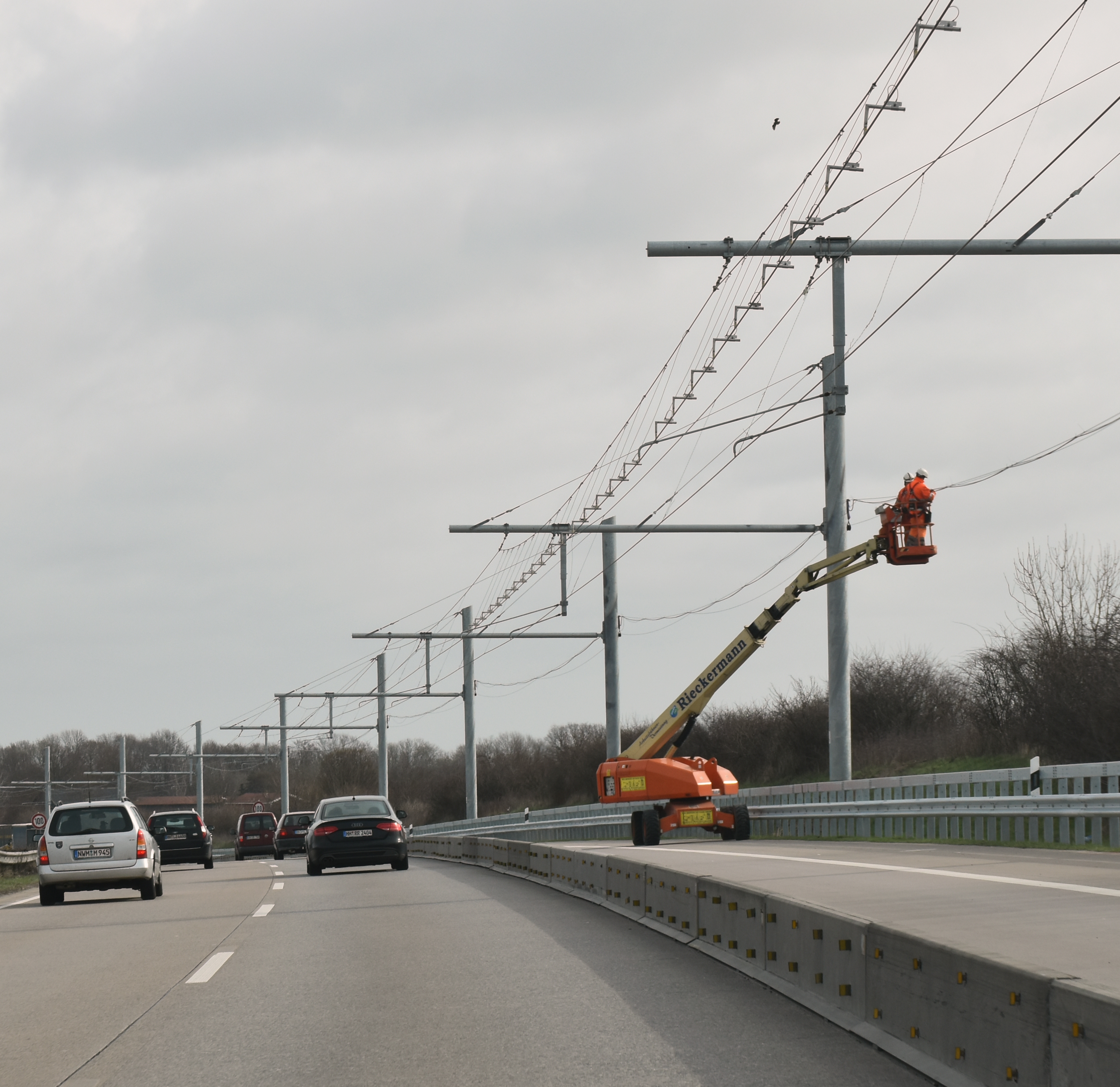
eHighway in Bau, März 2019

Zwischen der Anschlussstelle Reinfeld und dem Lübecker Kreuz wurde eine Teststrecke eingerichtet, die mit einer Oberleitung für Elektro-LKW ausgestattet ist. Der Testbetrieb des Projektes eHighway begann am 1. Juli 2019. Die Kosten für die Teststrecke in Höhe von 19 Millionen Euro übernahm der Bund. Hybridfahrzeuge einer regionalen Spedition mit speziellen Stromabnehmern befuhren regelmäßig diese Strecke bis Ende 2024. Im Juni 2024 wurde bekannt, dass die zum Jahresende 2024 auslaufende Förderung für das Projekt vom Bund nicht verlängert wird und die Teststrecke abgebaut werden soll.

### 2005: Sperrung zum Weltjugendtag
Zur Abschlussmesse des Weltjugendtags 2005 wurde die A 1 vom 20. bis 21. August 2005 zwischen dem Autobahndreieck Erfttal und dem Autobahnkreuz Köln-West auf einer Länge von ca. 14 km gesperrt, damit sie als Parkplatz für bis zu 1800 Reisebusse genutzt werden konnte. Umleitungen wurden weiträumig im Umkreis von 70 km ausgeschildert.

### 2021: Mehrere Sperrungen wegen Hochwasser in Nordrhein-Westfalen
Das Hochwasser 2021 verursachte Überschwemmungen und Beschädigungen an der A 1. Dadurch waren Mitte Juli 2021 mehrere Abschnitte betroffen, die vorübergehend gesperrt werden mussten, dazu zählen:
- Vollsperrung der A 1 in Fahrtrichtung Koblenz zwischen dem Autobahnkreuz Köln-West und dem Autobahndreieck Erfttal
- Vollsperrung der A 1 in Fahrtrichtung Dortmund zwischen dem Autobahndreieck Erfttal und der Anschlussstelle Hürth
- Engpass auf der A 1 in Fahrtrichtung Koblenz zwischen den Anschlussstellen Köln-Lövenich und Köln-Bocklemünd.[126]

## Planungen/Bau
Die A 1 steht im Fokus der Ausbautätigkeiten des Bundes. Im äußersten Norden wird die Ostseeküste angebunden. Im gesamten überlasteten Bereich zwischen Hamburg und Köln sind Grunderneuerungen sowie ein fast durchgängiger Ausbau auf mindestens drei Streifen pro Richtung und ein Ausbau vieler Kreuze und Anschlussstellen entweder kürzlich abgeschlossen, in Bau oder in Planung. In der Eifel steht seit über vier Jahrzehnten der Lückenschluss von noch 25 Kilometern an. Der Baubeginn stand zu Beginn des Jahres 2024 noch nicht fest.

### Nördliche Verlängerung Richtung Fehmarn
In Ostholstein hat die Verlängerung der A 1 Heiligenhafen-Ost erreicht. Im Zusammenhang mit dem Bau der Festen Fehmarnbeltquerung gibt es auch Pläne, die bisherige Bundesstraße 207 als Verlängerung der A 1 zwischen Heiligenhafen-Ost und Puttgarden vierstreifig auszubauen. Dieser Abschnitt der Hinterlandanbindung ist circa 22 Kilometer lang und im Bundesverkehrswegeplan 2003 in die Dringlichkeitsstufe Weiterer Bedarf eingeordnet. Während ursprünglich die Inbetriebnahme der festen circa 20 km langen Fehmarnbelt-Querung nach dänischen Plänen für 2021 geplant war, wird mittlerweile ein Abschluss im Jahre 2029 erwartet.
Der schleswig-holsteinische Verkehrsminister Meyer informierte Bundesverkehrsminister Ramsauer am 11. September 2012 darüber, dass das Land Schleswig-Holstein eine zusätzliche Verbindung (Brücke oder Tunnel) über den Fehmarnsund zur Aufnahme in den Bundesverkehrswegeplan 2030 anmelden wolle. Im ab 2017 geltenden Bedarfsplan ist der vierstreifige Ausbau der B 207 zwischen Puttgarden und Heiligenhafen-Ost in der Kategorie Laufend und fest disponiert enthalten. Dabei sind vier Anschlussstellen vorgesehen: die vorhandenen bei Großenbrode, Avendorf und Burg und eine neue zwischen Bannesdorf und Puttgarden.
Am 3. März 2020 wurde bekannt, dass die Querung des Fehmarnsunds künftig durch den Fehmarnsundtunnel, einen kombinierten Tunnel für Eisenbahn- und Straßenverkehr erfolgen soll. Der Tunnel soll als Absenktunnel gebaut werden, für den Eisenbahnverkehr ist eine Röhre mit 2 Gleisen, für den Straßenverkehr zwei Röhren mit je zwei Fahrstreifen und einem Standstreifen vorgesehen. Baubeginn der Straße war im Januar 2023. Die Inbetriebnahme soll 2029, zeitgleich mit dem Fehmarnbelttunnel erfolgen. Die Fehmarnsundbrücke soll für Fußgänger, Radfahrer und den örtlichen Verkehr erhalten bleiben.

### Ausbau der Südumfahrung Hamburg
Zwischen dem Kreuz Hamburg-Südost mit der A 25 und dem Horster Dreieck mit der A 7 ist ein achtstreifiger Ausbau geplant, bis Hamburg-Stillhorn im vordringlichen Bedarf, ab dort im weiteren Bedarf mit Planungsrecht. Der weitere Verlauf bis zum Buchholzer Dreieck soll sechsstreifig werden (weiterer Bedarf mit Planungsrecht). In den 2020er Jahren soll die neu zu bauende A 26 an die A 1 angeschlossen werden, indem die Anschlussstelle Hamburg-Stillhorn zum Autobahndreieck ausgebaut wird.

### Ausbau Bremen bis Dortmund
Im Weiteren Bedarf mit Planungsrecht eingeordnet ist ein Ausbau des sechsstreifigen Abschnitts zwischen dem Bremer Kreuz und dem Dreieck Stuhr auf acht Fahrstreifen.

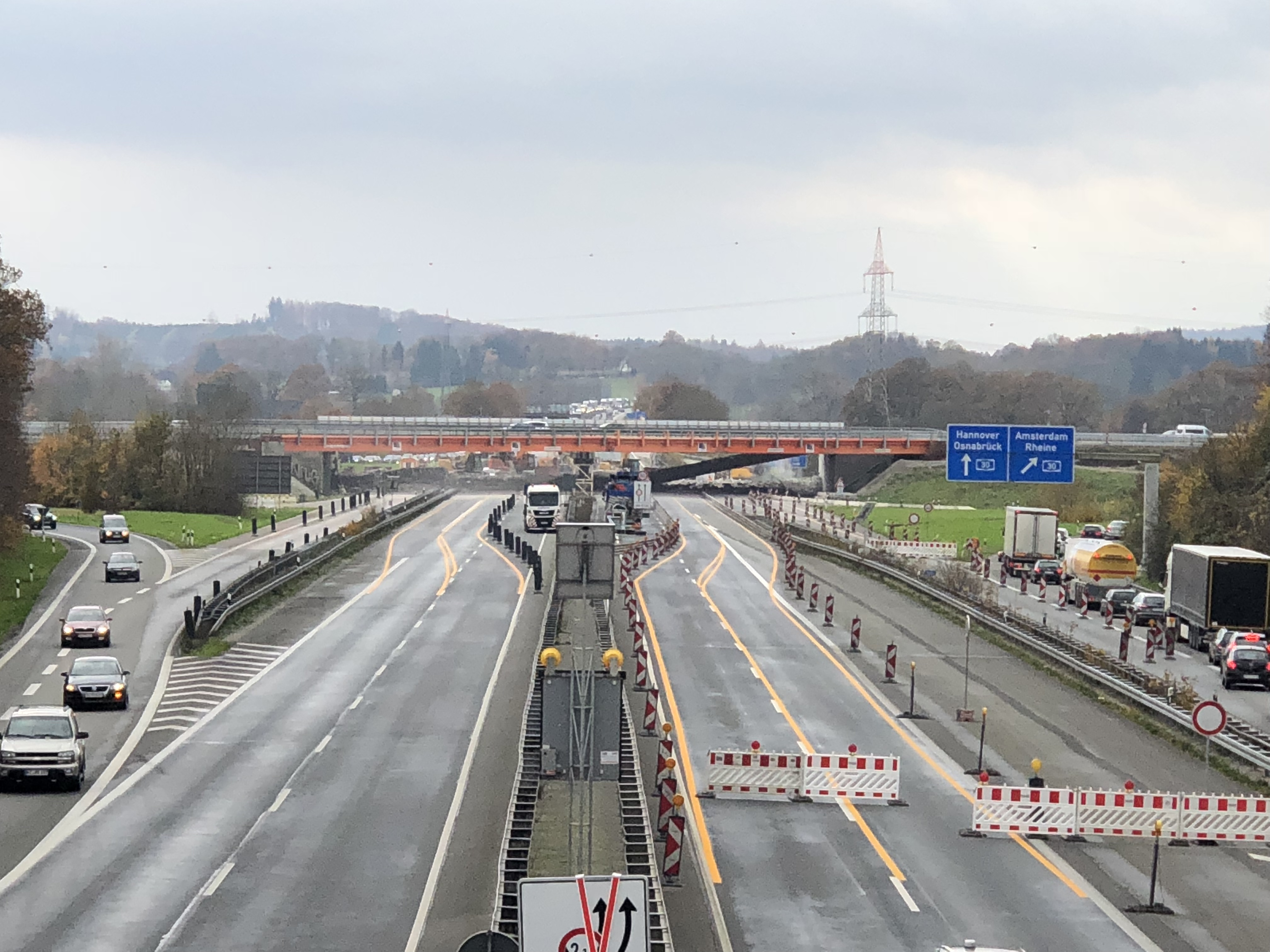
2017: Umbauarbeiten am Kreuz Lotte/Osnabrück als Vorbereitung auf den sechsstreifigen Ausbau

Im weiteren Verlauf soll die A 1 bis Köln komplett sechsstreifig ausgebaut werden. Der Abschnitt vom derzeitigen Ausbauende bei Delmenhorst Groß Mackenstedt bis zum Dreieck Ahlhorner Heide mit der A 29 ist im Bedarfsplan der Bundesregierung mit dem Status Weiterer Bedarf mit Planungsrecht versehen. Weiter bis Münster-Nord ist der Ausbau im Vordringlichen Bedarf – Engpassbeseitigung.
Im November 2010 erließ die Niedersächsische Landesbehörde für Straßenbau und Verkehr einen Planfeststellungsbeschluss für einen Teil der Verlängerung der A 33. Der Kreuzungspunkt der A 33 mit der A 1 wird bei Fertigstellung zwischen den Anschlussstellen Bramsche und Osnabrück-Nord liegen. Dem Autobahndreieck wird auf der A 1 die Nummer 69 zugeteilt werden. Dies wurde zum Zeitpunkt der Nummernvergabe für die Anschlussstellen schon berücksichtigt: Die Anschlussstelle Bramsche der A 1 hat die Nummer 68 und der darauf folgenden Anschlussstelle Osnabrück-Nord wurde die Nummer 70 zugeteilt.
Bei Münster ist die Autobahn bereits sechsstreifig bis zu Münsters dritter Anschlussstelle Münster-Hiltrup/Amelsbüren. Die neue Anschlussstelle liegt direkt am neuen Hansa-Business-Park und wurde im Oktober 2014 freigegeben.
Für den folgenden Abschnitt zwischen der Brücke über den Dortmund-Ems-Kanal bei Amelsbüren in südlicher Richtung bis zum Kamener Kreuz wurde der Ausbau auf sechs Fahrstreifen im Bundesverkehrswegeplan als vordringlich mit Engpassbeseitigung eingestuft. Der Ausbau des Kreuzes Dortmund/Unna, des Westhofener Kreuzes und des Kreuzes Wuppertal-Nord sind ebenfalls im vordringlichen Bedarf – Engpassbeseitigung eingestuft, der 8-streifige Ausbau der Verbindung zwischen den beiden erstgenannten Kreuzen ist im weiteren Bedarf, teilweise mit Planungsrecht eingestuft.

### Sechsstreifiger Ausbau Dortmund bis Köln

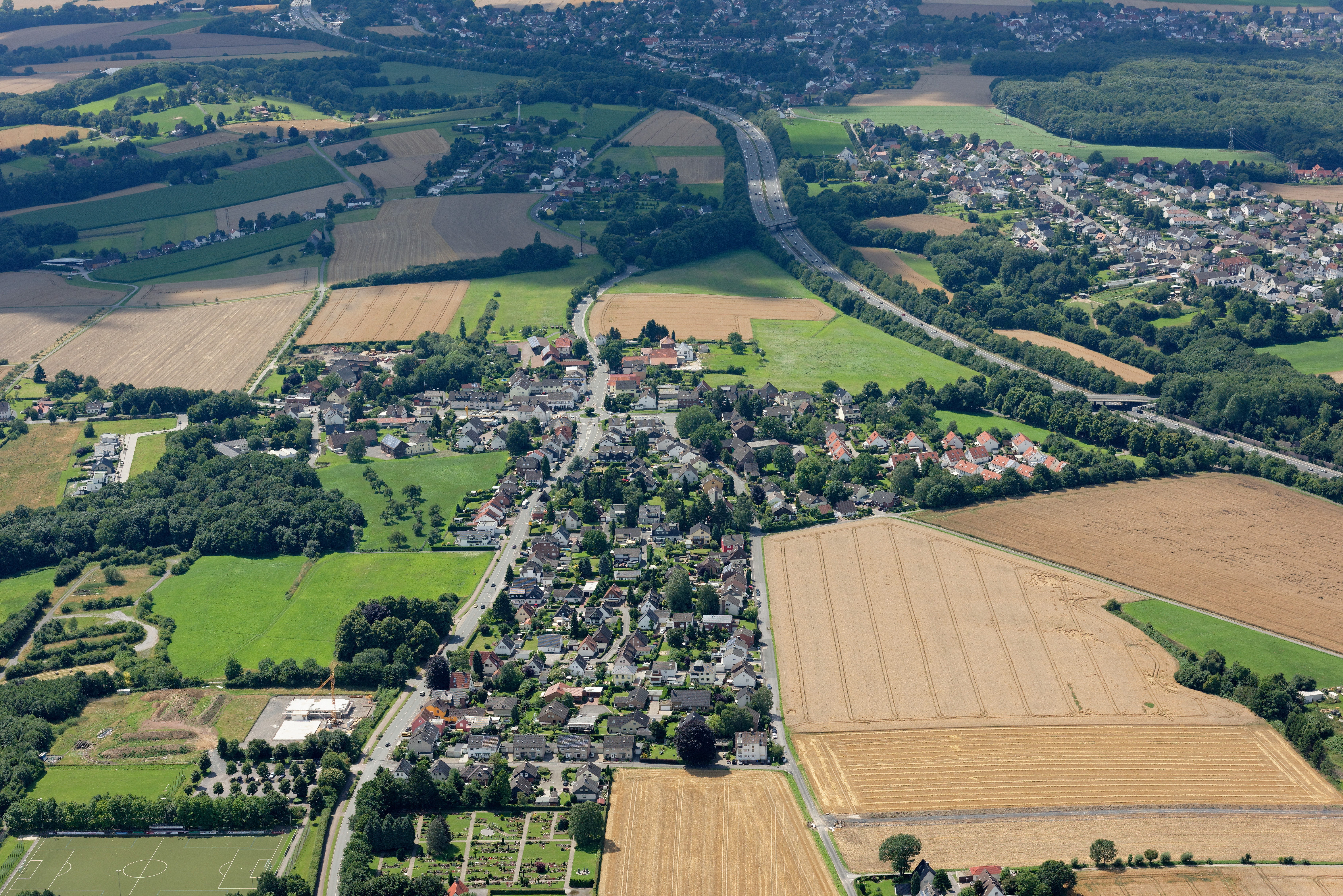
A 1 bei Holzwickede

In diesem Bereich wurden bereits einige Unterabschnitte sechsstreifig für den Verkehr freigegeben. Die letzten Abschnitte bei Wuppertal und Remscheid mit der Talbrücke Langerfeld und der Wuppertalbrücke Öhde sind im August 2012 fertiggestellt und dem Verkehr übergeben worden.
Wieder in Planung ist die Umgestaltung der Anschlussstelle Wuppertal-Ronsdorf zu einem Autobahndreieck, um den südwestlichen Lückenschluss des Autobahnrings um Wuppertal, der Anfang 2006 durch die Inbetriebnahme des Burgholztunnels um ein weiteres Teilstück gewachsen ist, über die heutigen Landesstraßen L 419 und L 418 bis zum Anschluss an die Bundesautobahnen A 46 und A 535 am Sonnborner Kreuz zu komplettieren.
Der sechsstreifige Ausbau des Teilstücks Anschlussstelle Wermelskirchen bis Anschlussstelle Remscheid begann am 9. Mai 2005. Die Anschlussstelle Remscheid wurde dabei bis 2008 ausgebaut. Der Ausbau der Autobahn erforderte eine Tieferlegung der Fahrbahnen, insbesondere wegen der denkmalgeschützten Eisenbahnbrücke. Der Ausbau wurde 2012 weitestgehend abgeschlossen. Umbau und Sanierung der Talbrücke Höllenbach verzögerte sich und dauerte bis Winter 2017/2018, weshalb erst seit dem 17. April 2018 auch in diesem Abschnitt die sechsstreifige Verkehrsführung besteht.
Im Bereich des Kölner Rings ist die A 1 ebenfalls komplett sechsstreifig. Zwischen Köln-Bocklemünd und Kreuz Köln-West sind seit Dezember 2012 drei Fahrstreifen pro Fahrtrichtung freigegeben. Die 1550 Meter lange Einhausung Lövenich wurde bis Anfang 2013 fertiggestellt. Die Sicherheitstests im Tunnel wurden im Mai 2014 für beendet erklärt. Die Geschwindigkeit im Tunnel ist auf 80 km/h begrenzt. Der Abschnitt zwischen Köln-Bocklemünd und dem Kreuz Köln-Nord ist seit November 2015 sechsstreifig. Der achtstreifige Ausbau von Köln-Niehl bis zum Kreuz Köln-Nord ist im Fernstraßenausbaugesetz als weiterer Bedarf mit Planungsrecht eingeplant. Der sechsstreifige Ausbau vom Kreuz Köln-West bis zum Dreieck Erfttal ist im Vordringlichen Bedarf – Engpassbeseitigung eingestuft, der achtstreifige Ausbau des folgenden gemeinsamen Abschnitts mit der A 61 bis zum Kreuz Bliesheim ist im weiteren Bedarf mit Planungsrecht eingestuft.

### Neubau Rheinbrücke Leverkusen
Aufgrund erheblicher Schäden in der Brückenkonstruktion wurde ein Neubau der Rheinbrücke Leverkusen mit dann einer Brücke je Fahrtrichtung geplant. Die abzureißende Brücke wurde für Fahrzeuge über 3,5 t Gesamtgewicht gesperrt. Dies führte zu erheblichen Problemen, weil fast zeitgleich wegen Schäden an der Brückenkonstruktion die Zoobrücke in Köln als Ausweichroute ausfiel, da die Stadt Köln für diese Brücke eine Begrenzung auf 7,5 t Gesamtgewicht einführen musste und an der A 57 in Höhe Dormagen eine Autobahnbrücke nach einem Brandanschlag zerstört und nur durch eine Behelfsbrücke ersetzt worden ist. Nach der Durchführung der dringendsten Reparaturen an der Rheinbrücke Leverkusen galt dort seit Mai 2013 ein Fahrverbot für Fahrzeuge über 44 t Gesamtgewicht, welches aber weiterhin auf 3,5 t herabgestuft wurde. Die zulässige Höchstgeschwindigkeit für alle Fahrzeuge war auf 60 km/h begrenzt. Zur Überwachung der Höchstgeschwindigkeit und des Gewichts wurden auf der Brücke in beide Fahrtrichtungen stationäre Geschwindigkeitsüberwachungsanlagen jeweils am Anfang und in der Mitte der Brücke installiert. Die Messung erfolgt über Induktionsschleifen in der Fahrbahndecke. Die Einnahmen durch Buß- und Verwarnungsgelder lagen bis zur neuerlichen Sperrung der Brücke für Fahrzeuge über 3,5 t weit unter den Erwartungen der Kommunen.
Der Landesbetrieb Straßenbau NRW plant den Ersatz der jetzigen Rheinbrücke durch den Neubau einer zehnstreifigen Autobahnbrücke. Am 14. Dezember 2017 erfolgte offiziell der erste Spatenstich für den Bau der Brücke. Ab 2020 (zunächst geplante Fertigstellung des ersten neuen Brückenteils mit fünf Fahrstreifen) sollte die jetzige Brücke abgerissen und der zweite Brückenteil des Neubaus errichtet werden, dies hatte sich auf 2024 verschoben[veraltet] Durch diverse Verzögerungen (länger dauernde Kampfmittelsondierung am Baugrund 2018/19; Kündigung des Vertrages mit dem Generalunternehmer Porr im April 2020) hat sich die Fertigstellung der ersten (Teil-)Brücke ins Jahr 2024 verschoben; entsprechend sind die nachfolgenden Arbeiten ebenfalls zu verschieben. Der Plan wird von Lokalpolitikern wegen der baulichen Auswirkungen auf die Stadt Leverkusen kritisiert, als Alternativen wurde der Bau eines Tunnels durch Leverkusener Stadtgebiet oder eine Verlängerung der A 542 durch Neubau einer weiteren Rheinquerung ins Gespräch gebracht.

### Lückenschluss in der Eifel
Die Lücke zwischen den derzeitigen Autobahnenden bei Blankenheim und Kelberg, unweit des Dreiecks Vulkaneifel, befindet sich großteils noch in der Planung. Von der noch etwa 25 km langen Lücke liegen rund 15 km in der Bauverantwortung von Nordrhein-Westfalen, die restlichen 10 km sollen von Rheinland-Pfalz realisiert werden. Es gibt im Oktober 2020 für keinen der drei Bauabschnitte eine Abschätzung, ob und bis wann eine Planung gefunden werden kann, die Baurecht erlangt. Die sich anschließende Zeit für die wegen des Verlaufes im Gebirge aufwändige bauliche Durchführung des Lückenschlusses wird im günstigsten Fall auf sechs Jahre geschätzt.
Der seit Anfang der 1980er Jahre geplante Neubau der A 1 durch die Eifel wurde komplett in den Vordringlichen Bedarf des Bundesverkehrswegeplanes 2003 aufgenommen. Mit Naturschutzgutachten wurde seit 2004 geprüft, ob die geplante Trasse von der Anschlussstelle Blankenheim in Richtung Süden bis zur Anschlussstelle Kelberg unter ökologischen Gesichtspunkten vertretbar ist; entsprechende Ergebnisse wurden in das Planfeststellungsverfahren eingebracht. Dieses wurde für den nördlichsten, in Nordrhein-Westfalen gelegenen Abschnitt zwischen der geplanten Anschlussstelle Lommersdorf und der Anschlussstelle Blankenheim im Mai 2012 gestartet; die weiteren Abschnitte bis Adenau und Kelberg befinden sich in der naturschutzfachlichen Planung. Der Lückenschluss wird rund 400 Millionen Euro kosten. Es war angestrebt worden, bis 2010 eine Baugenehmigung für die verbleibenden Streckenabschnitte zu erhalten und die Lücke bis 2015 vollständig zu schließen.
Während viele Anwohner und Wirtschaftsvertreter den Lückenschluss begrüßen, kündigten Naturschutzverbände gerichtlichen Widerstand an. Die Planungen geraten seit Jahren auch aufgrund des Umweltrechts, insbesondere durch die FFH- und Vogelschutz-Richtlinie, immer wieder ins Stocken.
Drei Teilstücke müssen noch gebaut werden:
- von Anschlussstelle Blankenheim (bei Tondorf) nach Anschlussstelle Lommersdorf: Für dieses sechs Kilometer lange Teilstück läuft seit Mai 2012 das Planfeststellungsverfahren.
- von Anschlussstelle Lommersdorf bis zur Anschlussstelle Adenau: Für dieses Teilstück wurde im Juni 2018 eine Aktualisierung der Entwurfsplanung beschlossen. Dadurch verlängert es sich um 800 m auf 9,4 km.[159] Die Untersuchung der neuen Trasse und weitere Vorentwurfsplanung wird bis Ende 2020 in Anspruch nehmen. [veraltet][160][161][162]
- von der Anschlussstelle Adenau bis zur Anschlussstelle Kelberg: Für das knapp elf Kilometer lange Teilstück von der Anschlussstelle Adenau bis zur Anschlussstelle Kelberg genehmigte das Bundesverkehrsministerium im August 2014 den Vorentwurf.[163] Die Kosten werden auf insgesamt circa 320 Millionen Euro geschätzt. Die Planungsunterlagen wurden im Sommer 2018 offengelegt.[164][165][166]

Insbesondere in Rheinland-Pfalz gab es zwischen den Koalitionspartnern der Landesregierung zeitweise Unstimmigkeiten hinsichtlich des Weiterbaus.
Alle drei Abschnitte werden im Bundesverkehrswegeplan 2030 als vordringlicher Bedarf geführt.

### Weiterführung auf dem Stadtgebiet Saarbrücken
Auf dem Saarbrücker Stadtgebiet ist geplant, die A 1 bis zur Westspangenbrücke, d. h. bis zur Stadtautobahn A 620, zu verlängern. Dazu soll zwischen den Anschlussstellen SB-Von-der-Heydt und SB-Burbach eine Verbindung zur A 623 in der Nähe der Anschlussstelle SB-Ludwigsberg geschaffen werden, früher auch als Verschwenkung bezeichnet. Dieser Abschnitt war jedoch aus Umweltschutzgründen nur noch mit zwei Fahrstreifen mit Gegenverkehr als Vorhaben mit besonderem naturschutzfachlichem Planungsauftrag im vordringlichen Bedarf im Bundesverkehrswegeplan 2030 aufgeführt. Im weiteren Verlauf soll die bestehende vierstreifige Camphauser Straße als Fortführung der A 623 ab der Anschlussstelle Ludwigsberg und daran anschließend auch das Stück der B 268 bis zur Westspangenbrücke autobahnmäßig, d. h. mit Mitteltrennung und ohne plangleiche Kreuzungen versehen, ausgebaut werden und dann zur A 1 heraufgestuft werden. Die Realisierung dieses Vorhabens ist bis 2018 jedoch nicht vorangetrieben worden. Am 1. Juni 2013 begann die Vorplanung. Im Fernstraßenausbaugesetz ist ein vierstreifiger Neubau als weiterer Bedarf mit Planungsrecht enthalten.